# Архитектура Парижа в эпоху абсолютизма

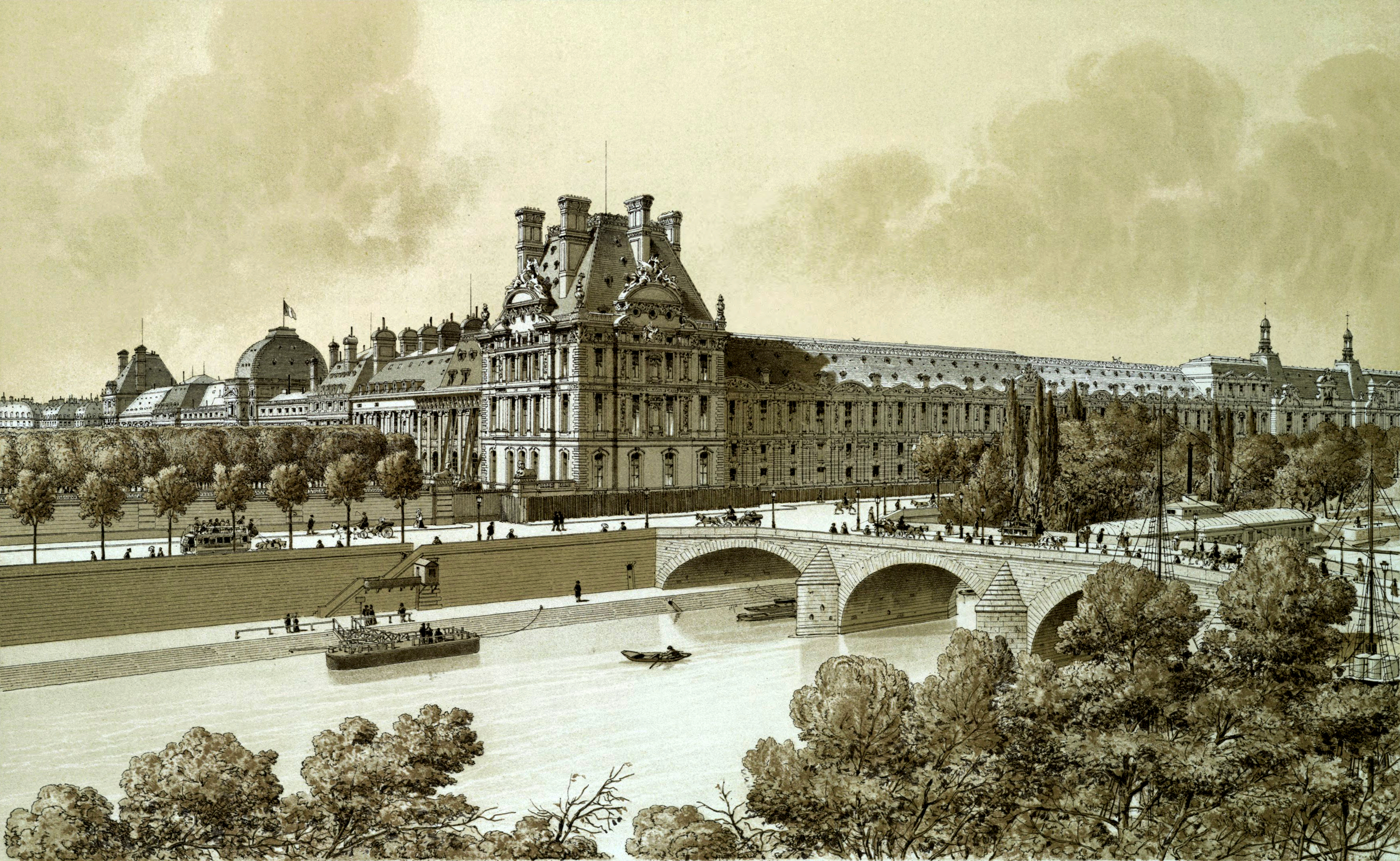
Лувр и Тюильри — королевские резиденции эпохи французского абсолютизма

Архитектура Парижа и его ближайших пригородов в эпоху абсолютизма (XVI—XVIII века) пережила несколько важных исторических этапов: переход от пламенеющей готики к ренессансу, появление «иезуитского стиля» и маньеризма, зарождение барокко и классицизма, возвышение декоративного стиля рококо. Большое влияние на парижскую архитектуру и градостроительство оказали Итальянские войны, в ходе которых двор Людовика XII познакомился с идеями итальянского Возрождения.
Приглашённые итальянские зодчие стали превращать средневековые замки французских королей и придворной знати в элегантные дворцовые резиденции с представительными фасадами и богато декорированными залами. Именно при Франциске I, который вёл затяжные войны с Габсбургами за гегемонию в Средиземноморье, случился расцвет французского Ренессанса.
Превращение Лувра в королевский дворец было связано с дальнейшим развитием во Франции архитектуры эпохи Возрождения, которая доминировала весь XVI и начало XVII века. На протяжении этого времени под влиянием различных факторов парижская архитектура претерпевала значительные изменения, что сказывалось на развитии и облике столицы. Постройка в первой трети XVII века Люксембургского дворца завершила в Париже эпоху французского Ренессанса, а окончание колоннады восточного фасада Лувра во второй половине XVII века ознаменовало собой становление стиля классицизма.
После заката эпохи Возрождения в Париже классицизм длительное время сосуществовал с другим стилистическим направлением — барокко. Постройка в конце XVII века собора Инвалидов завершила монументальный стиль барокко, который в первой четверти XVIII века фактически превратился в декоративную отделку помещений особняков и дворцов парижской аристократии (этот стиль интерьеров получил название рококо). В то же время классицизм безраздельно господствовал в архитектуре города на протяжении всего XVIII века (его знамением стала церковь Святой Женевьевы, а самым грандиозным градостроительным ансамблем — площадь Людовика XV у оконечности сада Тюильри).
Архитектура интерьеров эпохи абсолютизма наиболее ярко была выражена в королевских дворцах Парижа — Лувре, Тюильри, Пале-Рояле и Люксембурге, а также в загородных резиденциях королей — Версале, Большом и Малом Трианоне, Марли, Сен-Жермене, Сен-Клу, Мёдоне, Булоне, Муэтте, Венсене, Шуази-ле-Руа, Рамбуйе и Фонтенбло.
В архитектуре Парижа эпохи абсолютизма можно проследить эволюцию урбанистических композиций (дворцово-парковых ансамблей и площадей) от раннего ренессанса до расцвета классицизма (с элементами зарождающегося ампира) и барокко. Закончилась эпоха абсолютизма Великой французской революцией и свержением Людовика XVI. В ходе революции был снесён символ тирании — средневековая крепость-тюрьма Бастилия, на месте которой сегодня располагается площадь Бастилии. Кроме того, революционная стихия удалила со столичных площадей королевские статуи, частично разрушила или переоборудовала некоторые церкви и налоговые заставы.

## Предпосылки и исторический фон
К началу эпохи Возрождения средневековый Париж представлял собой противоречивое зрелище. В городе имелись выдающиеся произведения романской и готической архитектуры, однако в парижской застройке преобладали не каменные храмы и дворцы, а деревянные жилые строения, которые теснились вдоль узких и извилистых улиц с открытыми сточными канавами. По обеим сторонам мостов через Сену располагались лавочки с мастерскими и жилыми помещениями хозяев. Новые волны приезжих стремились селиться в пределах старых крепостных стен, поэтому улицам и дворам отводилось минимум места. К концу XV — началу XVI века в Париже проживало более 300 тыс. горожан, он являлся одним из самых крупных городов Европы. Нередко Париж той эпохи называли «урбанистическим колоссом в аграрной стране».
В XVI веке Париж вступил в новую для себя фазу, связанную с постепенным усилением абсолютизма, разложением феодальных отношений и зарождением капитализма, что кардинально повлияло на архитектуру и градостроительство столицы. За три века архитектура города претерпела существенные изменения и прошла несколько стилистических стадий. Всё это происходило на фоне усиления социальной роли купечества, выделения из феодального сословия городской буржуазии и ликвидации феодальной раздробленности Франции.
Постепенно всё управление страной сосредоточилось в руках доверенных короля. Этот узкий круг лиц почти бесконтрольно распоряжался огромными средствами из казны, подчинил себе парламент, армию и даже католическую церковь. В итоге французские короли через придворных обеспечили себе абсолютную личную власть, что и дало название эпохе абсолютизма.
В ходе неудачных для Франции Итальянских войн французская аристократия близко познакомилась с Италией, где в то время уже бурно развивалось новое мировоззрение и искусство эпохи Возрождения. Французские короли обратили внимание на светский характер и гуманизм итальянского искусства. Возросшее богатство и стремление подчеркнуть величие королевского двора побудили монархов начать масштабное дворцовое строительство на основе принципов, заимствованных у архитектуры итальянского ренессанса. Людовик XII и его зять Франциск I стали активно приглашать архитекторов и художников из Италии для перестройки своих тяжеловесных замков.
Итальянское влияние послужило мощным стимулом для зарождения и дальнейшего развития стиля ренессанс во французской архитектуре. Вертикальные членения, асимметрия, неприступность и суровость, характерные для средневековой готической архитектуры, быстро были заменены на симметричные композиции и раскрытые вовне фасады с поэтажными членениями и использованием ордеров. Во дворцах королей и придворной знати появились помещения, предназначенные для открытого публике образа жизни хозяина. Специфической чертой зданий французского ренессанса были традиционно высокие и острые кровли, нередко пронизанные богато украшенными люкарнами. Более северное по сравнению с Италией географическое расположение Франции и соответственно более суровый климат вынуждали пользоваться каминным отоплением. Традиционные для Парижа высокие дымовые трубы, которым придавали фигурный вид, стали включать в композицию экстерьера.
Во второй половине XVI века затянувшиеся религиозные войны между католиками и протестантами, апофеозом которых в Париже стала Варфоломеевская ночь, а также крестьянские войны 1590-х годов привели к опустошению казны и сокращению финансирования нового строительства. Экономические трудности, в свою очередь, стали причиной упрощения архитектуры. Даже в относительно благополучном Париже стали строить преимущественно из кирпича, лишь эпизодически используя камень, и сократили использование декоративных деталей к минимуму. Это стремление к минимализму в архитектуре нашло отзвук в одном из первых парижских ансамблей — площади Вогезов.
XVII век знаменовался в истории Франции полной победой абсолютизма. Париж сохранял своё значение центра всей политической и духовной жизни королевства. Участие Франции в Тридцатилетней войне против Габсбургов, череда войн, которые вёл Людовик XIV, и огромные расходы двора требовали средств, которые поступали в казну традиционно за счёт значительно возросших налогов. В ответ власти получили почти непрерывные народные восстания и антиправительственные смуты, вошедшие в историю как Фронда (фактически после бурных событий периода Фронды король предпочёл покинуть неспокойный Париж и перебраться в загородный Версаль).
Кроме того, в XVII веке во Франции происходил активный процесс зарождения капитализма: развивались централизованные мануфактуры различных отраслей промышленности, разрушалось натуральное хозяйство среди беднейших слоёв крестьянства. Безземельные крестьяне ради заработка были вынуждены перебираться в города, росло и укрепляло своё положение третье сословие, особенно буржуазия. В промышленности наблюдалась дифференциация труда, среди строителей выделялись мастера дробной специализации (сложные отделочные работы нового стилистического направления требовали специалистов узкого профиля и высокой квалификации).
Таким образом, в XVII веке во Франции сложился своеобразный социальный состав населения, представленный двумя противоборствующими общественными группами — феодальным дворянством и буржуазией, каждая из которых имела как свои интересы, так и собственные художественные ориентиры и вкусы. Это противоборство отчасти объясняет длительное сосуществование в архитектуре Франции после эпохи Возрождения двух соперничающих между собой стилистических направлений — барокко и классицизма.
Искоренение феодальной раздробленности и победа абсолютизма способствовали возрастанию национального чувства среди французских архитекторов, которые стремились к самостоятельному осмыслению античного наследия и выработке национального архитектурного стиля. Национальные тенденции в зодчестве нашли своё выражение в отказе от проекта восточного фасада Лувра, предложенного Бернини — величайшим представителем итальянского барокко. Итогом споров вокруг конкурсных проектов нового фасада Лувра стало создание в 1671 году Королевской архитектурной академии (сегодня является отделением Французской академии изящных искусств). Она была призвана знакомить общественность с основными законами архитектуры, учениями великих теоретиков прошлого и опытом древних строителей. В рамках этих задач архитектор Клод Перро перевёл на французский язык и издал в Париже трактат римского коллеги I века до нашей эры Витрувия «Десять книг об архитектуре».

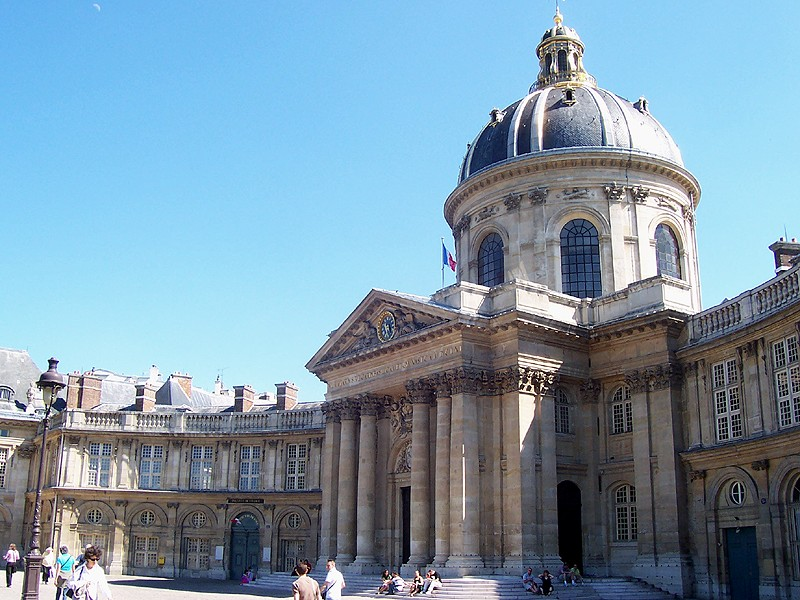
Институт Франции, в здании которого базируется Академия изящных искусств

Первым главой Королевской архитектурной академии стал крупнейший теоретик классицизма своего времени Франсуа Блондель. В 1675 он издал в Париже «Курс архитектуры», в котором высказал свою трактовку теории античных архитектурных ордеров, учения о модуле и пропорции. Блондель отвергал орнаментацию и усложнённые формы барокко, а после провала попыток создать французский архитектурный ордер он ещё больше утвердился в незыблемости основ античного учения об ордерах.
Однако королевский двор Людовика XIV и близкое к нему дворянство стремились к пышной обстановке дворцового быта, отвергая стремление академии Блонделя к античной простоте и скромности (с особенным размахом непомерный культ Короля-Солнце выразился в Версальском дворцово-парковом ансамбле). Именно в борьбе двух стилей — барокко и классицизма — и развивалась французская архитектура XVII века, оставившая после себя яркие произведения, которые и поныне украшают Париж и его пригороды. В области теории архитектуры Франция обогнала Италию и заняла в Европе доминирующее положение. Ко второй половине XVII века Париж становится крупнейшим центром архитектурной мысли, особенно теории классицизма.
Именно на эту эпоху пришлись знаменитые академические полемики о роли и влиянии классицизма на литературу и архитектуру Франции между Шарлем Перро и Роже де Пилем, Клодом Перро и Франсуа Блонделем (жаркие дискуссии раскололи французских архитекторов на два враждующих лагеря — сторонников Блонделя, которые составляли большинство, и Перро). Официальное строительство в Париже исчерпывалось несколькими триумфальными арками, возведёнными в первой половине 1670-х годов. Людовик XIV покинул столицу и перенёс свою резиденцию в Версаль, где и были сосредоточены все художественные силы Франции той эпохи. После смерти Короля-Солнце в 1715 году Париж «взял реванш у минувшего века». Регентство Филиппа II Орлеанского повлекло за собой «отставку» Версаля, новую жизнь дворца Тюильри, который приютил малолетнего Людовика XV, и превращение Пале-Рояля, парижской резиденции герцогов Орлеанских, в новый центр придворного влияния.
В 1691 году сторонник Блонделя Огюстен-Шарль д’Авиле в своём «Курсе архитектуры» подвёл итоги архитектурной теории и практики XVII века. В XVIII веке классицизм занял господствующее положение в архитектуре столицы. Окончательное его утверждение состоялось после результатов конкурса на перестройку фасада старинной церкви Сен-Сюльпис (1745 год). Итоги этого конкурса фактически определили поворот парижской архитектуры в сторону классицизма и отодвинули рококо на второй план.
Источниками вдохновения французских зодчих служили важнейшие открытия античной архитектуры — Геркуланум (1711) и Помпеи (1748). Кроме того, в XVIII веке стали широко известны храмы Пестума, Сигесты и Агригентума. С 1752 года в Париже стало издаваться «Собрание антиков» французского антиквара графа Кайлю. Во время одного из гран-туров архитекторы Шарль-Луи Клериссо и Роберт Адам заново открыли широкой общественности дворец Диоклетиана в Далмации (позже путевые зарисовки и чертежи Клериссо легли в основу неоклассицизма). Архитектор Жюльен-Давид Леруа посетил османскую Грецию, которая в течение долгого времени была недоступна для европейских путешественников. В 1758 году он опубликовал результаты своих исследований в книге «Руины прекраснейших памятников Греции». Огромное влияние на утверждение эстетики классицизма во Франции оказали «История античного искусства» и «Заметки об истории искусства» немецкого теоретика Иоганна Иоахима Винкельмана.

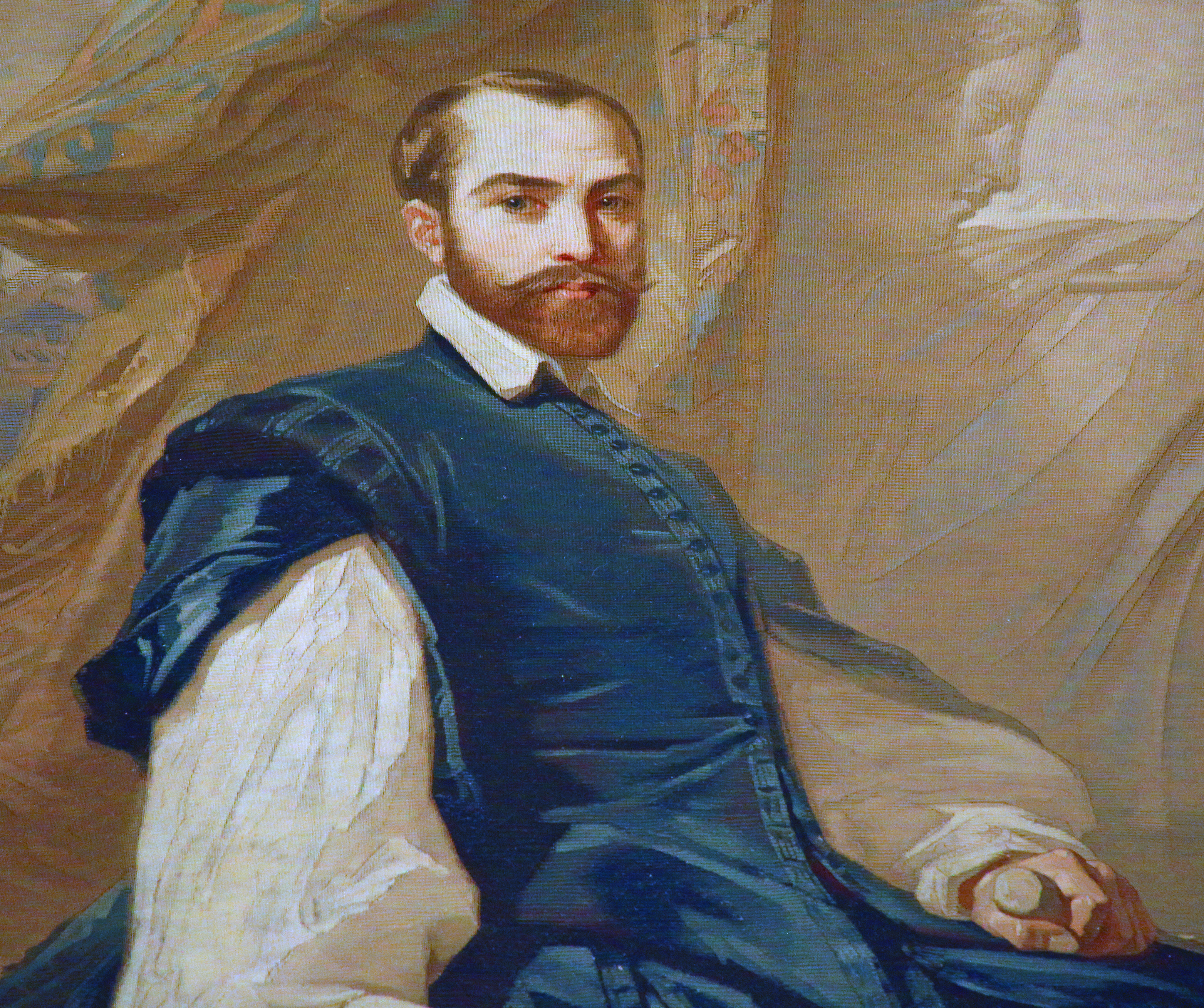
Жан Гужон (1510—1569)
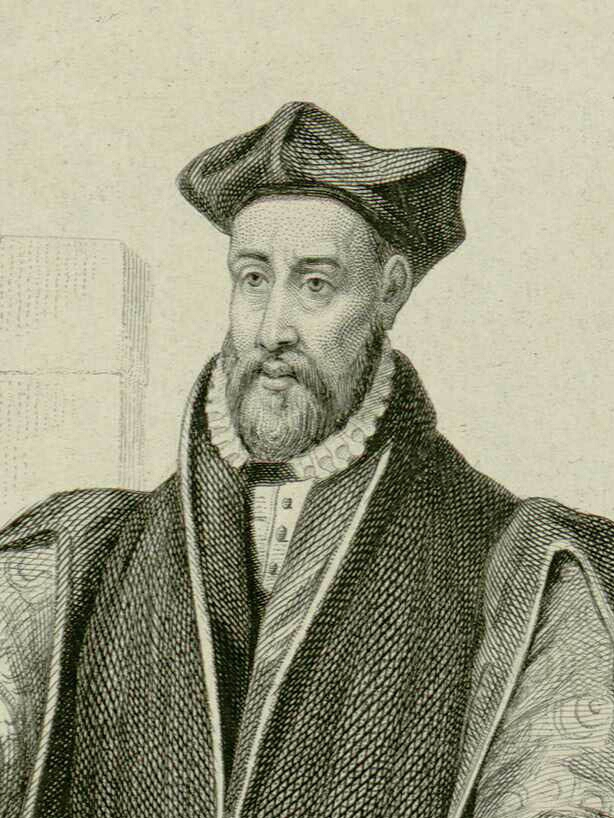
Филибер Делорм (1510—1570)
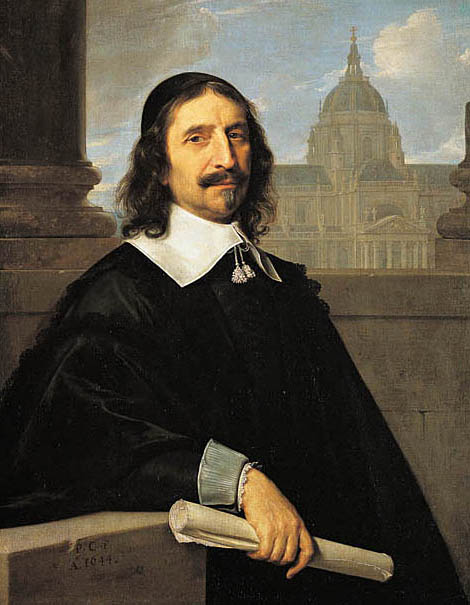
Жак Лемерсье (1585—1654)
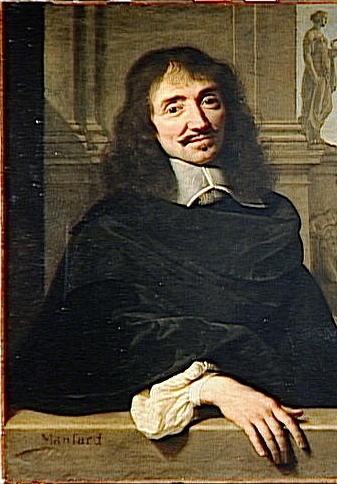
Франсуа Мансар (1598—1666)
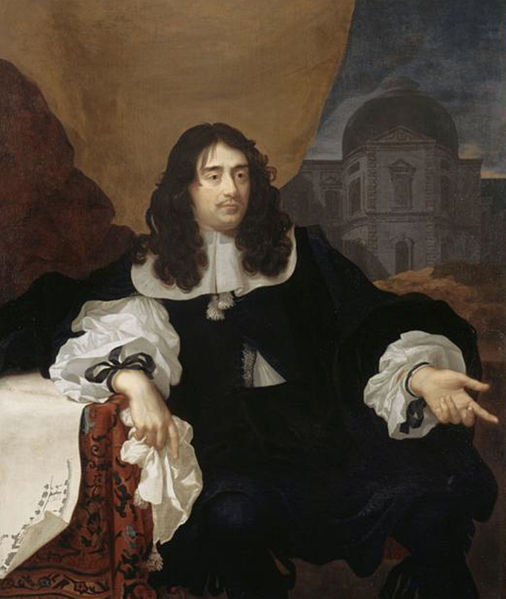
Луи Лево (1612—1670)
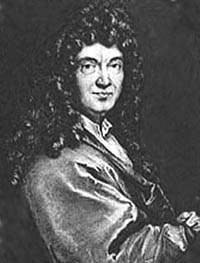
Клод Перро (1613—1688)
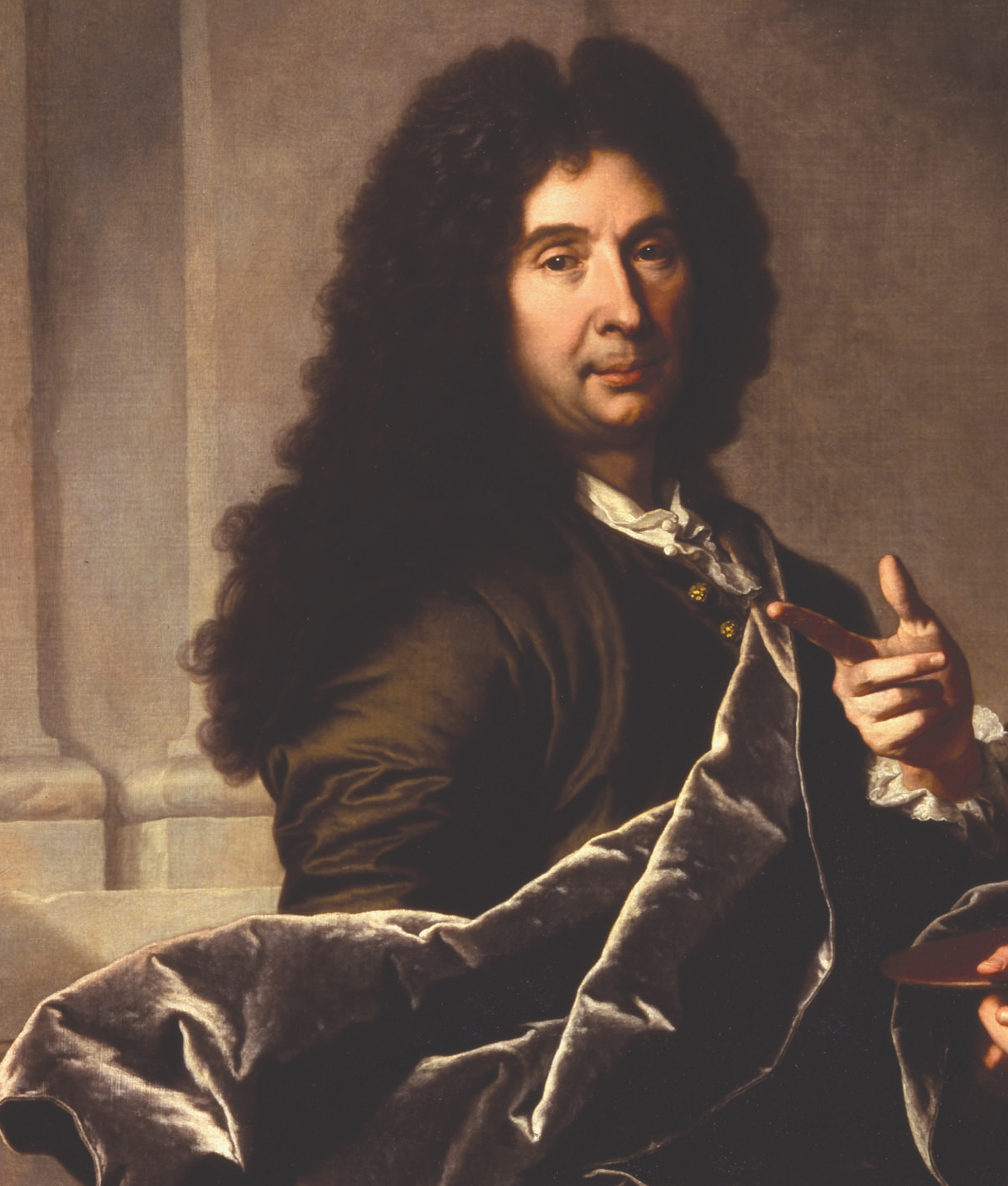
Шарль Лебрен (1619—1690)
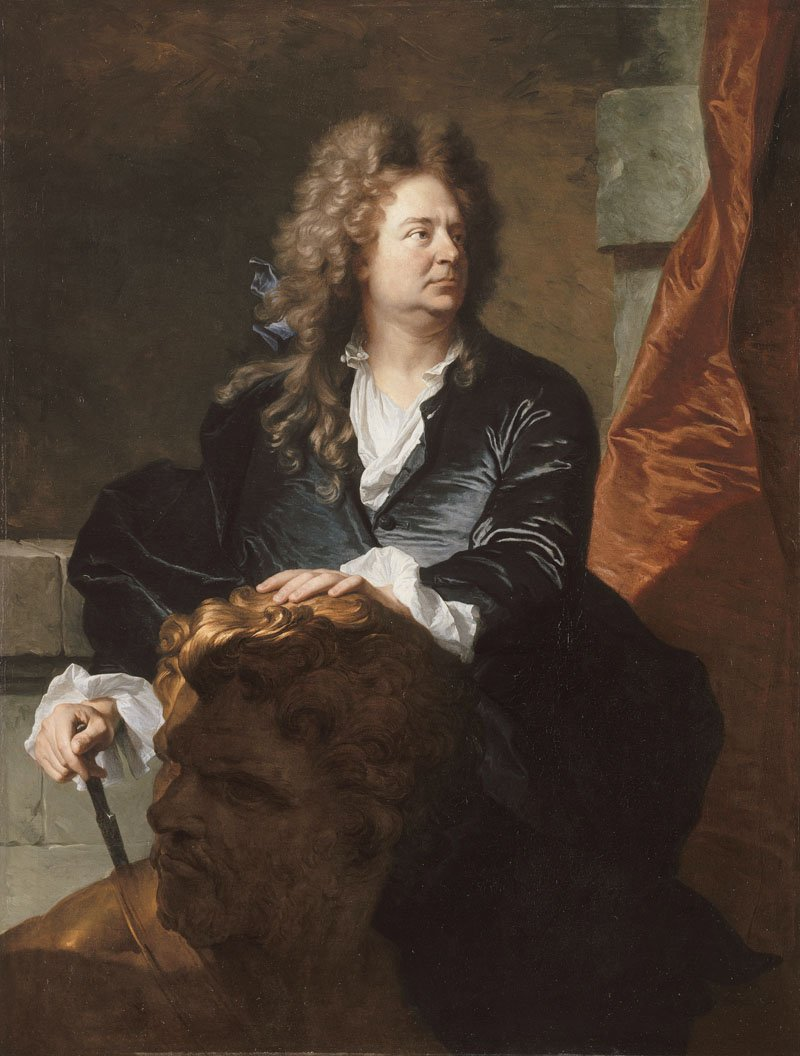
Мартен Дежарден (1637—1694)
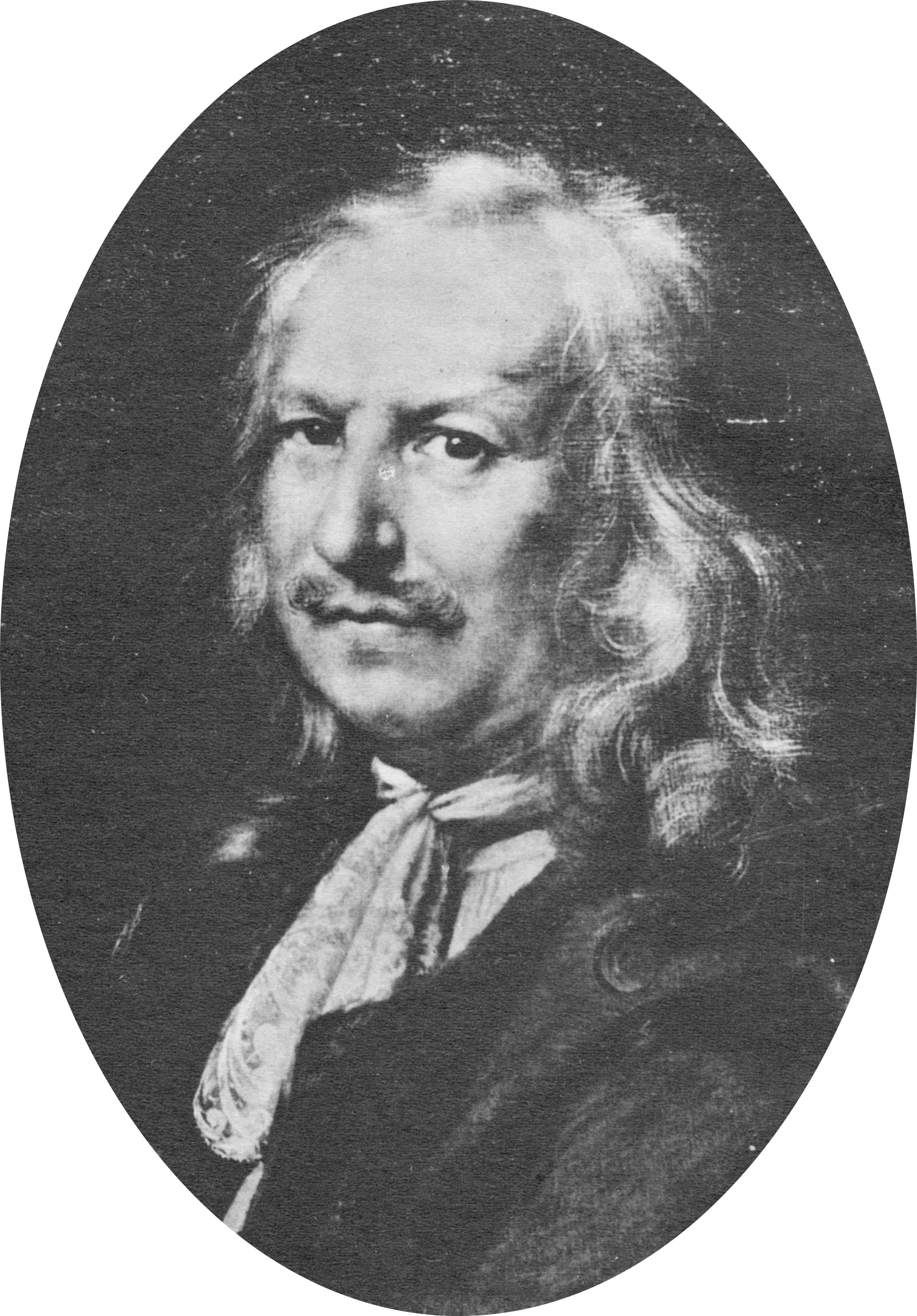
Франсуа д’Орбэ (1634—1697)
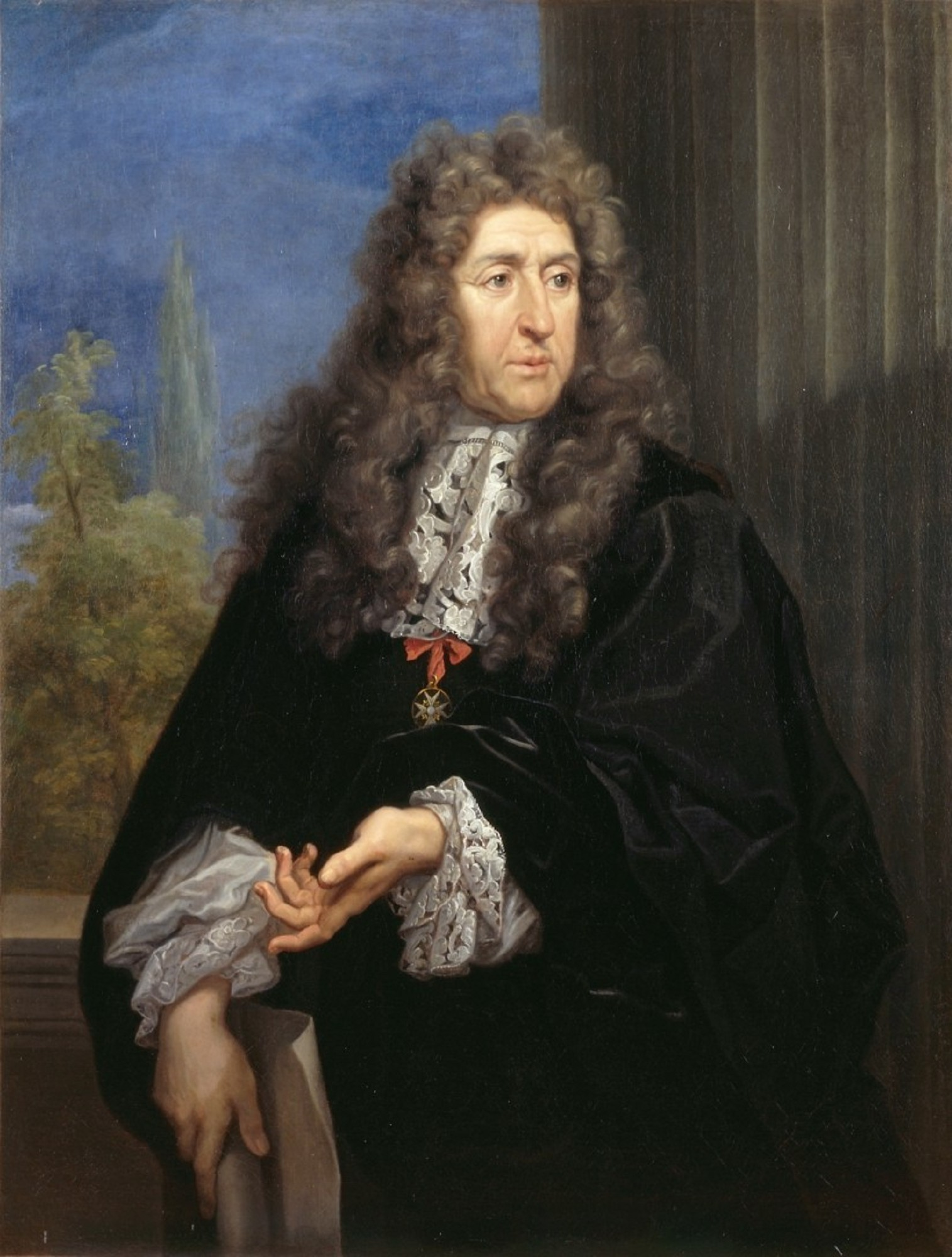
Андре Ленотр (1613—1700)
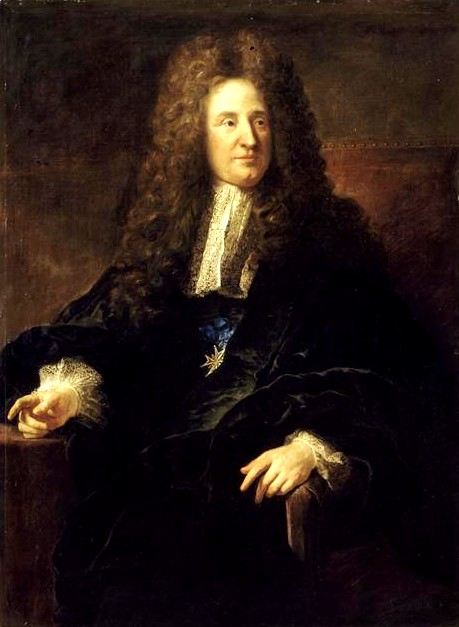
Жюль Ардуэн-Мансар (1646—1708)
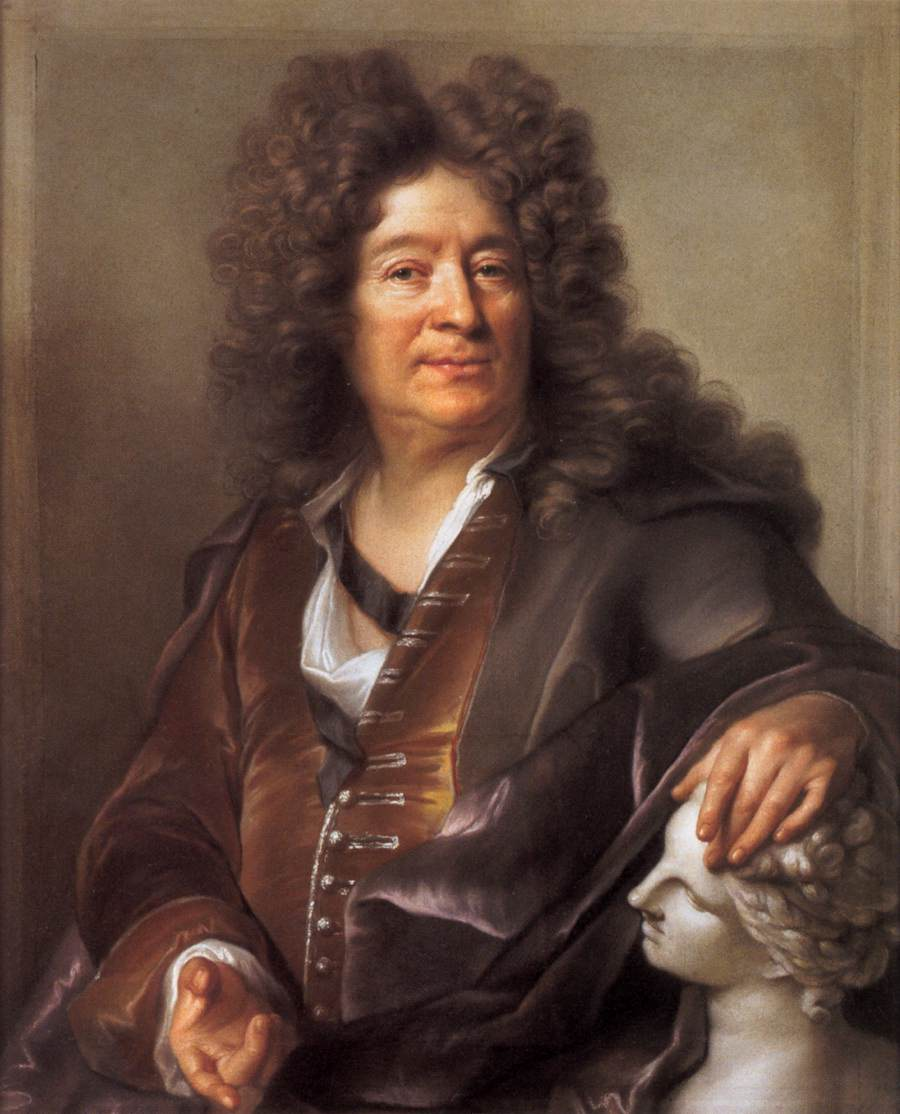
Франсуа Жирардон (1628—1715)
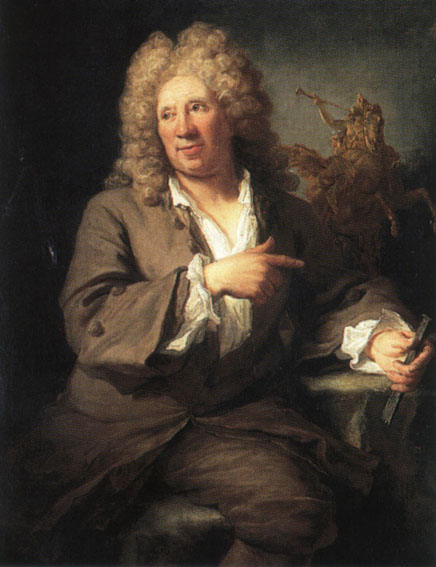
Антуан Куазево (1640—1720)
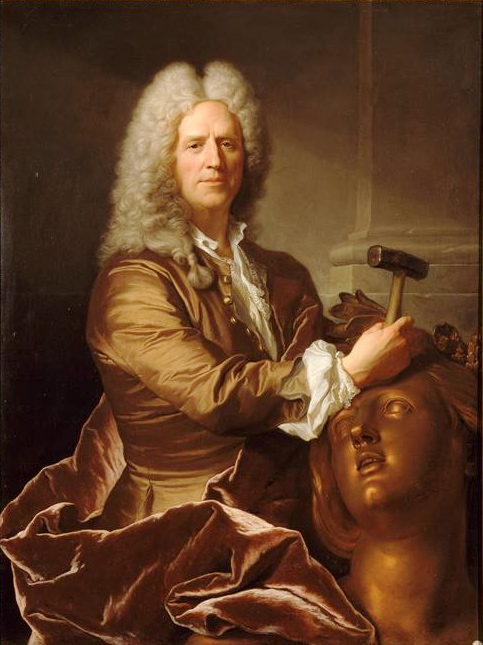
Никола Кусту (1658—1733)
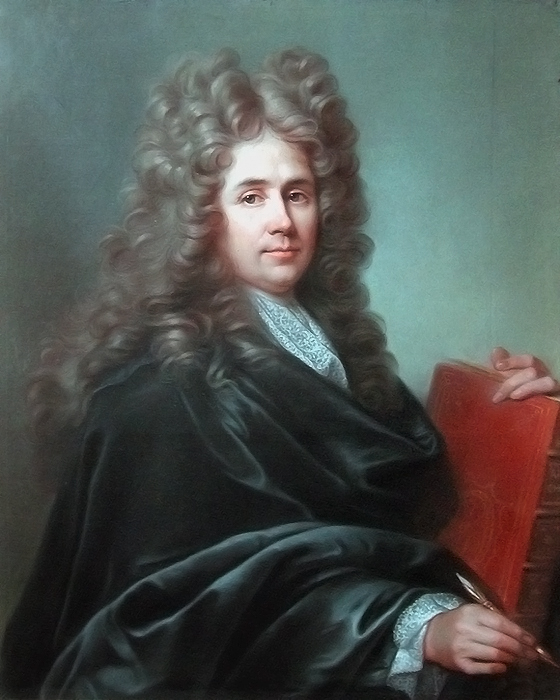
Робер де Кот (1656—1735)
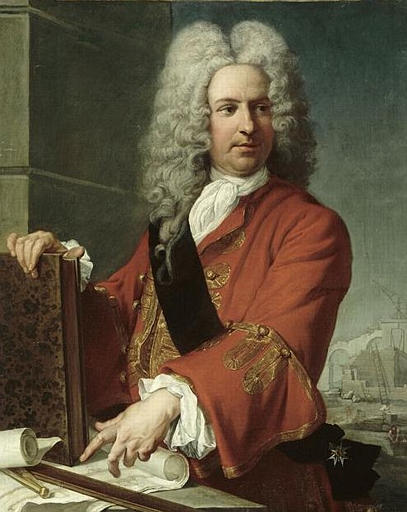
Жак Габриель (1667—1742)
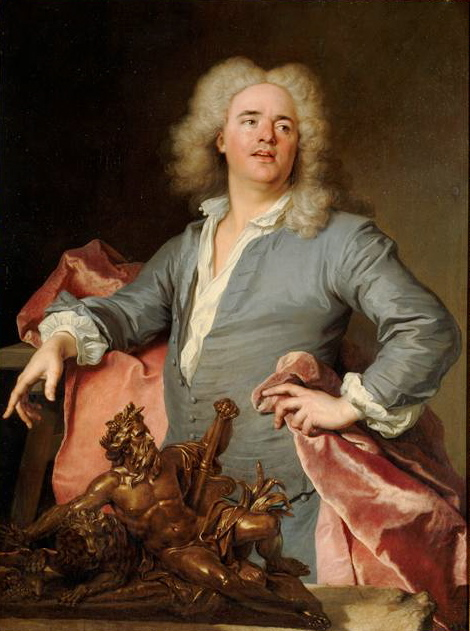
Гийом Кусту (1677—1746)
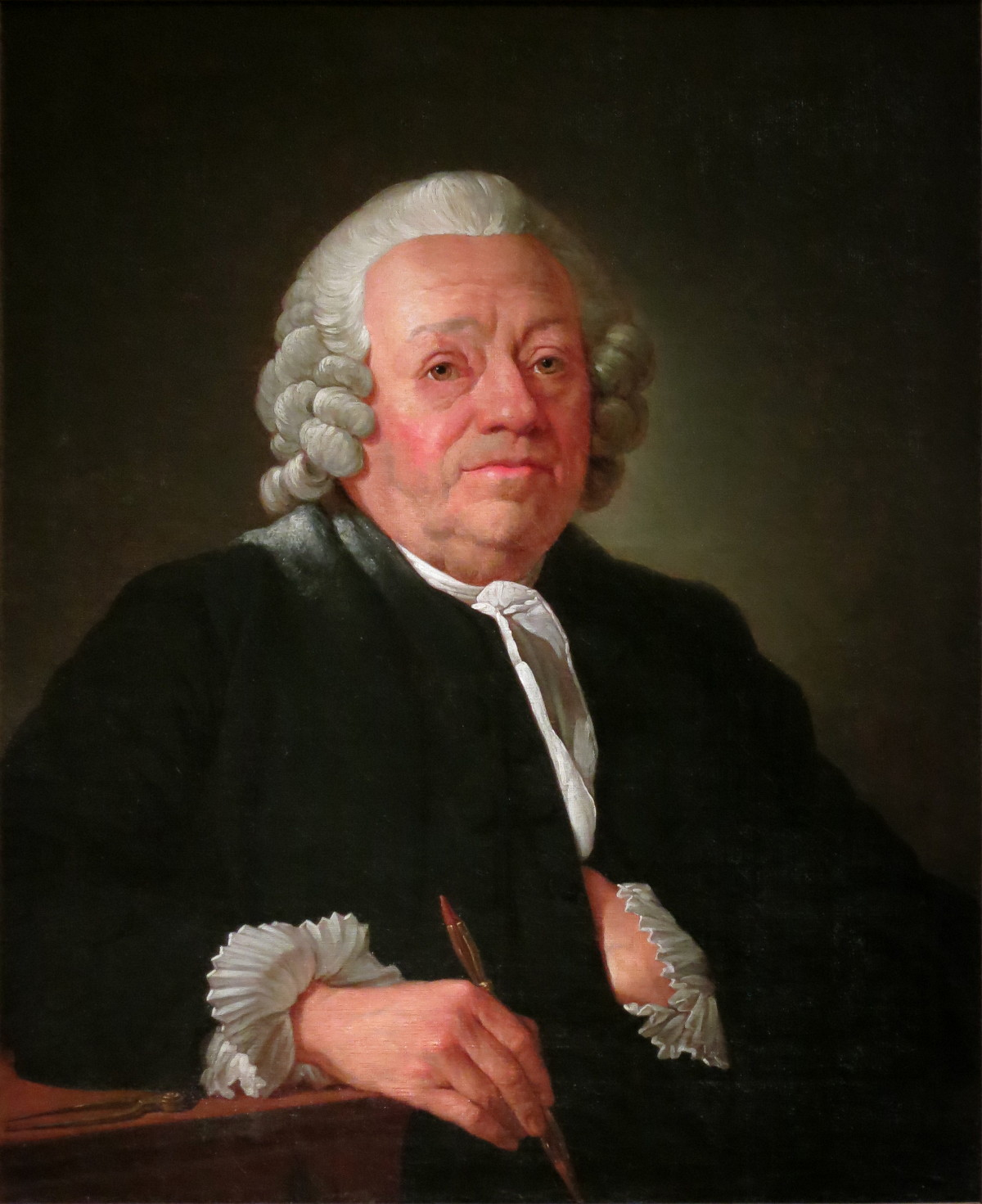
Джованни Сервандони (1695—1766)
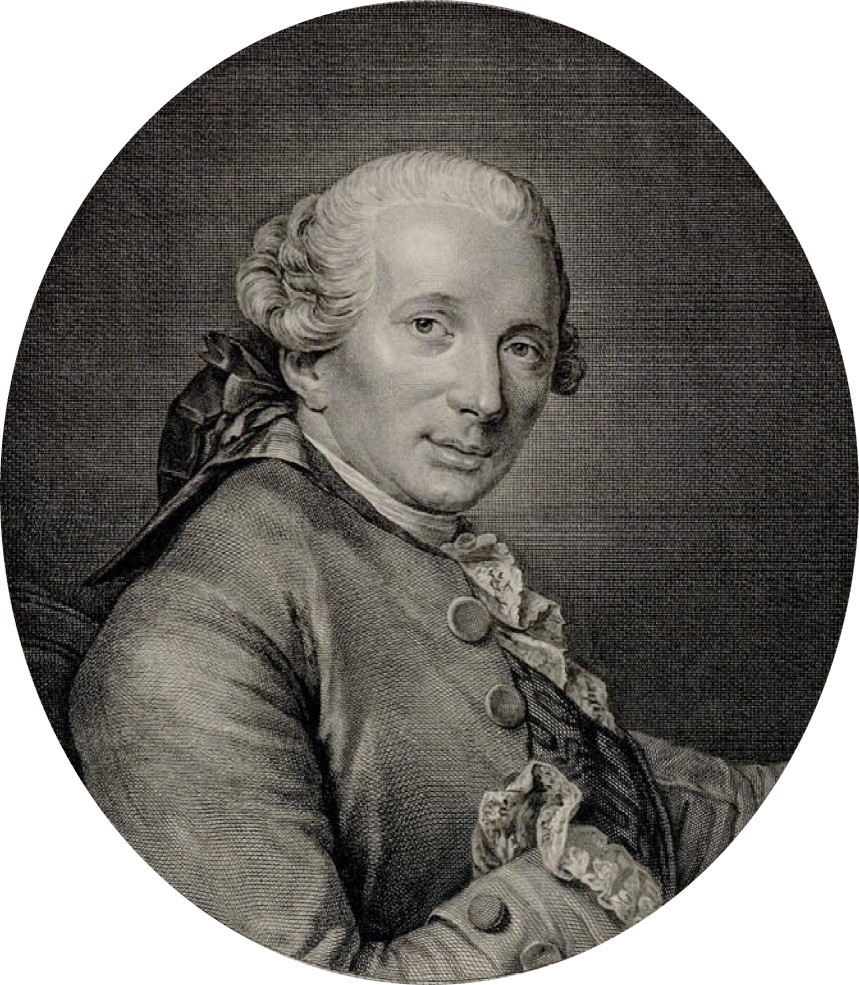
Жак-Жермен Суффло (1713—1780)
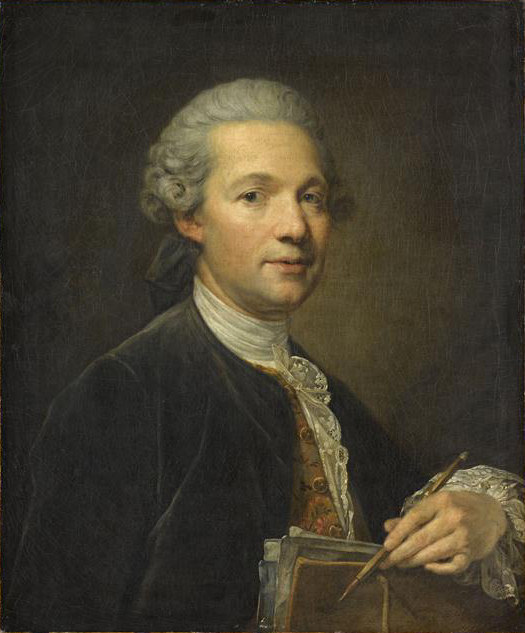
Анж Жак Габриель (1698—1782)
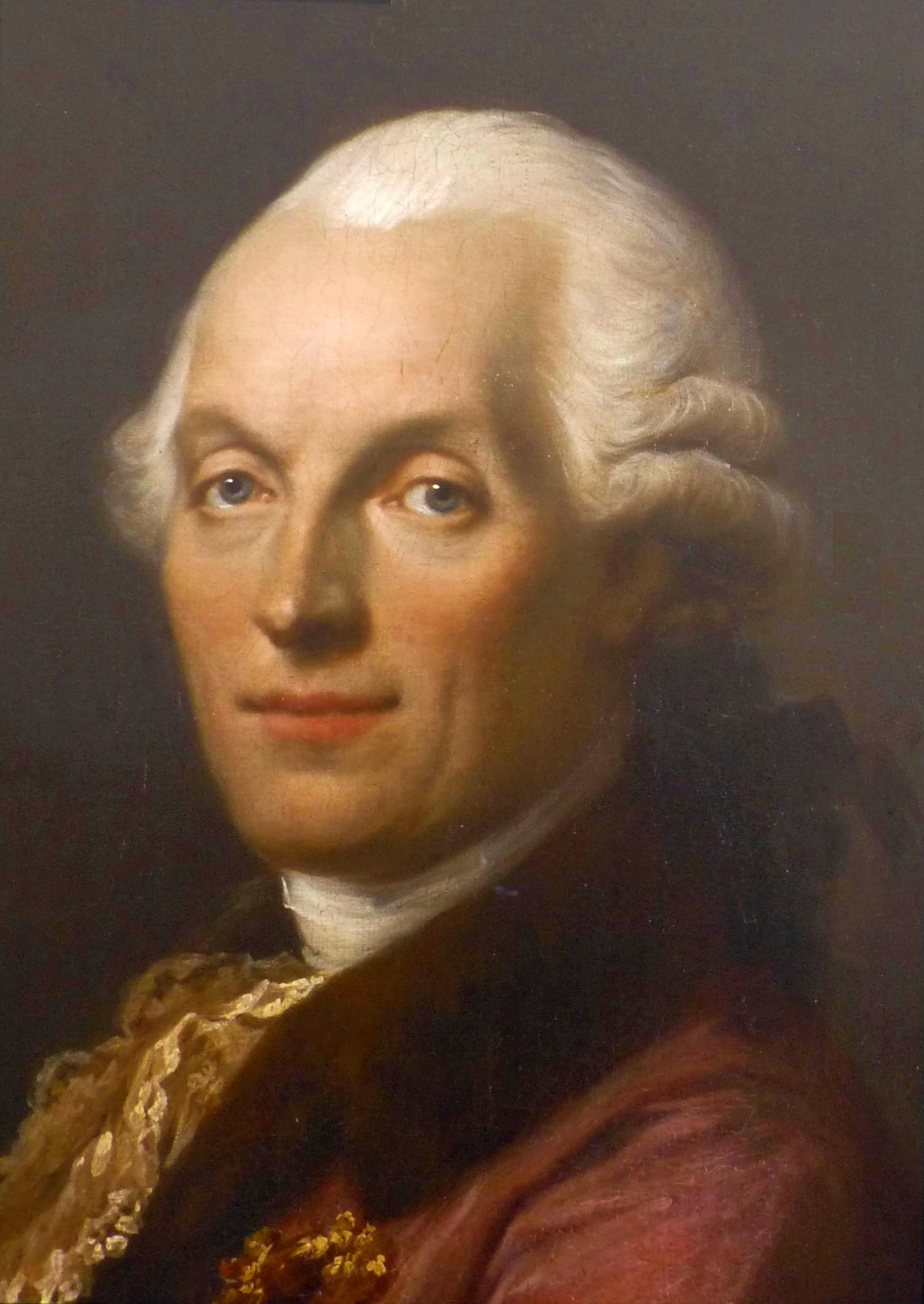
Ришар Мик (1728—1794)
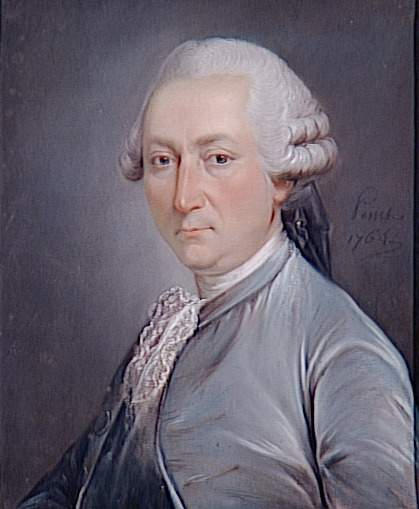
Жан-Родольф Перроне (1708—1794)
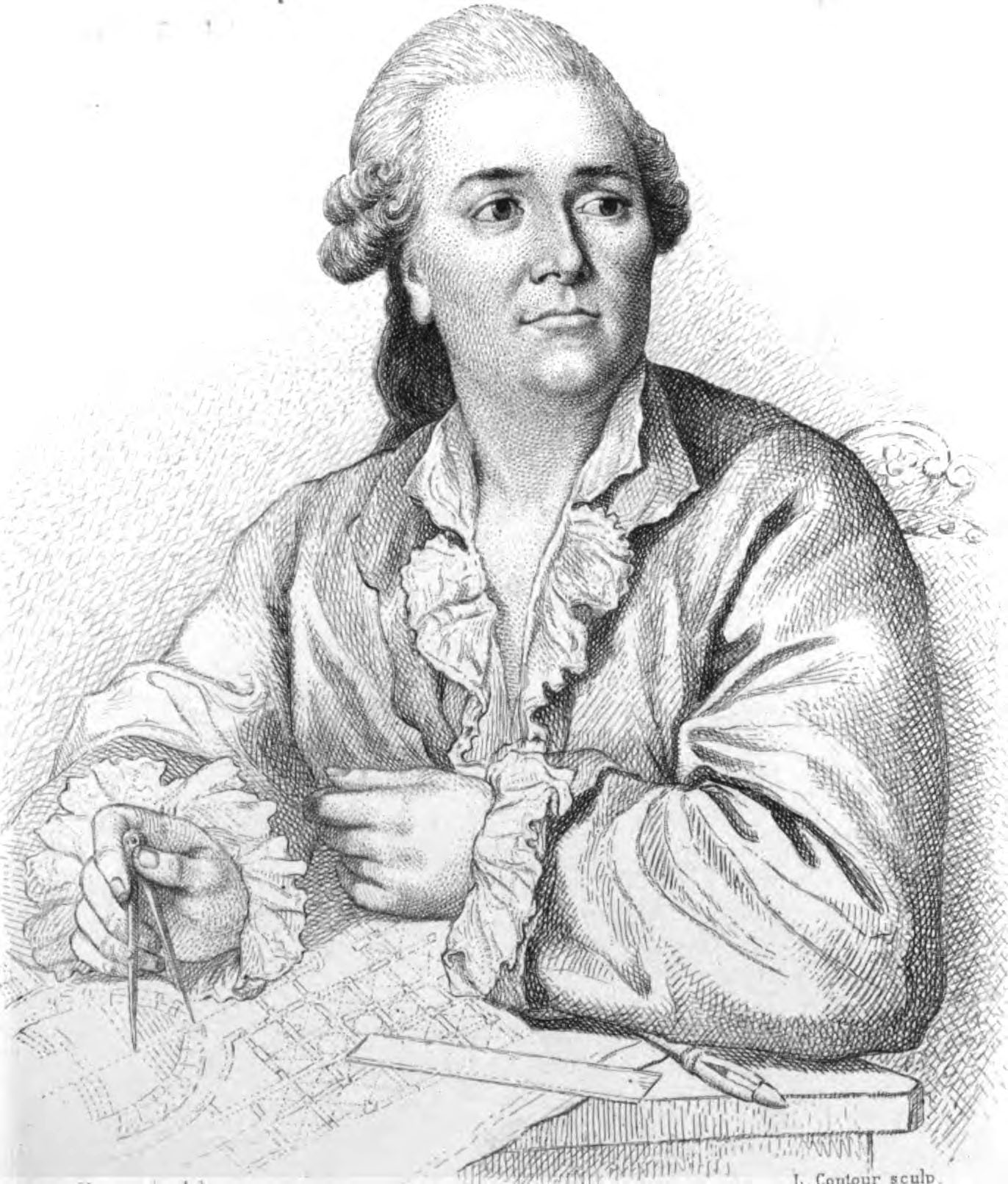
Виктор Луи (1731—1800)
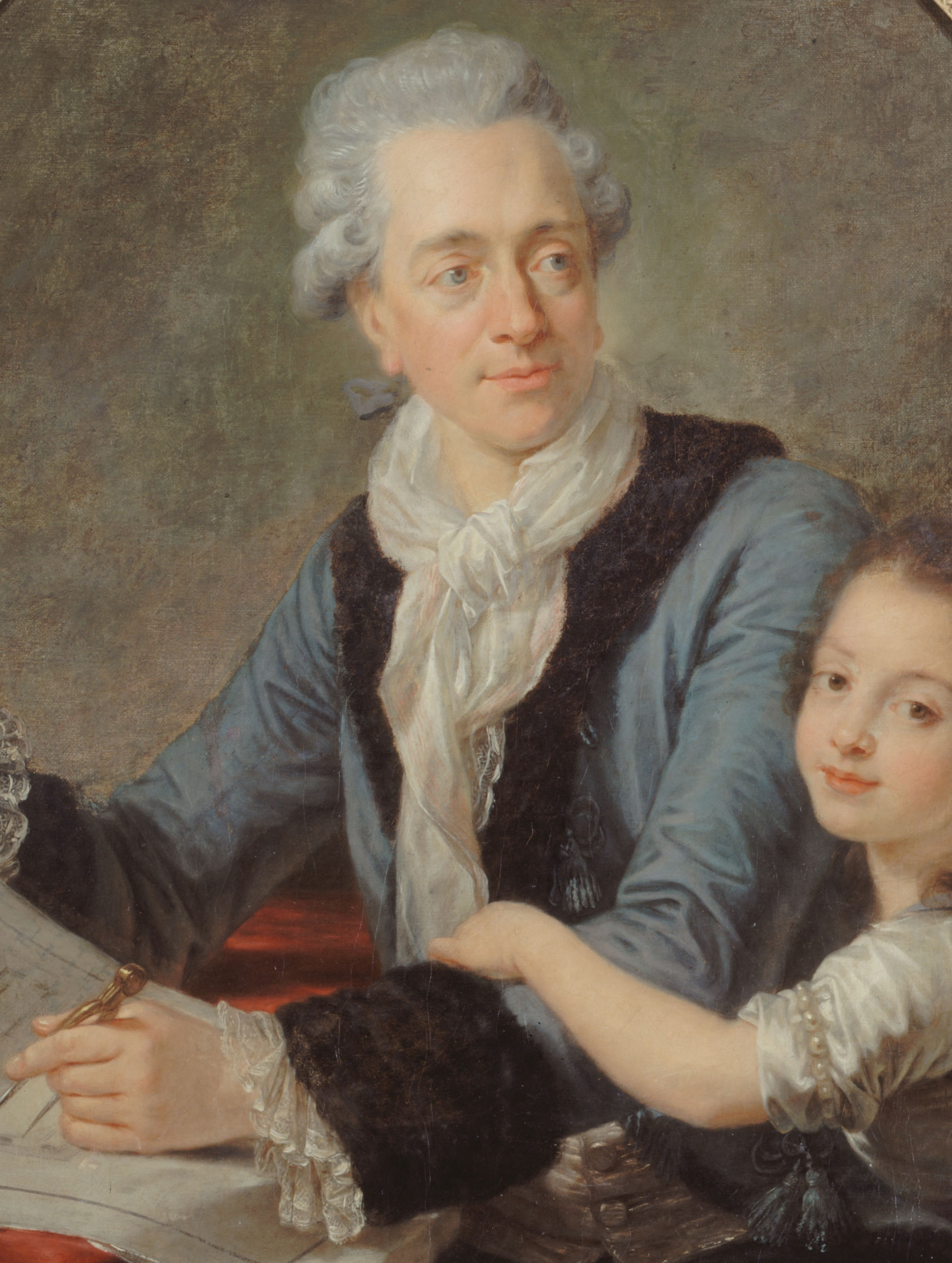
Клод-Никола Леду (1736—1806)
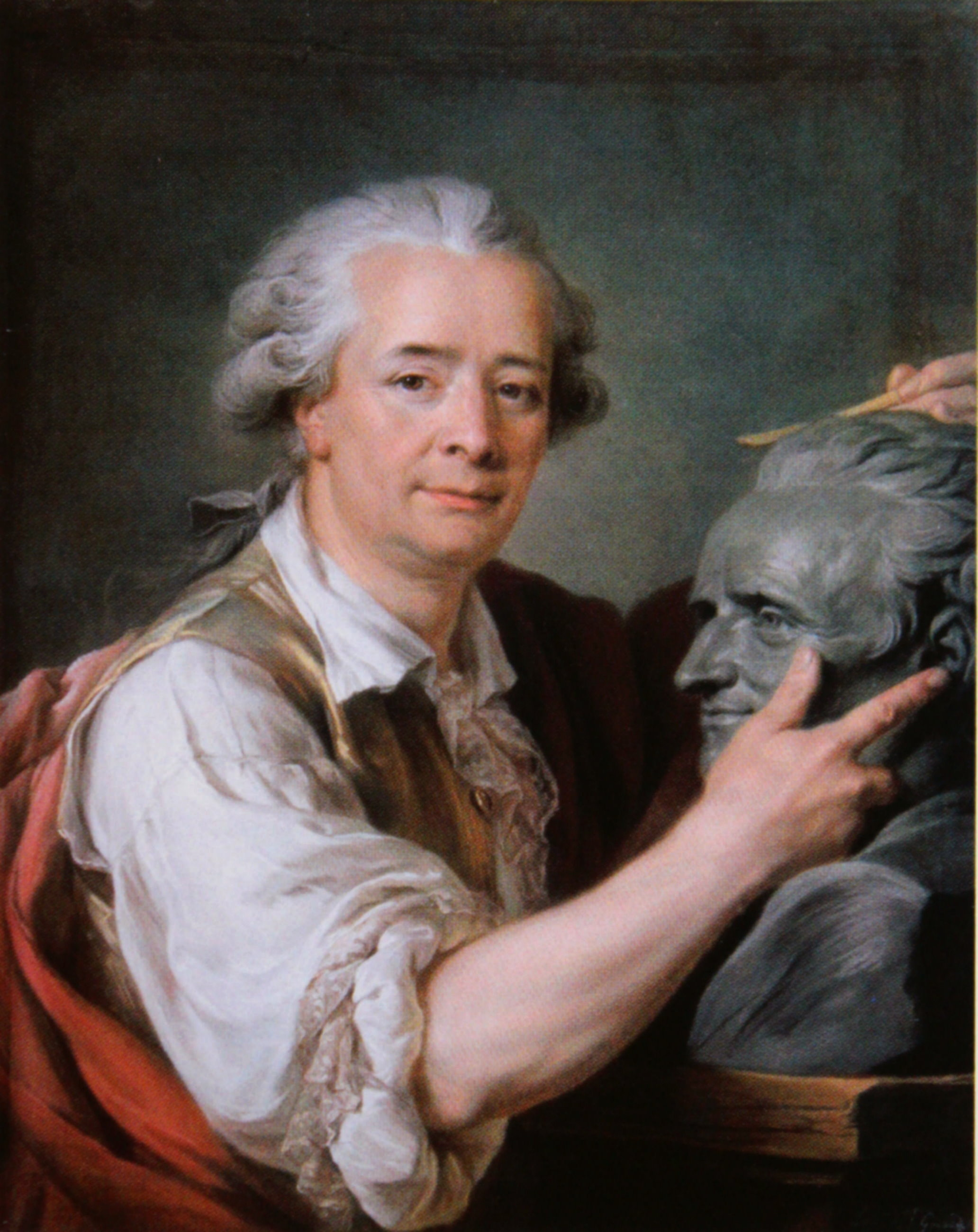
Огюстен Пажу (1730—1809)
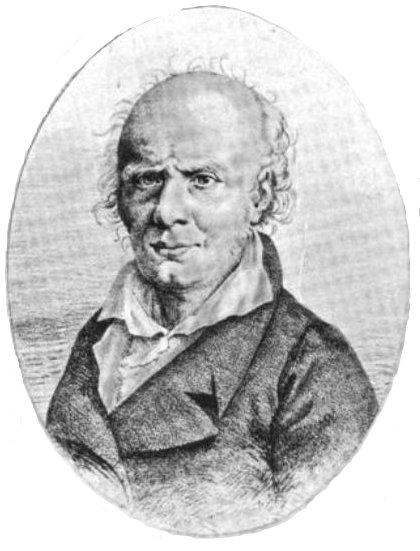
Жан-Батист Ронделе (1743—1829)
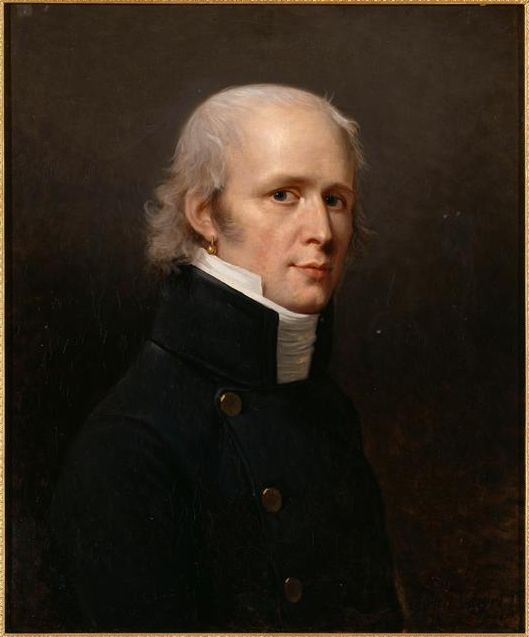
Шарль Персье (1764—1838)
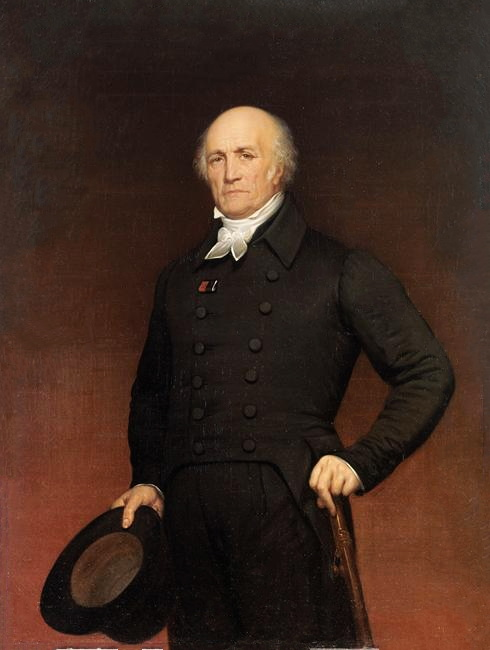
Пьер Фонтен (1762—1853)

В преддверии Великой французской революции философские взгляды Вольтера, Д’Аламбера и Дидро определяли классицизм как наиболее приемлемую архитектурную систему, в противовес барокко и рококо — стилям уходящей эпохи. Оплотом классицизма и центром разработки новой тематики в зодчестве была прогрессивная Королевская архитектурная академия. В 1808 году вышла знаменитая книга «Описание Парижа и его зданий», в которой Шарль-Поль Ландон и Жак-Гийом Легран дали оценку архитектуре столицы эпохи абсолютизма.

## Дворцы, замки и особняки

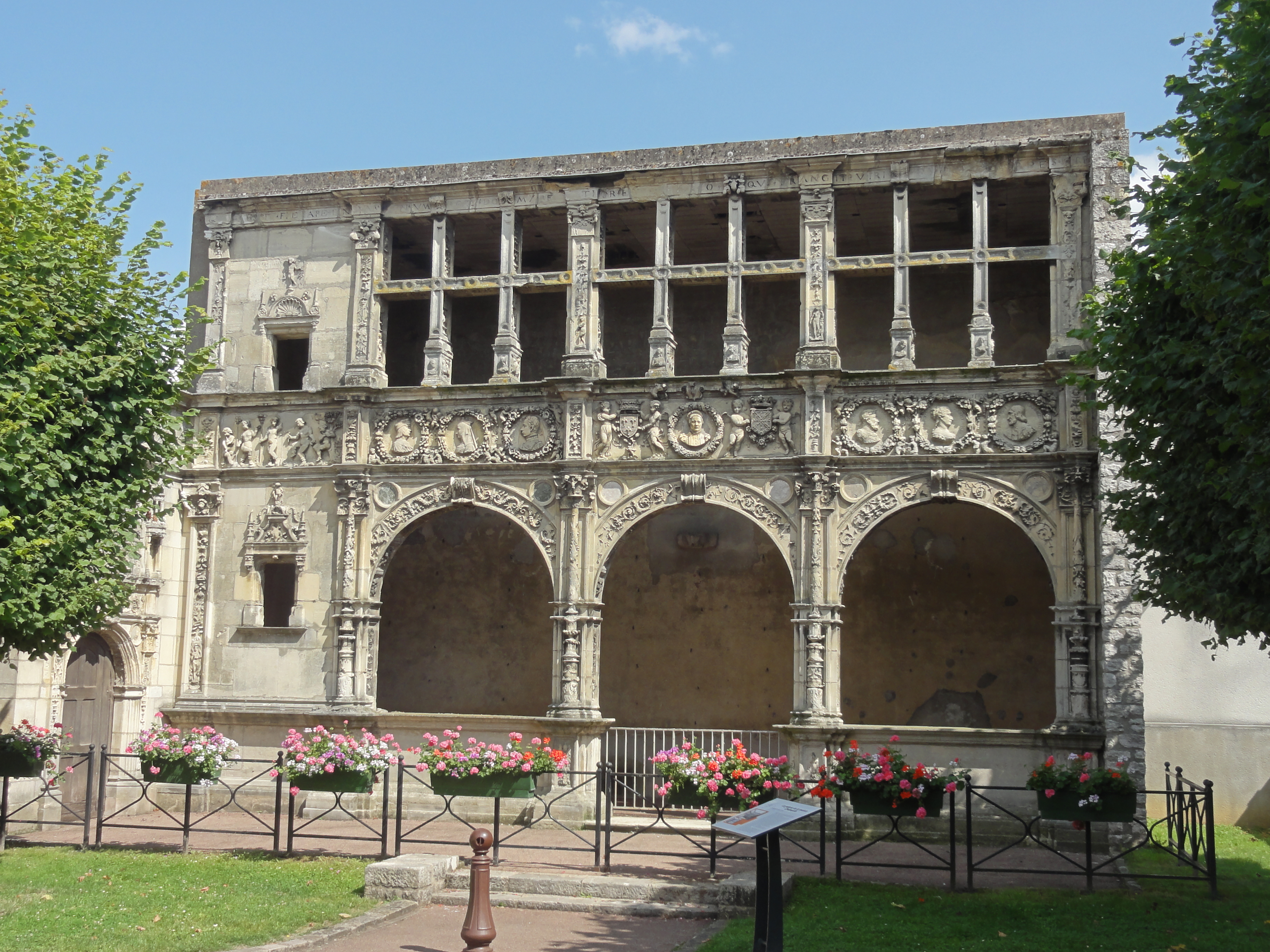
Дом Франциска I в Море-сюр-Луэне

Наиболее ранним примером архитектуры французского ренессанса является так называемый «дом Франциска I». Изначально он был построен в 1523 году как охотничий домик возле дворца Фонтенбло, являвшегося королевской резиденцией. В 1824 году здание было разобрано и по камню перенесено в Париж, сегодня оно находится в местечке Море-сюр-Луэн (департамент Сена и Марна) и ему возвращён первоначальный вид. Своим обликом «дом Франциска I» дерзко противопоставлял себя средневековой архитектуре с её закрытостью, аскетизмом и асимметрией. Новшествами были поэтажные членения, в том числе красиво расчленённый второй этаж, и три широкие арки на первом этаже, а также изящные рельефы работы великого скульптора Жана Гужона, обогатившие фасад (портретные барельефы появились на фасаде позже).
В первой половине XVI века новые веяния в придворной архитектуре коснулись королевских замков Блуа, Шамбор и Фонтенбло, располагавшихся на значительном расстоянии от столицы. В самом Париже кардинальной перестройке подвергся укреплённый тяжеловесный замок Лувр, занимавший участок правобережья возле северо-западной оконечности острова Ситэ.
Также значительной реконструкции подвергся готический Венсенский замок, расположенный у Венсенского леса. При Генрихе II было закончено художественное оформление интерьеров замковой часовни. Во время одного из эпизодов Религиозных войн (1574) в Венсенский замок были заключены будущий король Генрих IV и принц Франсуа. По желанию Людовика XIV архитектор Луи Лево построил в замке два павильона, образовавших замкнутый двор — для королевы-матери Анны Австрийской (примыкает к часовне) и премьер-министра Джулио Мазарини. При Людовике XV Венсенский лес, ранее служивший охотничьими угодьями королей, был открыт для прогулок публике.
В эпоху абсолютизма большие изменения коснулись и обширного Булонского леса. После испанского плена вернувшийся в столицу Франциск I заказал итальянским мастерам выстроить для себя на окраине леса Булонский замок, также известный как Мадридский или Фаянсовый замок (окончанием строительства уже после смерти короля руководил Филибер Делорм). Фасад четырёхэтажного дворца в стиле французского ренессанса был выложен рельефными изразцами. После достройки замка Булонский лес стал широко использоваться для проведения различных королевских гуляний. В XVII веке в Мадридском замке работала шёлковая мануфактура, позже он принадлежал Карлу Беррийскому и его вдове. При Людовике XVI Булонский лес был превращён в открытый для публики парк, а заброшенный Мадридский замок король продал на кирпич.
В 1777 году рядом с Мадридским замком по прихоти молодого графа д’Артуа в стиле неопалладианства был построен дворец Багатель. Архитектором павильона, прозванного «сумасшествием д’Артуа», был Франсуа-Жозеф Беланжер, нарисовавший план здания за одну ночь. Младший брат Людовика XVI поспорил со своей невесткой Марией-Антуанеттой что построит на месте заброшенного дома за сто дней новый дворец. Граф выиграл пари, для чего привлёк около 900 рабочих и даже прибег к конфискации у соседей строительных и отделочных материалов. Параллельно с основным строительством вокруг павильона и оранжереи был разбит парк в смешанном англо-китайском стиле (в дальнейшем шотландский садовник Томас Блэки создал в парке озеро с каскадным водопадом и гротами, розарий, фонтаны и беседки в виде пагод).
В 1628 году на Гревской площади было закончено строительство новой парижской ратуши. К началу XVI века старое готическое здание, построенное ещё прево Этьеном Марселем, пришло в полный упадок. В 1529 году Франциск I поручил муниципальным властям возвести дворец в стиле ренессанс, проект которого создал итальянский архитектор Боккадор. Строительные работы начались в 1533 году. Южная часть Отель-де-Виль была закончена в 1551 году при Генрихе II, но затем работы прервались из-за религиозных войн. Возведение северной части продолжалось с 1605 по 1628 год и завершилось при Людовике XIII (на начальном этапе работами руководил прево Франсуа Мирон). В XIX веке здание Отель-де-Виль было несколько раз значительно перестроено и расширено, но фасад сохранил черты неоренессанса.
После смерти Людовика XIV (1715), при котором почти всё строительство было сосредоточено в Версале, Париж «взял реванш». За несколько десятилетий всё предместье Сен-Жермен (современный VI округ Парижа) было застроено особняками придворной знати. Такие архитекторы, как Жермен Боффран, возводили менее торжественные особняки с открытым двором и садом. Главными критериями новых парижских особняков стали хорошая приспособленность к частной жизни и пышным приёмам.
В ходе обустройства обширной площади Людовика XV был создан колоссальный ансамбль, включивший в свой состав несколько дворцов. В 1757—1775 годах на северной стороне площади по проекту первого королевского архитектора Анж-Жака Габриеля были построены два одинаковых трёхэтажных здания дворцового типа. Одно из них служило хранилищем мебели и предметов искусства короля, позже — Морским министерством, а второе — жилищем послов и вельмож (сегодня это фешенебельный отель «Крийон»).
С градостроительной точки зрения эти строгие симметричные здания с колонными лоджиями ограничили просторную площадь Согласия. Неоклассический восьмиколонный коринфский портик церкви Мадлен работы архитектора Пьера-Александра Виньона (начало XIX века) завершил перспективу короткой Королевской улицы, проложенной между зданиями Габриеля. Изначально церковь Мадлен строилась архитектором Пьером-Контаном д’Иври как крестообразное купольное сооружение. После смерти зодчего в 1777 году работы продолжил его ученик Гийом-Мартен Кутюр, взявший за образец проект церкви Святой Женевьевы Суффло, однако в 1791 году работы были заморожены.
Своеобразной архитектурной репликой фасада церкви Мадлен является двенадцатиколонный портик Бурбонского дворца на противоположном берегу Сены. В 1722 году по проекту итальянского архитектора Лоренцо Джиардини на набережной Орсе началось строительство дворца для герцогини Луизы Франсуазы де Бурбон — дочери Людовика XIV и вдовы принца Конде (куратором строительства выступал Анж-Жак Габриель). Нынешний облик дворец приобрёл в 1806 году после перестройки фасада по проекту архитектора Бернара Пуайэ, который пристроил к зданию имперско-неоклассический портик. Сегодня в Бурбонском дворце заседает Национальное собрание Франции.

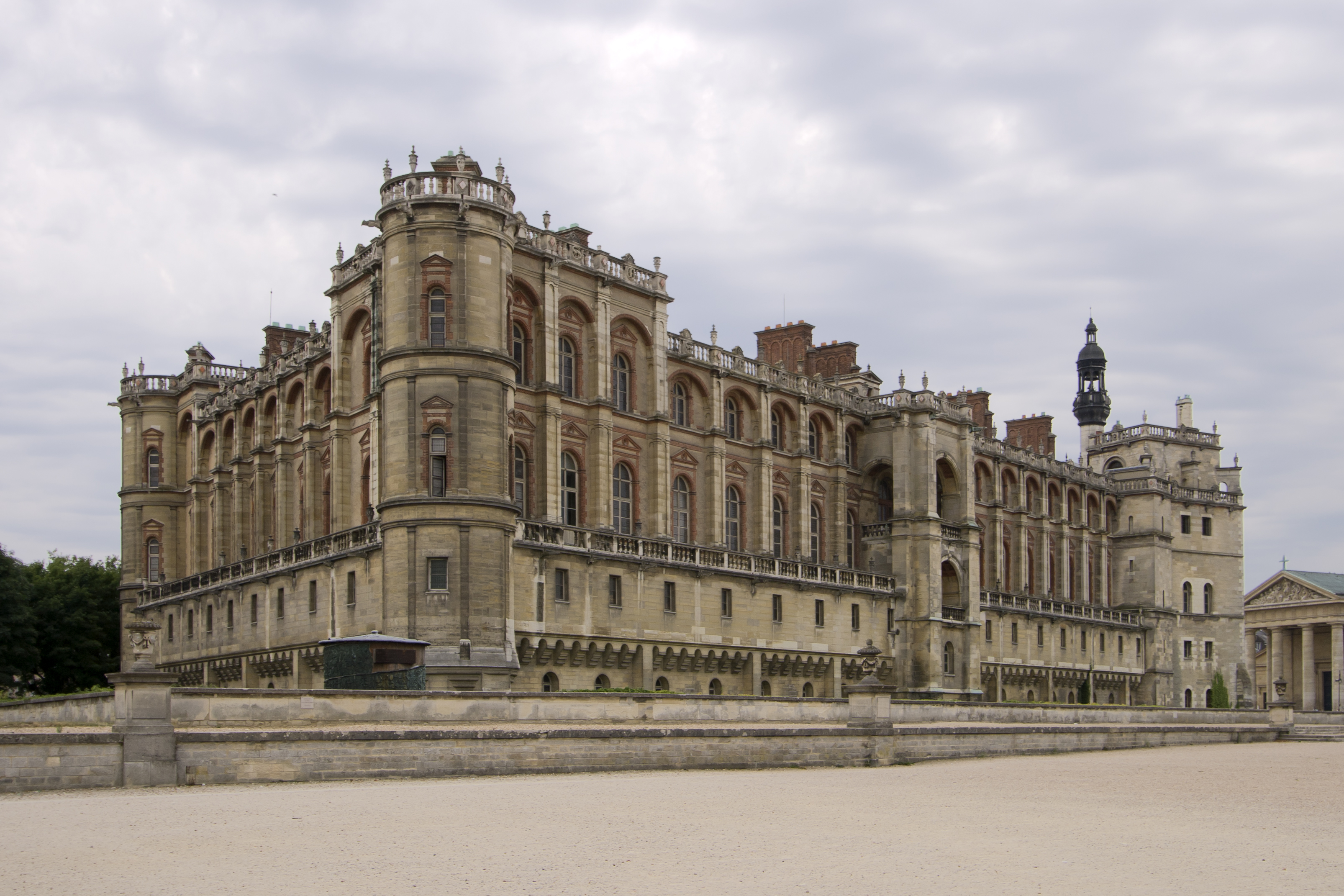
Сен-Жерменский дворец

В эпоху абсолютизма обширное дворцовое строительство велось и в ближайших пригородах Парижа, в частности, в средневековом городке Сен-Жермен-ан-Ле, расположенном на крутой излучине Сены западнее столицы. В XVI веке по приказу Франциска I Сен-Жерменский дворец, основанный ещё Людовиком VI в XII веке, приобрёл архитектурные черты, присущие французскому зодчеству эпохи Возрождения. Архитектор Филибер Делорм построил для Генриха II новый корпус дворца в стиле итальянских вилл. Король Людовик XIV был привязан к загородной резиденции в Сен-Жермене, по его велению дворец был благоустроен, а вокруг него появился регулярный парк с широким партером и круглым розариумом на краю плато.
В 1673 году Андре Ленотр создал вдоль плато грандиозную террасу длиной 2,4 км, обсаженную липами. С этой террасы открывался прекрасный вид на городок и Сену. В 1688 году Сен-Жерменский дворец стал прибежищем беглого короля Англии Якова II. Сегодня в старом корпусе дворца располагается основанный Александром Бертраном Музей национальной археологии, в котором собраны экспонаты от доисторических времён до эпохи средневековья (корпус Делорма не сохранился, он был разрушен графом д’Артуа в первой четверти XIX века).

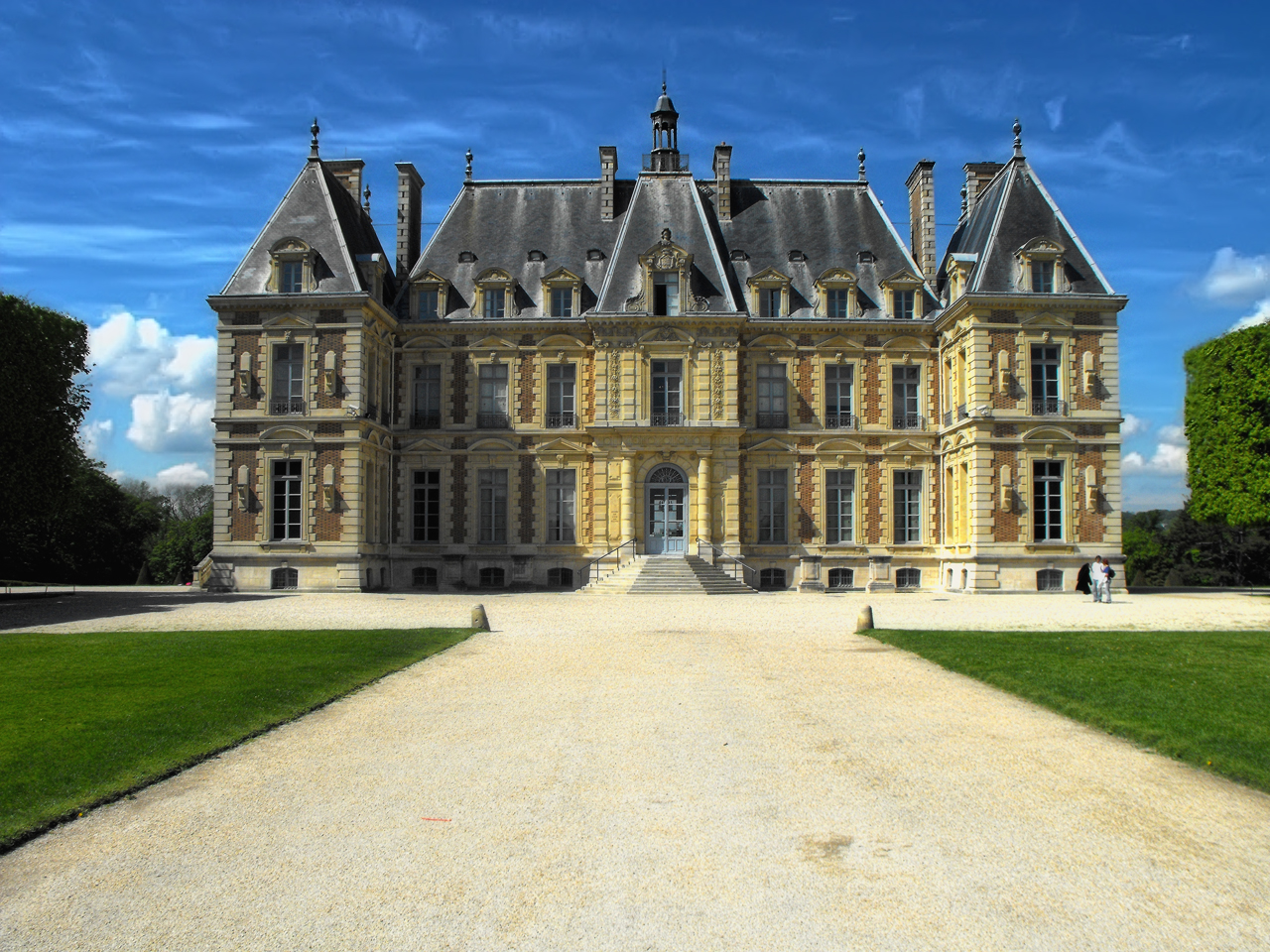
Дворец Со

Распорядитель королевских финансов Жан-Батист Кольбер, подражая Людовику XIV, выстроил свою загородную резиденцию в южном парижском пригороде Со. В создании грандиозного ансамбля участвовали видные зодчие, декораторы и художники страны: дворец и капелла в 1670-х годах были возведены по проекту Клода Перро, отделку интерьеров проводили Шарль Лебрен, Антуан Куазево и Франсуа Жирардон. Регулярный парк с фонтанами, бассейнами и павильонами создан под руководством Андре Ленотра.
После смерти Кольбера его сын несколько преобразил интерьер дворца и расширил парк: Жюль Ардуэн-Мансар выстроил по его заказу оранжерею, которая служила художественной галереей, позже в парке был вырыт большой канал, над которым создана терраса. В XVIII веке дворец Со стал резиденцией герцога Мэнского, при котором в парке появился павильон зверинца. В начале XIX века обветшалые строения дворца были разобраны, но во второй половине XIX века новые владельцы восстановили дворец и парк по старым эскизам. В 1920-х годах усадьба Со была реставрирована и позже превращена в музей Иль-де-Франса.
В отличие от пышного Версаля, который служил официальной парадной резиденцией Людовика XIV, дворец Марли являлся местом отдыха и уединения короля, куда допускался лишь близкий круг его придворных (дворец располагался в парижском пригороде Марли-ле-Руа, между Сен-Жерменским и Версальским дворцами). Оригинальный дворцово-парковый ансамбль, в котором сочетались интимность компактных строений и репрезентативность загородной резиденции, строился по проекту первого королевского архитектора Жюля Ардуэн-Мансара. Весь ансамбль, включая дворцовые здания, регулярный парк, акведук и часть фонтанов, был создан в 1679—1686 годах.

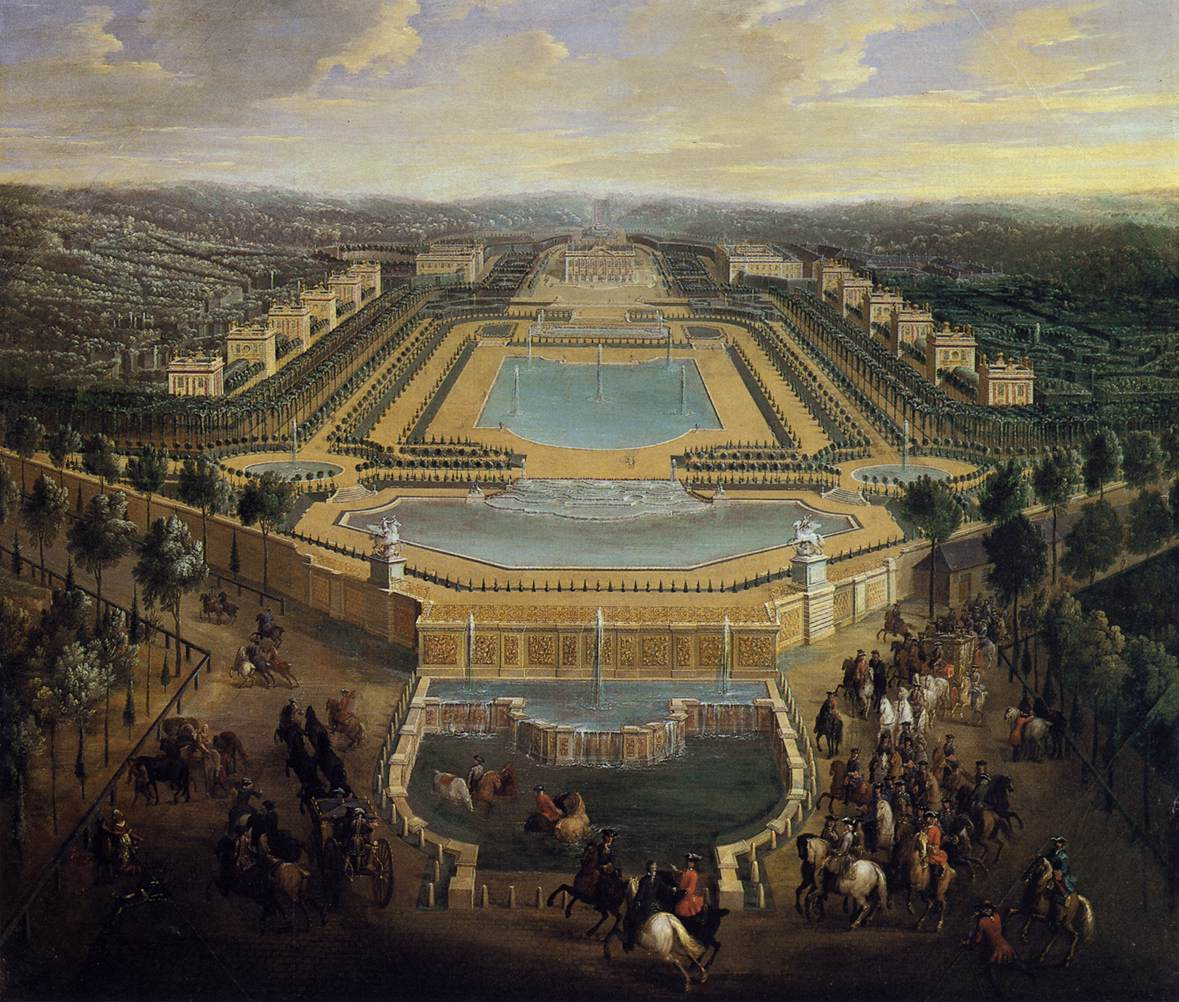
Дворец Марли. Картина Пьера-Дени Мартена. 1725 год

В соседнем Буживале для питания водой фонтанов Марли и Версаля бельгийские инженеры Арнольд Девиль и Ренек Суалем соорудили «машину Марли» — уникальную гидравлическую систему с забором воды из Сены. Перед северной стороной вытянутого бассейна на поднятой террасе Мансар поставил небольшой, квадратный в плане королевский дворец. По обе стороны бассейна располагались двенадцать (по шесть с каждой стороны) отдельных гостевых домиков. Композиция олицетворяла 12 знаков зодиака, а дворец короля символизировал солнце. Для ускорения строительных работ фасадные декорации были выполнены средствами живописи.
В 1699 году на склоне холма за дворцом Мансар создал каскад из 52 ступеней розового мрамора, по которым шумно ниспадал мощный поток. Каскад обрамляли портики и ряды статуй, парк украшали конные группы работы Антуана Куазево и Гийома Кусту (знаменитые «Кони Марли» в 1795 году были перенесены на парижскую площадь Согласия, позже оригиналы были помещены в Лувр, где для них и других предметов из дворца был создан отдельный крытый дворик, а на площади их заменили копии).
После смерти Людовика XIV его наследники редко посещали Марли, и резиденция без должного наблюдения вскоре пришла в упадок. В 1728 году был разобран большой каскад и засыпан бассейн, в период Французской революции была разграблена или распродана обстановка дворца. В 1800 году участок со строениями купил предприниматель Александр Саньель, который развернул в павильонах производство ниток, а во дворце — сукна. Обанкротившись и не найдя возможности продать дворец, Саньель варварски разрушил его на строительные материалы. В уцелевших дворцовых зданиях разместились войска Наполеона, которые довершили разорение Марли. В 1811 году территория бывшего дворца перешла в собственность администрации императора.
Образ роскошного ансамбля Марли некогда повлиял на российского царя Петра I, который пожелал воспроизвести нечто подобное у себя в Петергофе (российский вариант лишь композиционной осевой идеей исходил от французского Марли и напоминал о «старшем брате» только названием и компактностью). Во второй половине XX века власти Франции реставрировали в Марли бассейны и каскады, а также выложили на земле каменными плитами план дворца и некоторых павильонов, что позволяет посетителям мысленно представить очертания ансамбля.
Западнее Булонского леса (современный парижский пригород Рюэй-Мальмезон) в 1620—1622 годах был выстроен частный особняк в стиле классицизма. Во второй половине XVIII века дворец был расширен семьёй богатого банкира дю Моле, после чего там устраивали популярные у парижской богемы литературные салоны. Позже, в 1799 году, усадьбу Мальмезон выкупила Жозефина Богарне. Сегодня во дворце, интерьеры которого оформляли Шарль Персье и Пьер Фонтен, расположен мемориальный музей.
Несколько примечательных особняков XVI—XVII веков сохранилось в III округе Парижа. В частности, в особняке Карнавале располагается одноимённый исторический музей. Изначально здание было построено архитектором Пьером Леско и украшено скульптором Жаном Гужоном, в середине XVII века Франсуа Мансар расширил особняк, надстроив ещё один этаж, и завершил внутренний двор. Соседний особняк Лепелетье-де-Сен-Фаржо, также входящий в состав музея Карнавале, построен в конце XVII века по проекту архитектора Пьера Бюлле (в конце XVIII века он принадлежал политику Луи-Мишелю Лепелетье де Сен-Фаржо). В особняке Донон, построенном в 1570-х годах в стиле Филибера Делорма, располагается музей Коньяк-Жэ. В особняке Обер-де-Фонтеней (он же особняк Сале) базируется парижский музей Пикассо. Здание построено в конце 1650-х годов малоизвестным архитектором Жаном Булье, пышную парадную лестницу и другие элементы интерьера оформляли Мартен Дежарден и братья Гаспар и Бальтазар Марси (часть внутреннего убранства поменял новый владелец особняка — маршал Франсуа де Нёвиль Вильруа).

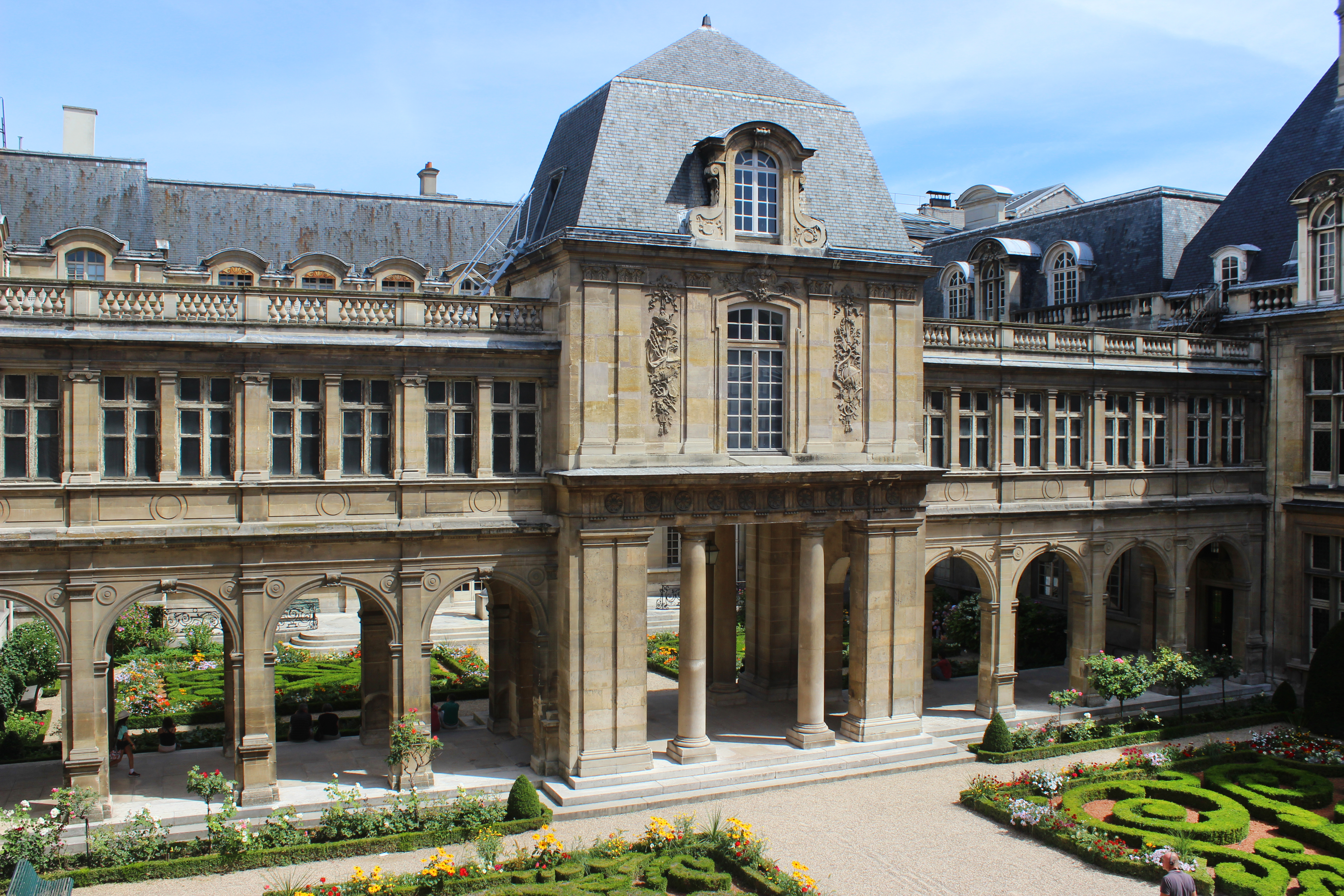
Особняк Карнавале
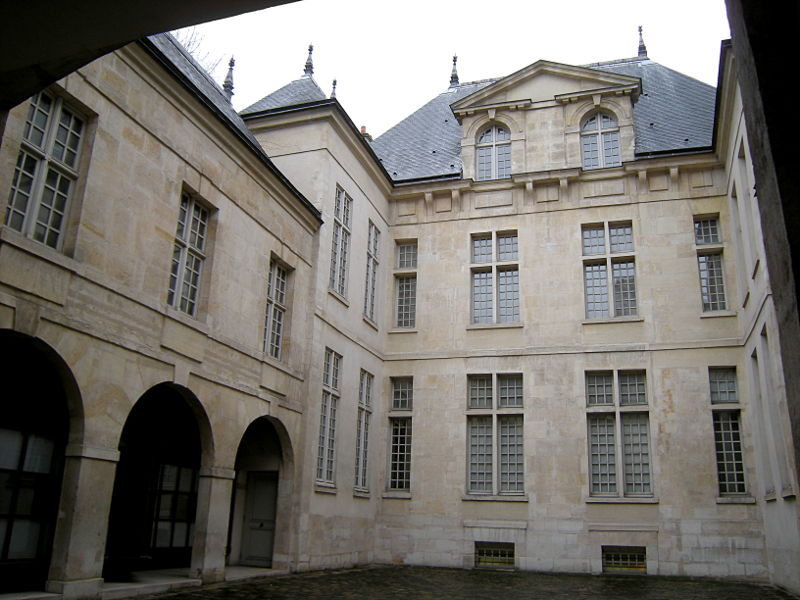
Особняк Донон
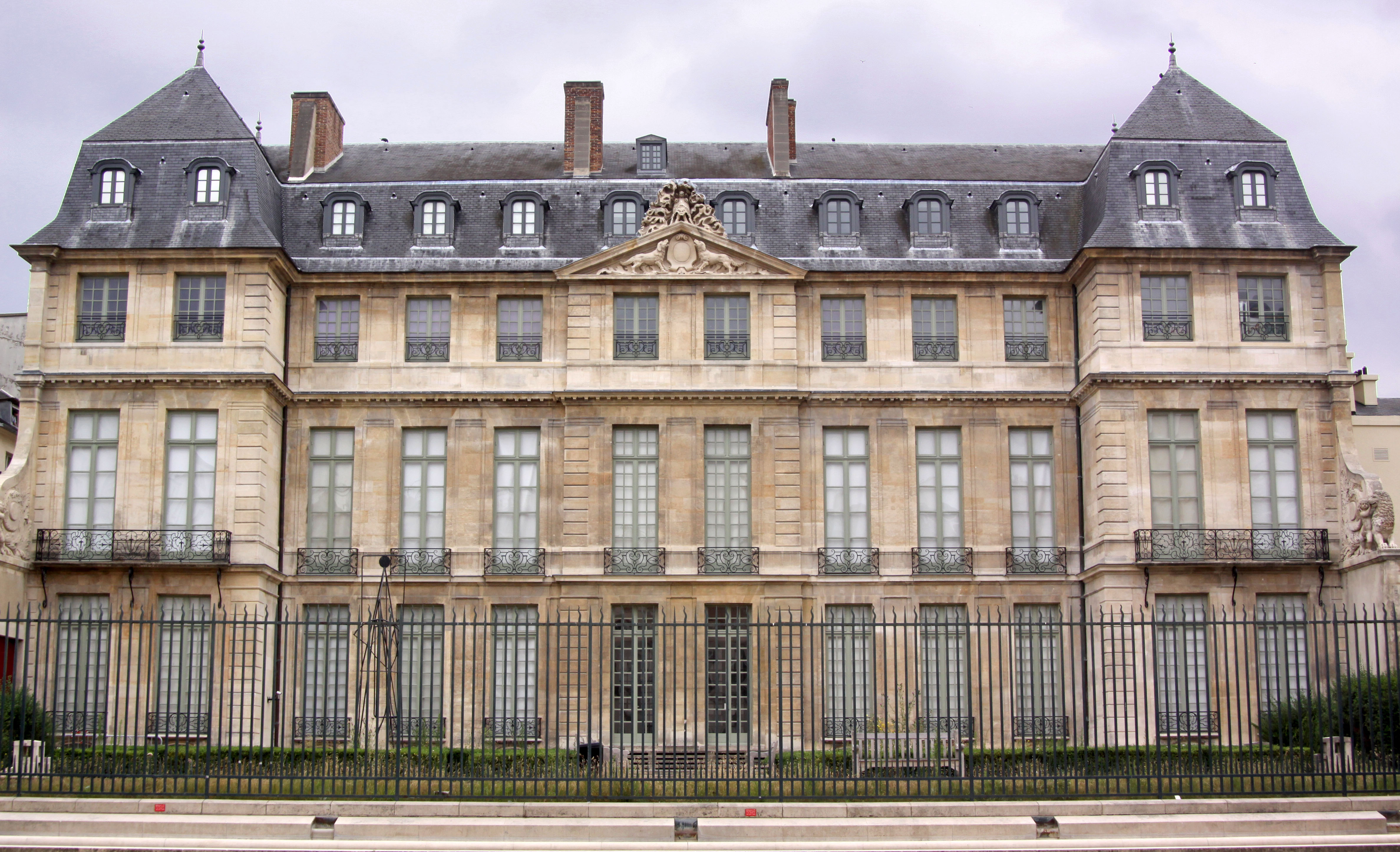
Особняк Сале
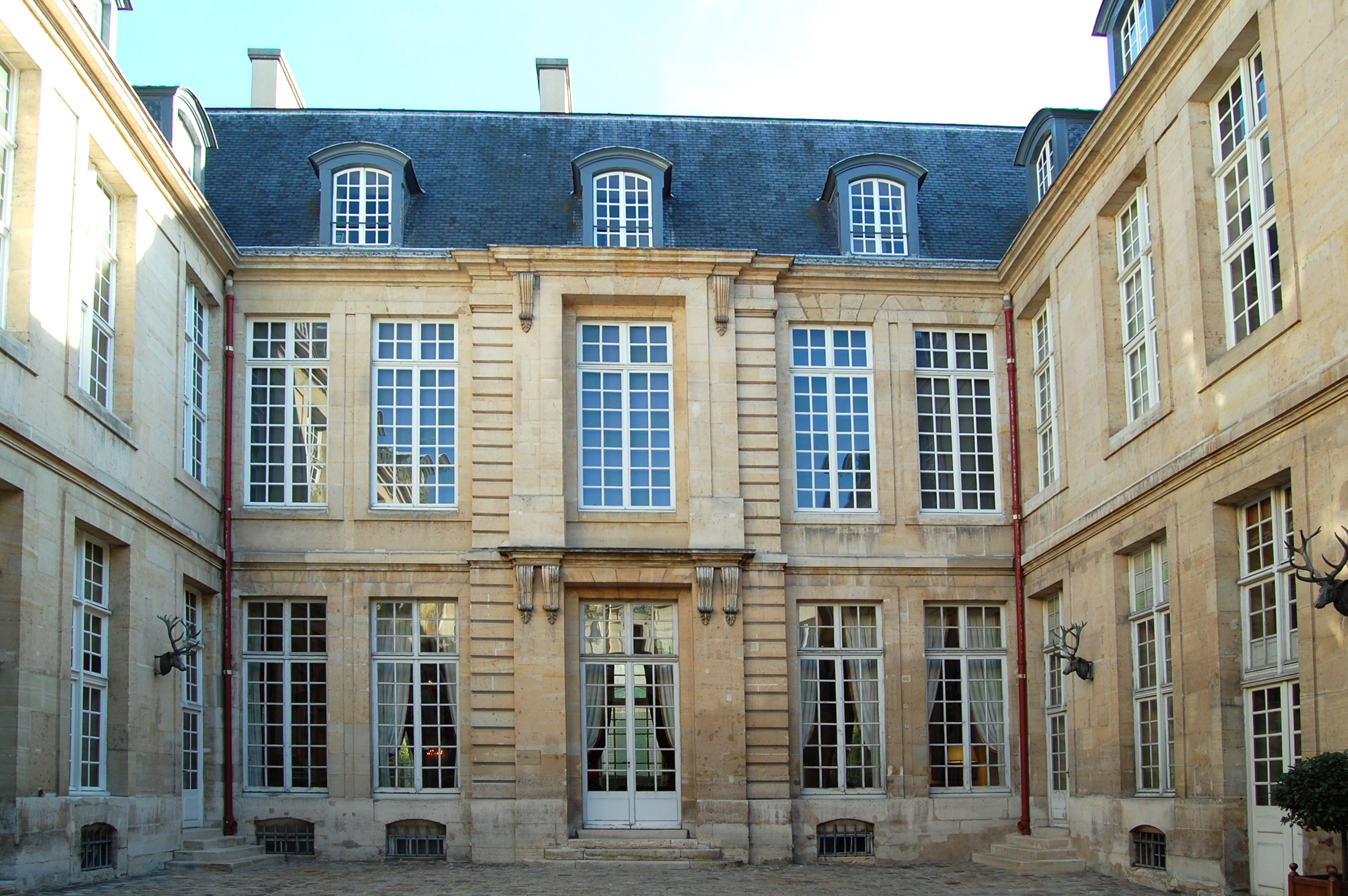
Особняк Генего
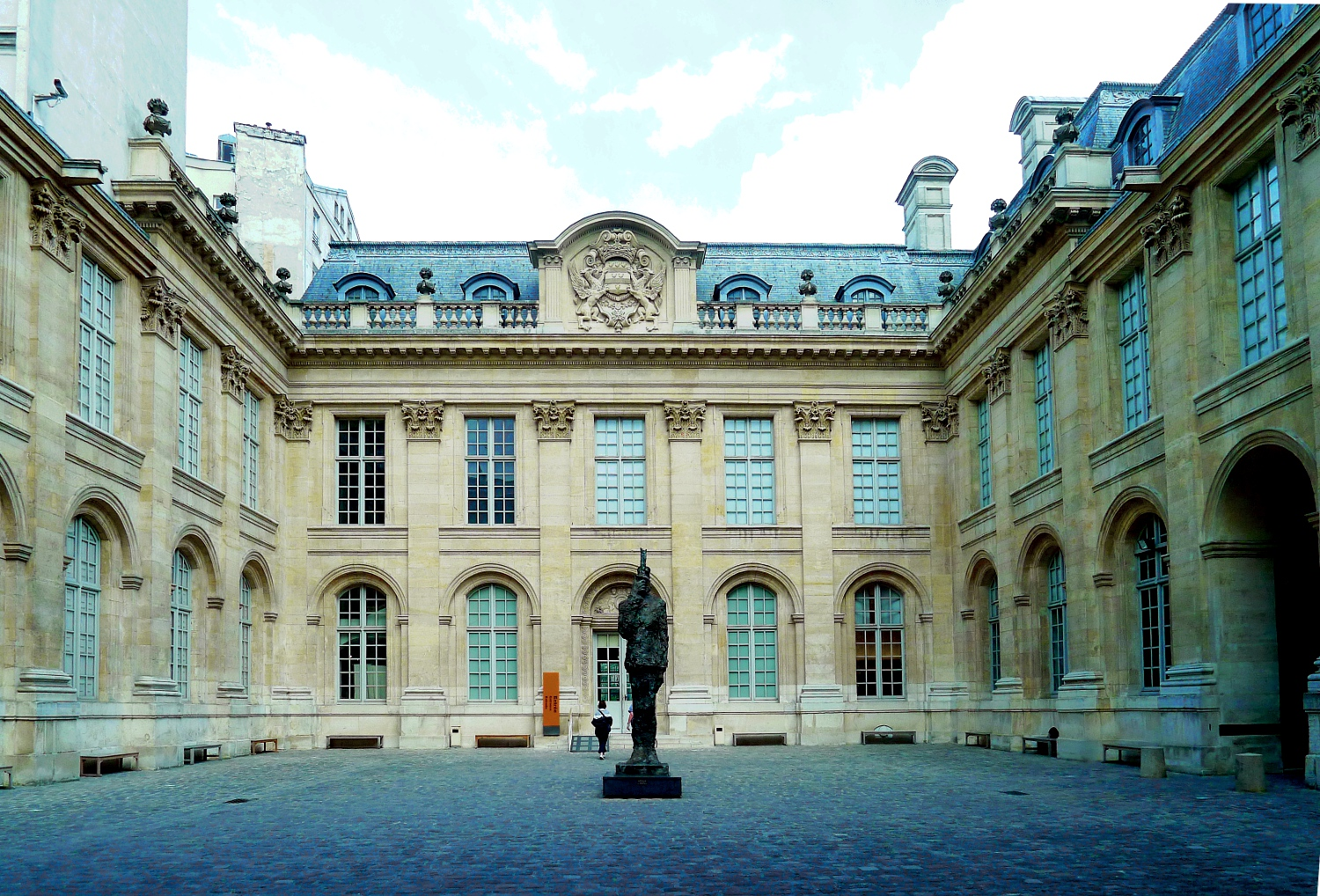
Особняк Сент-Эньян
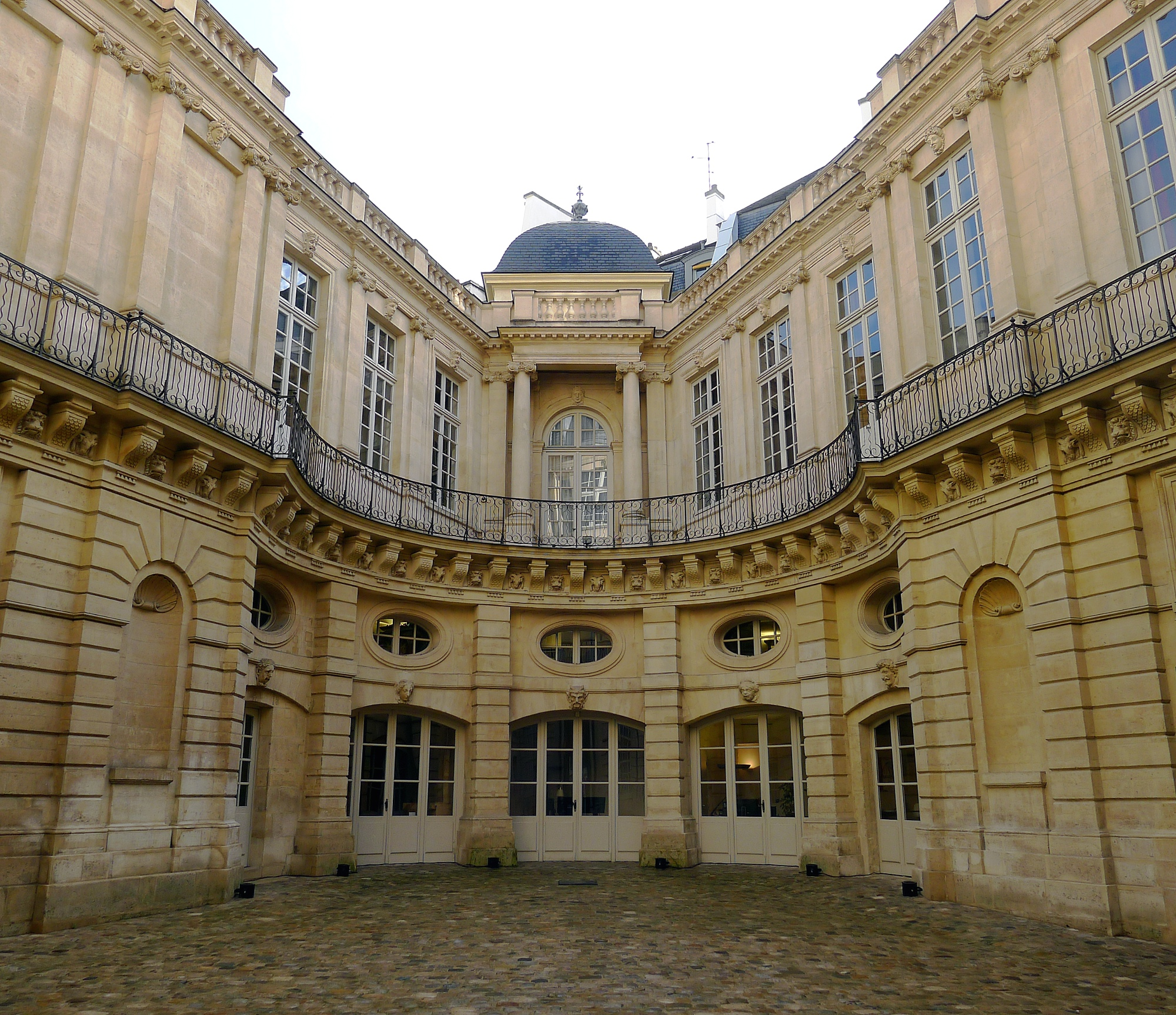
Особняк Бове
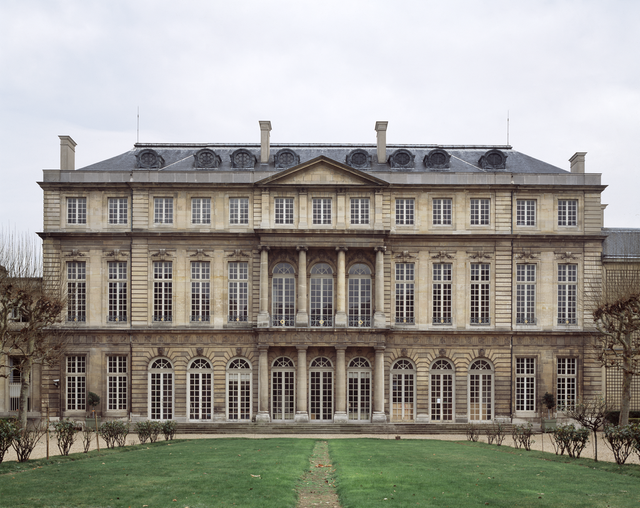
Особняк Роган

В 1655 году Франсуа Мансар закончил особняк Генего, в котором сегодня размещается часть экспонатов Музея охоты и природы. В особняке Сент-Эньян, построенном в 1660 году архитектором Пьером Лемюэ, располагается Музей искусства и истории иудаизма. В 1688 году особняк выкупил Поль де Бовилье, сын герцога Франсуа де Бовилье де Сент-Эньяна, который модернизировал особняк и с помощью Андре Ленотра обустроил сад. В 1767 году на месте более старого дома Клод-Никола Леду построил в стиле итальянского ренессанса особняк Альвиль (среди других особняков квартала Маре он выделяется порталом с колоннами тосканского ордера и садом в виде атриума, окружённого галереей).

### Луврский дворец

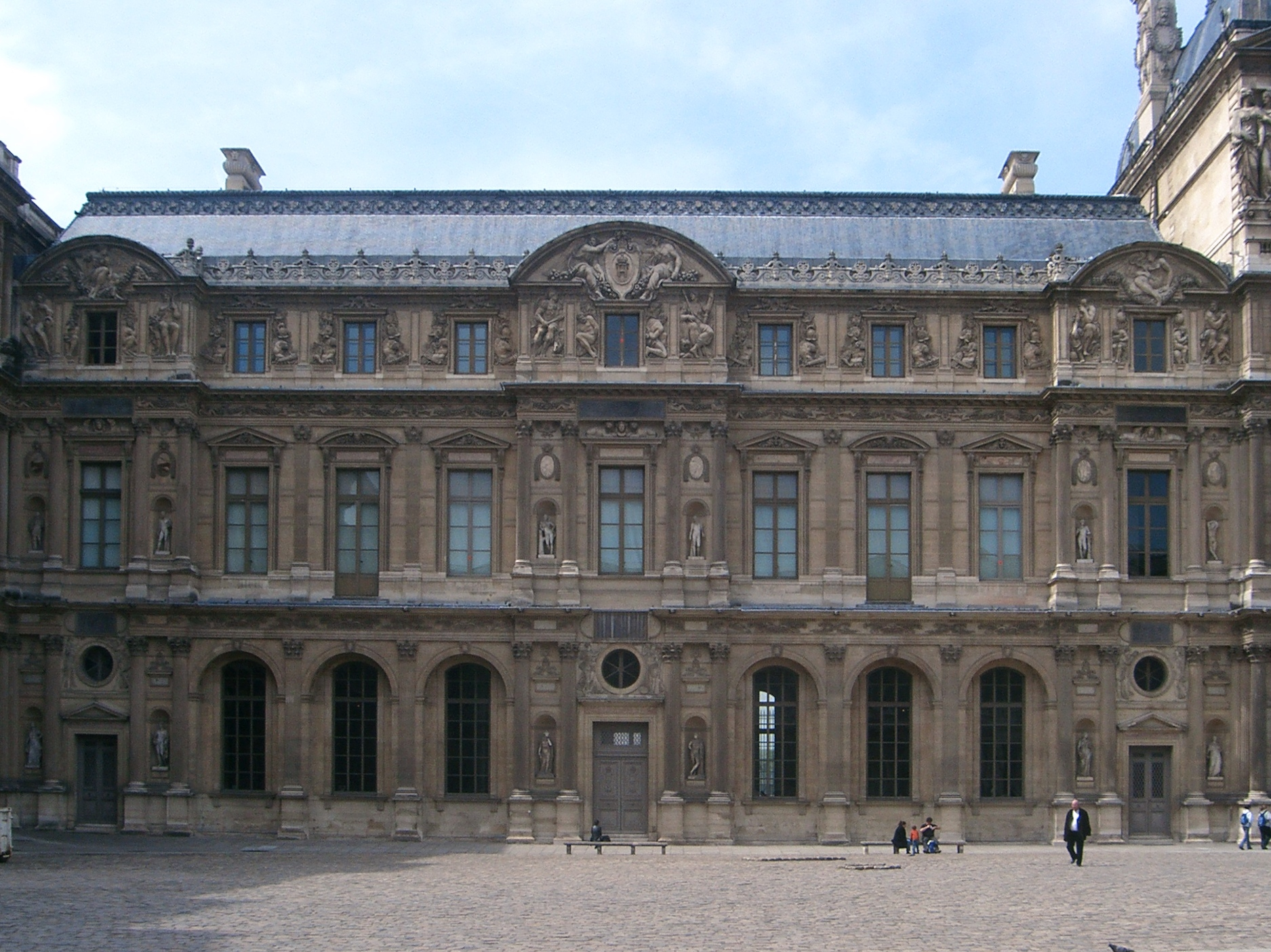
Южная часть западного крыла Лувра. Архитектор Пьер Леско

В 1546 году в связи с изменившимися требованиями художественного вкуса и придворного быта король Франциск I поручил архитектору Пьеру Леско перестроить Луврский замок. Тот в тандеме со скульптором Жаном Гужоном полностью переработал итальянские заимствования и создал самобытный проект. Согласно ему на месте средневекового донжона предполагалось создать дворец в форме замкнутого квадрата с богато декорированными скульптурой фасадами. Леско первым в Париже ввёл ордер, подчеркнув немного выступающие ризалиты здания трёхъярусными портиками, которые венчали лучковые фронтоны.
Фасад Лувра авторства Леско и Гужона является самым зрелым и лучшим образцом ренессансной архитектуры в Париже. Однако зодчий осуществил лишь часть своего проекта — юго-западный угол каре (сегодня западное крыло квадратного двора названо его именем).
В 1564 году западнее Лувра архитектор Филибер Делорм, прославившийся проектами по заказу Генриха II, начал возводить резиденцию для Екатерины Медичи, матери короля Карла IX. Так как новый дворец строился на том месте, где раньше работали черепичные мастерские (черепица по-французски «тюиль»), он получил название Тюильри. До наших дней дворцовый комплекс не сохранился, так как был сожжён коммунарами в мае 1871 года. О нём напоминают лишь павильоны Флоры и Марсан, уцелевшие в огне пожара и позже полностью перестроенные, а также название сада Тюильри.
Постройка Тюильри оказала огромное влияние на формирование плана всего королевского комплекса, так как вскоре возникла идея объединить Лувр с новым дворцом крытой галереей. В правление короля Генриха IV были созданы Малая галерея, перпендикулярная Сене, которая продолжила западное крыло Лувра, и Большая галерея, шедшая вдоль Сены и соединившая Лувр с Тюильри через угловой павильон Флоры. Большая галерея в стиле позднего ренессанса авторства придворных архитекторов Луи Метезо и Жака Андруэ-Дюсерсо Второго (младшего сына Жака Андруэ-Дюсерсо Первого) и сегодня является одной из самых протяжённых в мире (442 метра).

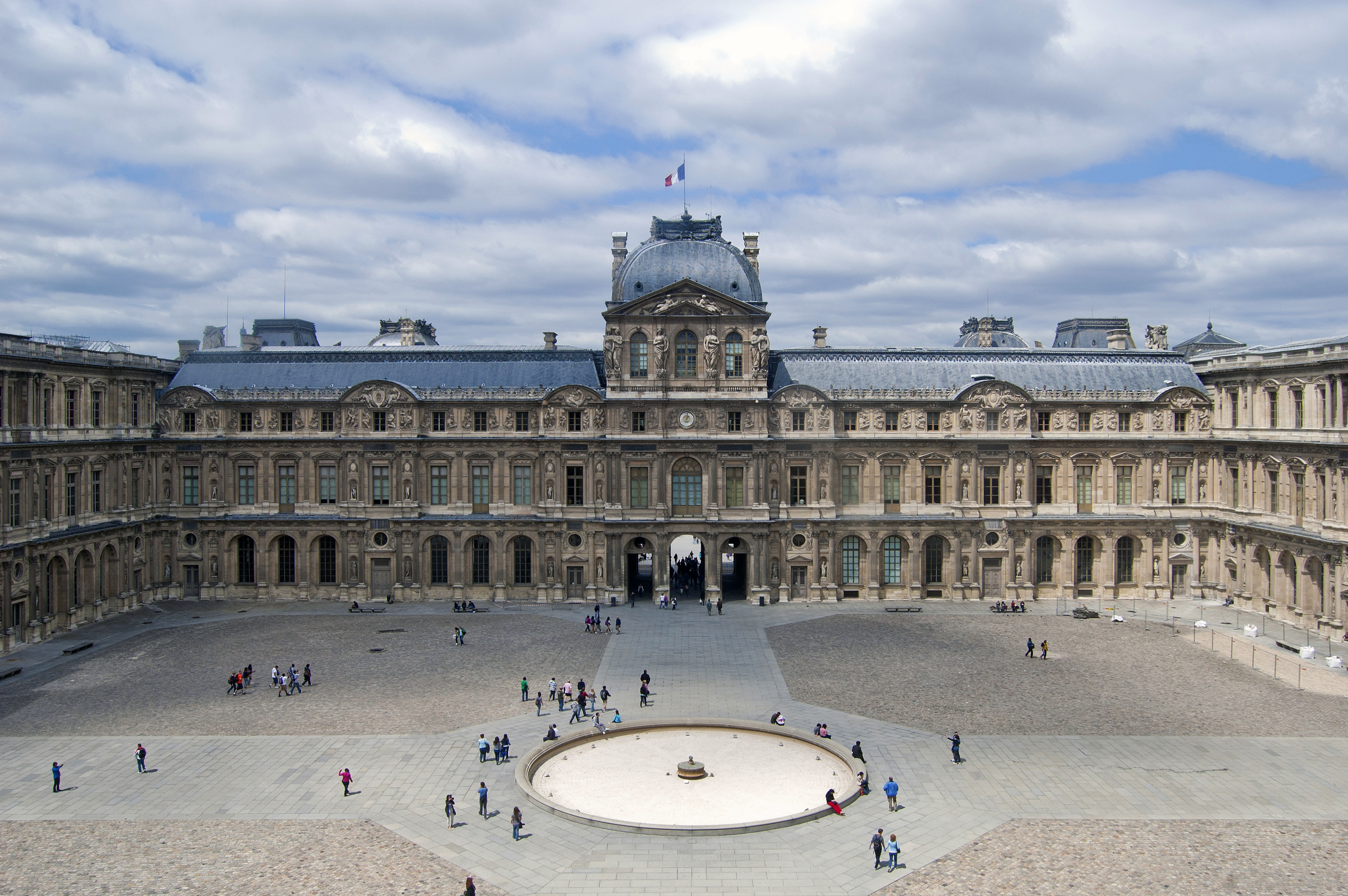
Квадратный двор и павильон Сюлли с часовой башней. Архитектор Жак Лемерсье

Дальнейшие работы по расширению ансамбля Лувра развернулись в первой трети XVII века при Людовике XIII. В 1624 году Жак Лемерсье, позже ставший первым королевским архитектором, вдвое удлинил западный корпус Лувра. Он повторил архитектурный стиль Пьера Леско и возвёл на оси увеличенного крыла квадратную часовую башню, увенчанную куполом со срезанной вершиной (сегодня это крыло известно как «павильон Сюлли», в честь герцога Сюлли). После того, как в 1661 году архитектор Луи Лево, сменивший Лемерсье на должности первого королевского архитектора, возвёл южное и восточное крылья дворца, огромный квадратный двор замкнулся.
В 1667 году появился проект восточного фасада Лувра, который должен был украсить новую парадную площадь столицы (однако перестройка Луврской площади, которая была призвана объединить в единый ансамбль Лувр и церковь Сен-Жермен-л’Осеруа, так и не была осуществлена). Проект фасада с колоннадой коринфского ордера, которую отличает мерный ритм сдвоенных колонн, представил на конкурс медик Клод Перро, старший брат известного поэта и сказочника Шарля Перро. Не обременённый грузом знаний профессионального архитектора, Перро с помощью своей интуиции уловил новые тенденции к сближению с античной классикой.
Перро вышел победителем в конкурсном соревновании с несколькими именитыми архитекторами, среди которых были Франсуа Мансар, скончавшийся незадолго до подведения итогов, и великий итальянский архитектор эпохи барокко Лоренцо Бернини. Последний прибыл в Париж специально для участия в конкурсе на разработку проекта восточного фасада Лувра и был принят с поистине королевскими почестями. Однако высокомерие и пренебрежительное отношение к местным архитекторам настроили против Бернини окружающих. К тому же, проект итальянца с тяжеловесной композицией был, по существу, шагом назад. В итоге, Бернини получил вежливый отказ и вернулся в Рим.

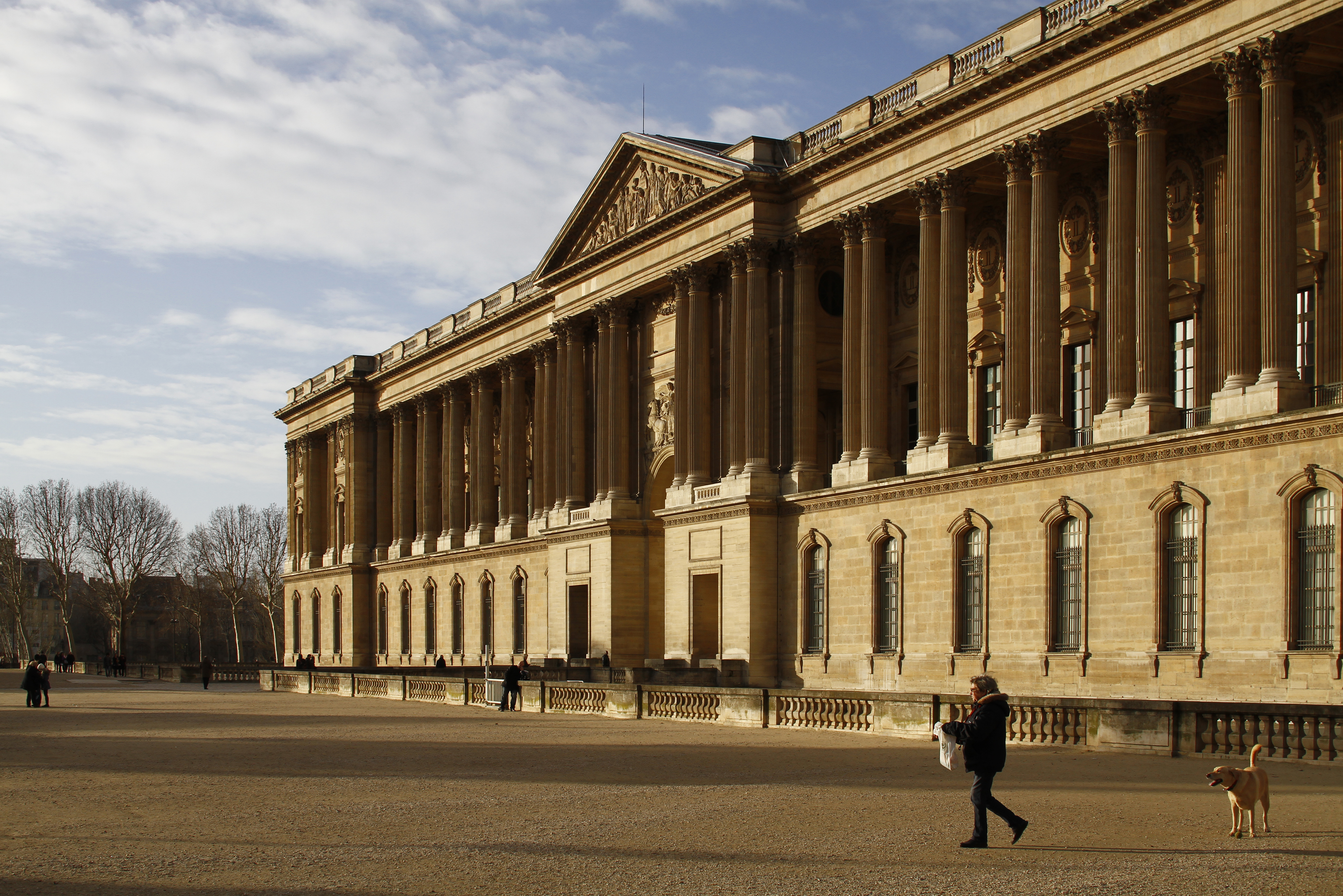
Портик восточного фасада Лувра. Архитектор Клод Перро

Комиссия во главе с дальновидным Жан-Батистом Кольбером приняла хотя и непрофессионально выполненный, но чёткий замысел Перро, в 1667—1673 годах воплощённый в камне. В центре фасада осевой ризалит над въездной аркой украшен рельефным изображением колесницы Аполлона, которого Людовик XIV выбрал в качестве своей аллегории. Таким образом во второй половине XVII века в столице Французского королевства появилось первое сооружение, ознаменовавшее собой становление стиля классицизма, который в дальнейшем почти целое столетие сосуществовал в Париже с архитектурой барокко. Дальнейшее развитие комплекса Лувра происходило уже в эпоху Наполеона I, когда появились Северная галерея и арка Каррузель.
После того, как во второй половине XVI века в Париже была создана новая королевская резиденция — Луврский дворец — французские монархи значительно больше стали уделять внимания столице королевства. В частности, придворные архитекторы пытались придать стихийно растущему городу представительный вид, формируя ансамбли с характерной замкнутой композицией (так называемые «ансамбли в себе»). Вся широта и величие панорамы Луврского ансамбля сполна раскрылись только после разбора остатков сгоревшего дворца Тюильри осенью 1883 года. Лишь после этого Лувр вписался в единую осевую композицию, включающую сад Тюильри, площадь Согласия, Елисейские Поля и Триумфальную арку. С конца XIX века бывший королевский дворец стал местом средоточия мировых сокровищ искусства.

### Люксембургский дворец

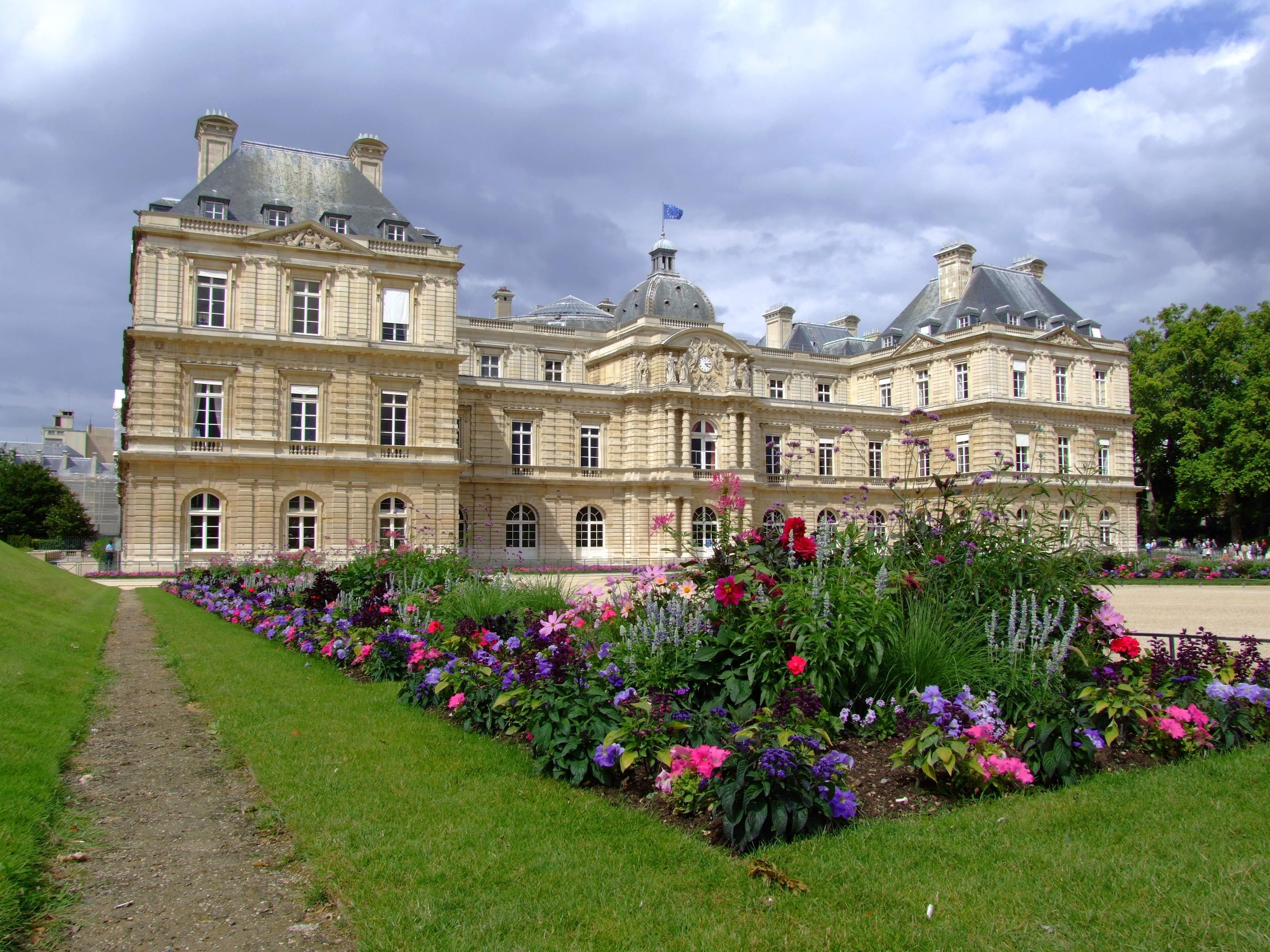
Люксембургский дворец. Архитектор Саломон де Бросс

Люксембургский дворец является наиболее значительным памятником архитектуры, который завершил в Париже эпоху французского Ренессанса. Своё название он получил по особняку, располагавшемуся на окраине левобережного Парижа, где в конце XVI века проживал влиятельный герцог Франсуа де Люксембург-Линьи. Нынешний дворец был построен по заказу регентши Марии Медичи, которая после убийства мужа решила создать ансамбль, призванный напоминать ей родную Флоренцию.
Мария Медичи приобрела особняк герцога и прилегающие к нему участки, где в 1613 году архитектор Саломон де Бросс приступил к разбивке регулярного парка, а в 1615 году — к возведению дворца. Де Бросс по указанию заказчицы ориентировался на флорентийский стиль архитектуры периода её расцвета, когда в Тоскане господствовало могущественное семейство Медичи. Зодчий избрал рустованный метод обработки фасадов, а композиция дворца была создана в виде замкнутого каре. Старый герцогский особняк был сохранён и включён в группу соседних строений, которые сегодня известны как Малый Люксембург.

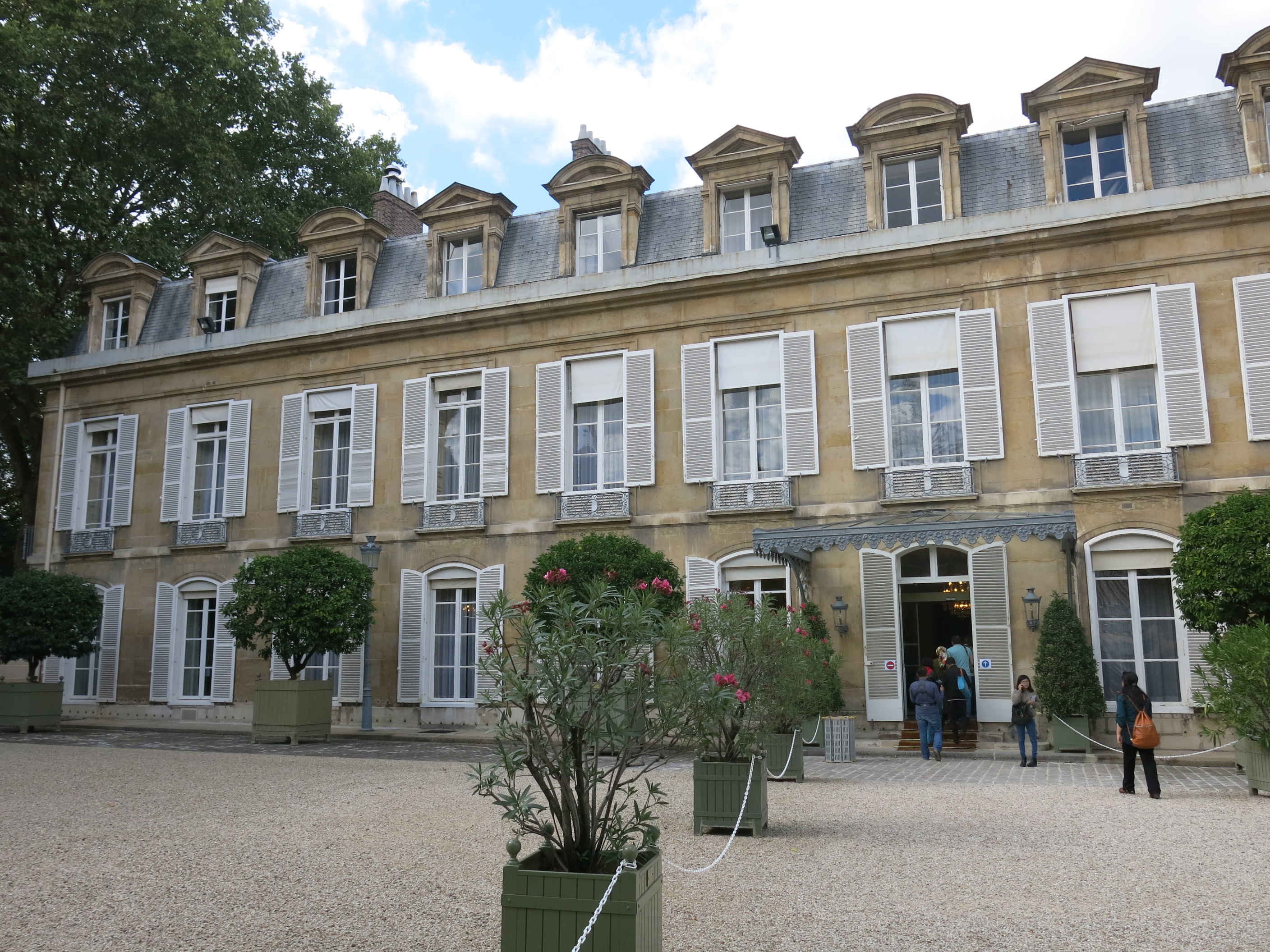
Малый Люксембург

В 1621 году Медичи заказала живописцу Рубенсу для залов дворца серию картин, которые в аллегорических образах рассказывали о её жизни и деяниях. Сегодня эти картины выставлены в галерее Медичи в Лувре. В 1625 году Люксембургский дворец был готов, однако через несколько лет Людовик XIII выслал мать из столицы. Позже во дворце жили Гастон Орлеанский и его дочь Анна де Монпансье, одно время он даже служил тюрьмой. Во время Французской революции во дворце размещалась Директория, затем — Консулат и Сенат. В связи с выполнением властных функций дворец перестраивался и приспосабливался под нужды парламента, но он сумел сохранить характер экстерьера, чёткие горизонтальные членения фасадов и горизонтальный руст на пристройках. В отдельном крыле комплекса (западнее дворца) находится Люксембургский музей.
Неотъемлемой частью дворцового комплекса является Люксембургский сад, который сегодня выделяется зелёным островом в плотной городской застройке левобережья. Перед дворцовым фасадом расположен партер с центральным фонтаном и террасами, обрамлёнными балюстрадами и мраморными статуями (установлены в первой трети XIX века). Восточнее дворца находится фонтан Медичи — уникальное произведение де Бросса, перенесённое на нынешнее место в XIX веке. Тогда же к итальянской композиции были добавлены аллегорические статуи Полифема и Галатеи работы скульптора Огюста Оттена. В конце XIX века в саду появились прекрасные работы Жюля Далу — монумент Эжену Делакруа и «Триумф Силена».

### Дворец Пале-Рояль

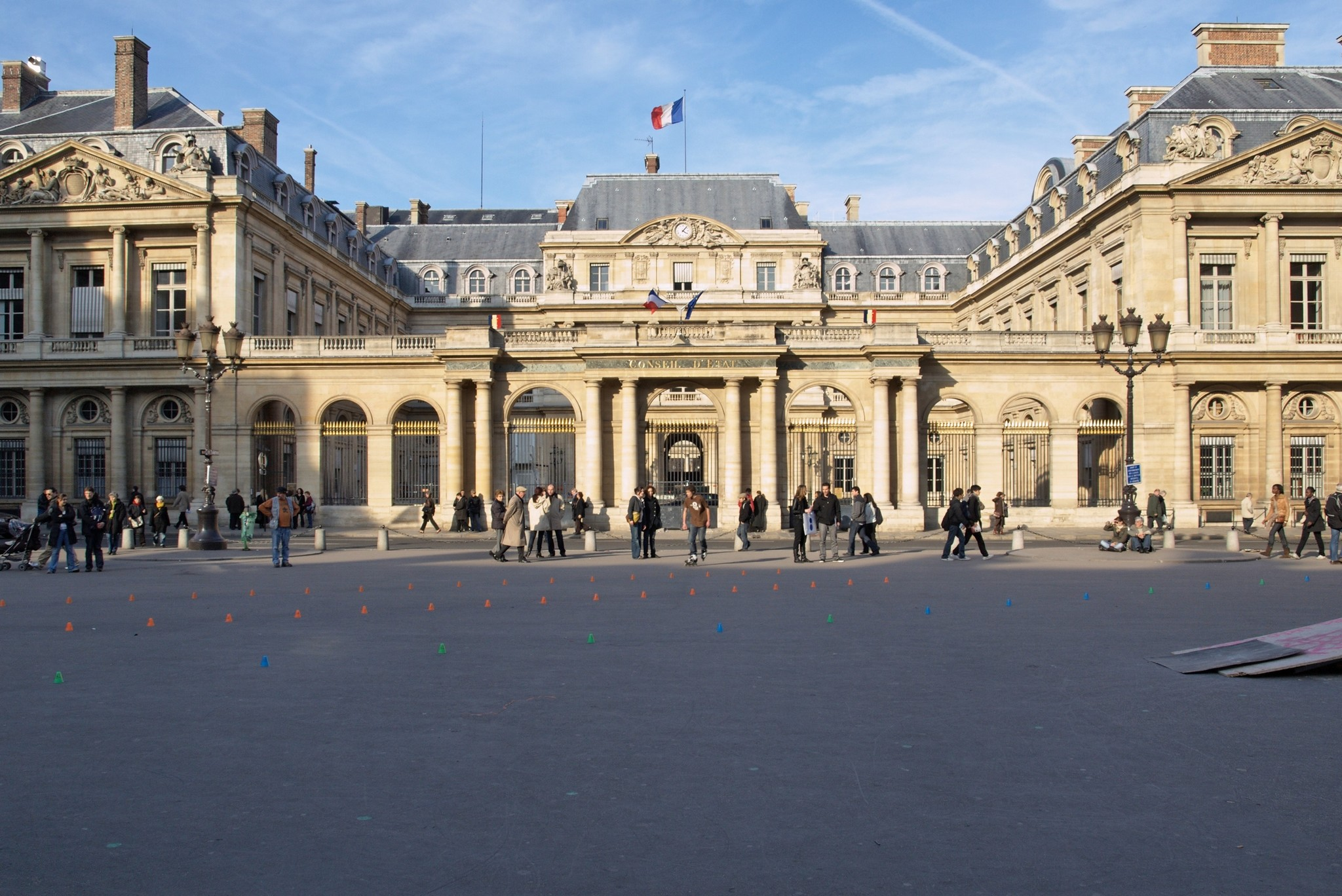
Южный фасад Пале-Рояль

Самым ярким после Лувра архитектурным произведением, олицетворявшим абсолютизм, являлся дворец Пале-Рояль. Он был построен в качестве личной резиденции первым министром Людовика XIII, фактическим правителем королевства кардиналом Ришельё и первоначально был известен как Кардинальский дворец. Став в 1624 году главой правительства, Ришельё боролся с феодальной раздробленностью Франции и народными волнениями. Для оперативного и постоянного влияния на молодого монарха кардинал счёл нужным поселиться поближе к Лувру. С этой целью он приобрёл средневековый замок Рамбуйе, расположенный к северу от королевской резиденции, и на его месте в 1629—1636 годах возвёл обширный дворцовый комплекс, не уступавший даже замыслу Лувра. К строительству Ришельё привлёк Жака Лемерсье, который как раз занимался расширением Лувра.
Кардинальский дворец был задуман как замкнутая композиция с корпусами, которые охватывали удлинённый квартал, уходящий на север перпендикулярно Лувру. Ришельё ни в чём не хотел уступать королевской резиденции, поэтому выстроил в своём дворце даже небольшой театр, положивший начало традиции придворных представлений (сегодня театр Пале-Рояль располагается в северо-западном углу дворцового комплекса, а театр Комеди Франсез, основанный в 1680 году декретом короля, занимает «Зал Ришельё» — отдельный угловой юго-западный корпус, построенный в конце XVIII века).

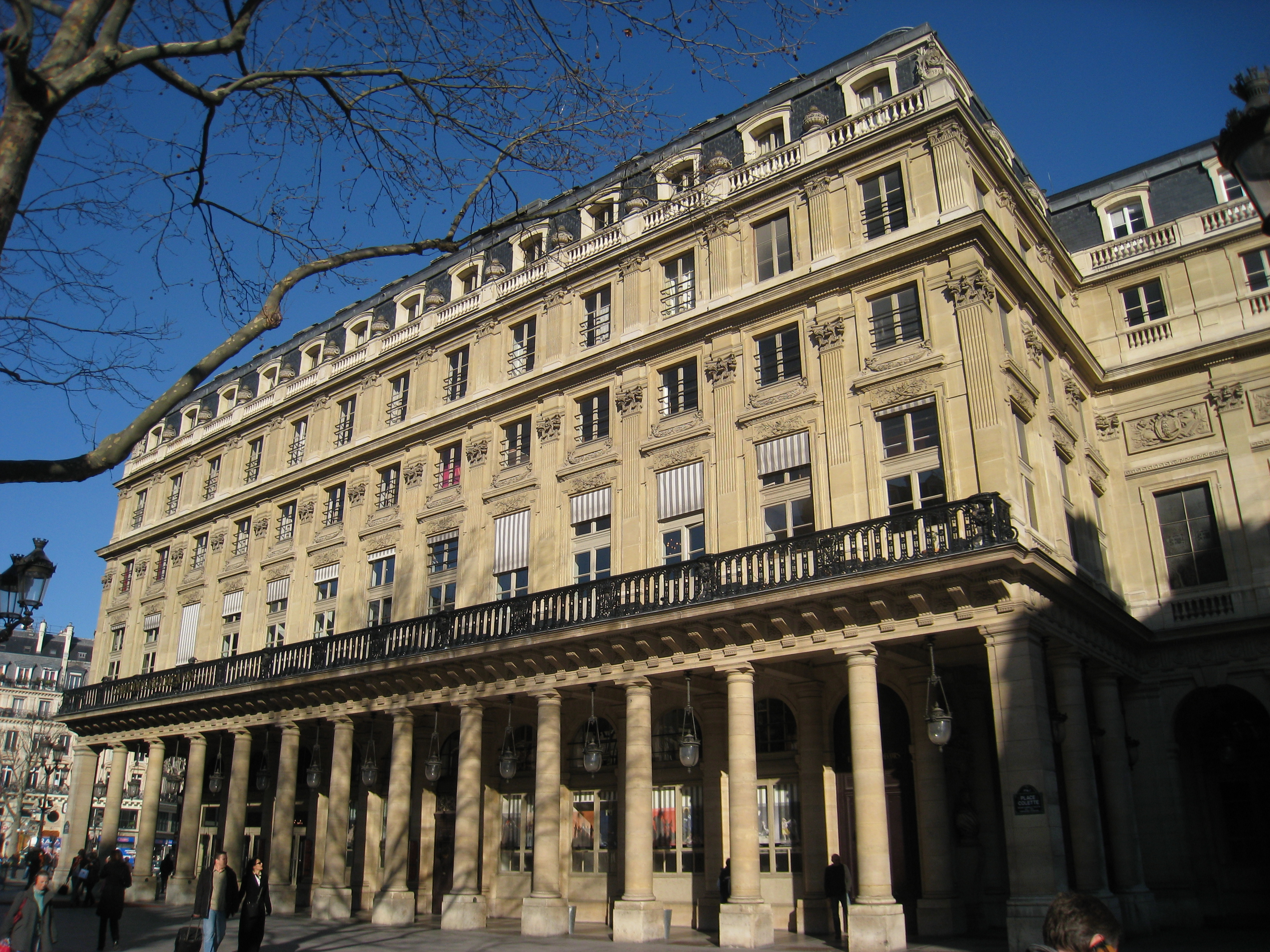
Западный фасад Комеди Франсез

Дальновидный Ришельё понимал, что его грандиозная резиденция может вызвать зависть короля и стать причиной ссоры с Людовиком XIII, дворец которого к тому времени ещё не был закончен. Поэтому в 1633 году кардинал завещал свой дворец королю (с тех пор он стал называться Королевским). В 1636 году строительство закончилось и Ришельё поселился в Пале-Рояль, где и прожил следующие шесть лет до своей смерти в конце 1642 года. После кончины кардинала дворец занимали королева Анна Австрийская и наследник Ришельё — кардинал Мазарини, при котором Пале-Рояль претерпел некоторые изменения.
Во второй половине XVIII века архитектор Пьер-Луи Моро-Депру создал в южной части дворца П-образную фасадную композицию, отделив Пале-Рояль от оживлённой улицы Сент-Оноре (сегодня эта композиция известна как парадный «двор часов»). В 1780-х годах пострадавший от огня дворец реконструировал Виктор Луи, создавший внутренние фасады с торговыми галереями. Также он отделил двухрядной тосканской колоннадой парадный двор от большого сада, окружив его фасадами с рафинированными ионическими пилястрами большого ордера. В капители зодчий, искавший варианты французского ордера, добавил мотив гирлянды.
После работ, проведённых Виктором Луи, эффектные сады Пале-Рояль стали излюбленным местом прогулок парижан (кроме того, горожан привлекали магазины, рестораны, кафе и казино, размещавшиеся в галереях). Дворец, выделяющийся своими дворовыми фасадами с пилястрами, расчленёнными каннелюрами, и поперечными колоннадами, превратился в типичный пример замкнутого ансамбля, характерного для XVII—XVIII веков. Наряду с торгово-развлекательными функциями Пале-Рояль служил парижской резиденцией влиятельных герцогов Орлеанских, именно отсюда руководили своими делами Филипп II Орлеанский и Луи Филипп Жозеф.
Огромный ущерб дворцу нанесли пожары 1828 и 1871 года. Сегодня, кроме двух театров, в дворцовом комплексе Пале-Рояль размещаются Государственный и Конституционный советы, Министерство культуры, несколько отелей, художественных галерей, модных бутиков, ресторанов и кафе. Сразу за дворцом расположены старые корпуса Национальной библиотеки, построенные по проекту Франсуа Мансара для собрания Мазарини, в которых сегодня размещаются Кабинет медалей, хранилища манускриптов и старинных книг.

### Версальский дворец

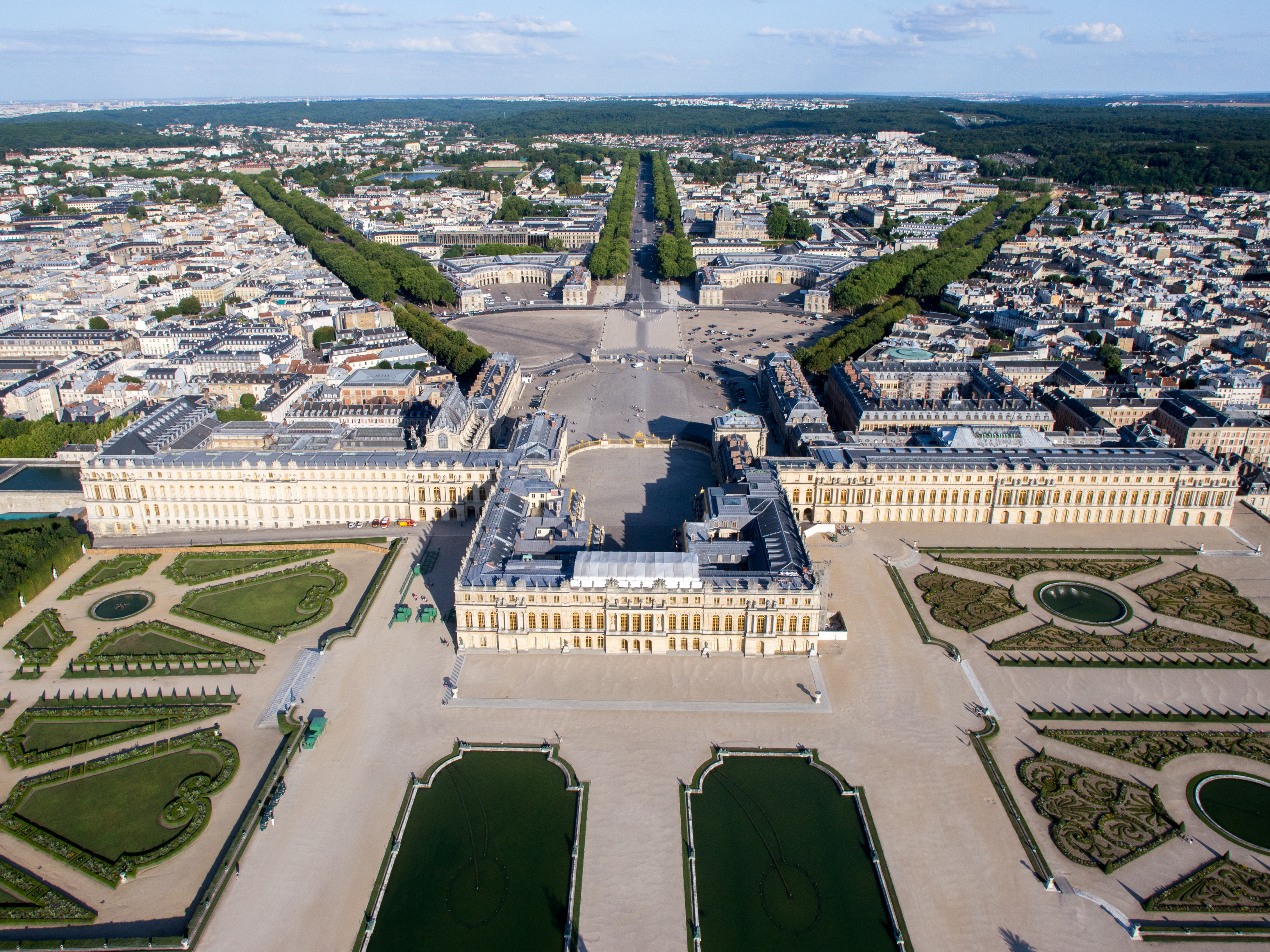
Западный фасад Версаля (со стороны парка)

По своему пространственному размаху, композиционному богатству и разнообразию реализованных идей ведущих зодчих страны Версальский дворцово-парковый ансамбль является ярким архитектурным выражением французского абсолютизма. В 1624 году возле средневековой деревушки Версаль по распоряжению Людовика XIII был построен небольшой охотничий замок. В 1632—1638 годах архитектор Филибер ле Руа кардинально перестроил загородную обитель, полюбившуюся королю. При последующем развитии Версаля этот П-образный в плане дворец из кирпича и камня сохранял значение ядра всей композиции.
Наряду со строительством дворца Андре Ленотр начал разбивку большого парка, используя под свои цели массив естественного леса. В 1668 году по велению Людовика XIV в Версале развернулись масштабные работы по созданию парадной загородной резиденции. Первоначальный дворец авторства ле Руа был сохранён и за счёт пристройки северного и южного крыльев значительно расширен. При первом королевском архитекторе Луи Лево, который развил композицию дворца, крылья охватили только так называемый Мраморный двор. Отделкой интерьеров Версаля занимался декоратор и художник Шарль Лебрен.
В 1670-х годах, после смерти Лево, архитектор Жюль Ардуэн-Мансар вновь расширил дворец. Он пристроил корпуса, сильно выдвинутые во двор и фланкирующие его переднюю часть (этот более обширный двор получил название Королевского). Кроме того, в 1680-х годах Ардуэн-Мансар выстроил новые крылья, отошедшие от первоначального дворца на юг и север, а также Зеркальную галерею, охватившую первоначальное ядро с запада и выступающую в парк. В 1682 году двор Людовика XIV переехал из Лувра в Версаль, который стал постоянной резиденцией монарха (двор состоял из 20 тыс. дворян, из которых 5 тыс. жили непосредственно во дворце, а остальные в окрестных кварталах Версаля; кроме того, дворец обслуживали 14 тыс. человек персонала и королевской гвардии). В 1768—1770 годах в северном крыле дворца архитектор Анж-Жак Габриель построил Королевскую оперу, в 1771—1773 годах он оформил фасады крыльев по сторонам Королевского двора в колонном ордере.

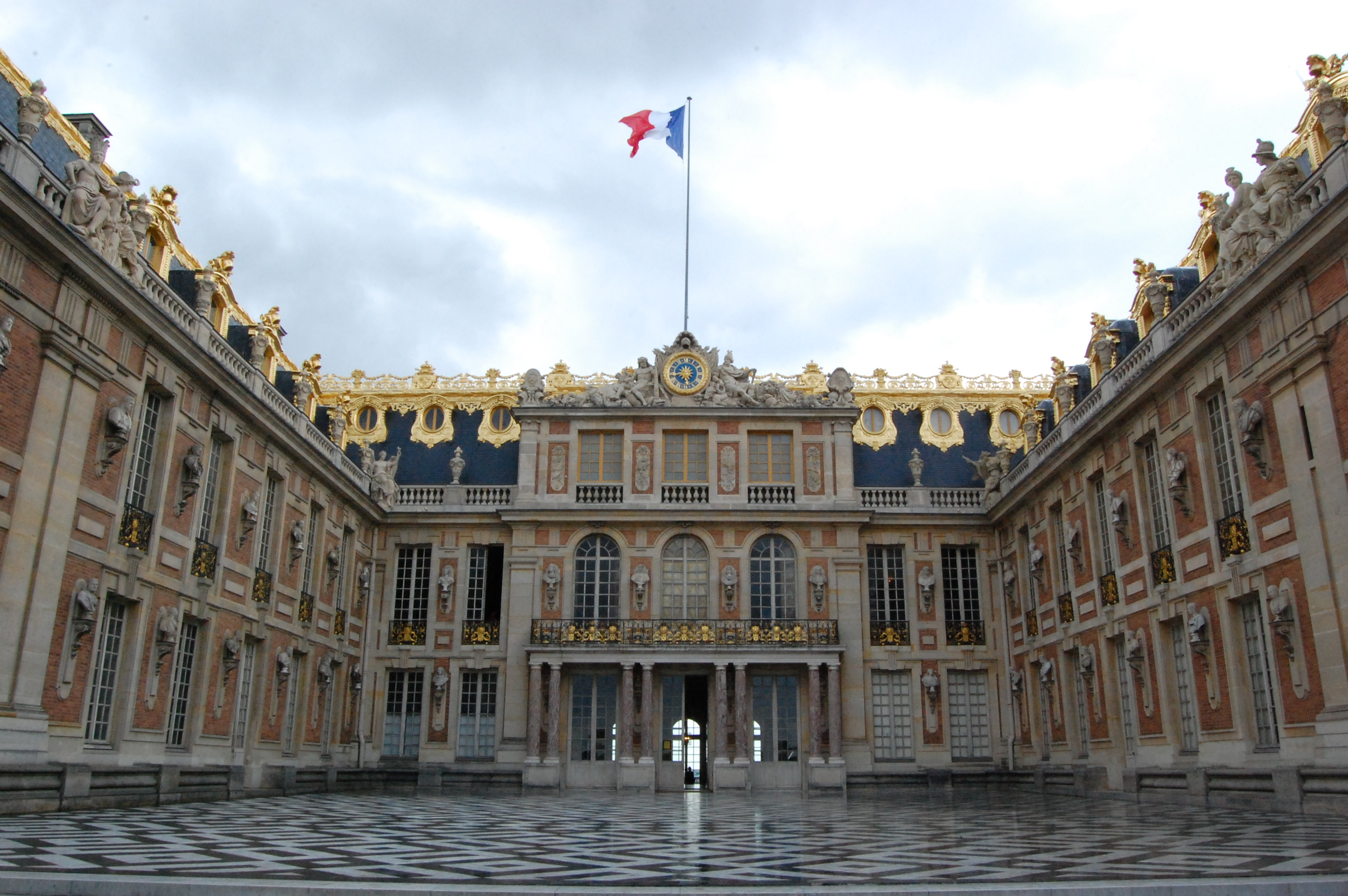
Мраморный двор Версаля

Постепенно вокруг первоначального П-образного дворца образовалась глубинная ступенчатая композиция с Мраморным двором в глубине, Королевским двором за ним и Передним (Почётным) двором впереди. Благодаря сдвинутым от оси корпусам каждый следующий двор оказался шире предыдущего. Со стороны города Передний двор, расположенный между параллельными министерскими корпусами, ограждён красивой чугунной оградой на высоком каменном цоколе. На самой высокой точке главной оси замощенного клинкером Переднего двора, который полого поднимался от ворот ко дворцу, в 1834 году был установлен конный памятник Людовику XIV работы Петио и Картелье (сегодня памятник расположен восточнее, ближе к конюшням).
Крылья и галерея, построенные Мансаром, придали сложной композиции дворца законченный вид. Версаль с его протяжёнными фасадами, несмотря на разное время строительства отдельных фрагментов ансамбля, выделяется своей цельностью. Восточные фасады, фланкирующие Мраморный и Королевский дворы, и западный фасад, который замыкает всю композицию регулярного парка, заметно отличаются друг от друга. Опираясь на традиции итальянской архитектуры эпохи позднего Возрождения и используя большой ордер, Лево и Мансар нашли для фасадов дворца строгий композиционный приём. Со стороны парка колонны и пилястры возвышаются на цокольном этаже, который оформлен в виде непрерывной аркады.

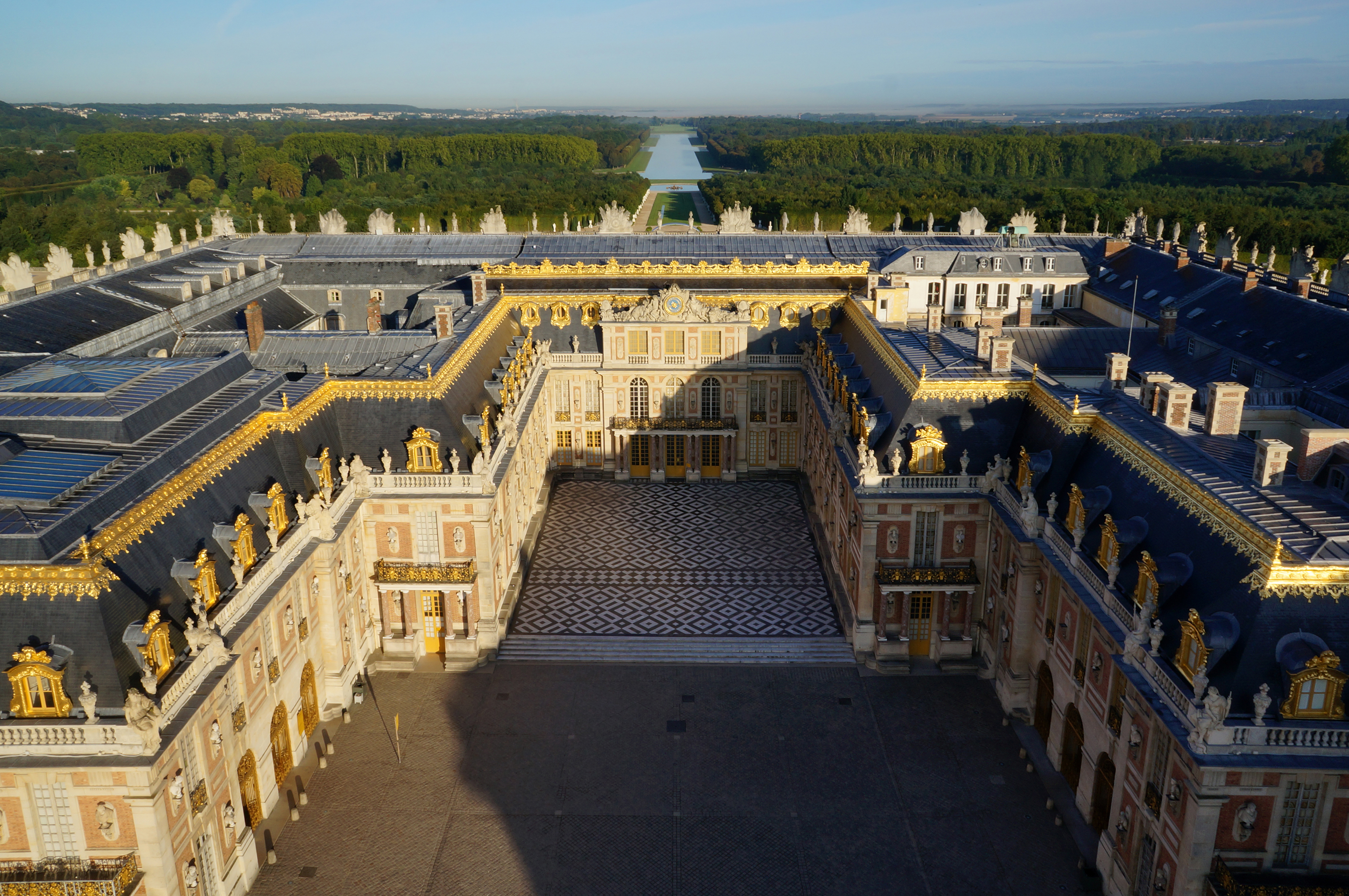
На переднем плане — Королевский двор Версаля. Далее по оси — Мраморный двор и Большой канал

Пилоны аркады западного фасада составлены из горизонтальной рустики. Этот фасад протяжённостью 680 метров расчленён сильно выдвинутым средним ризалитом с Зеркальной галереей и мерно чередующимися, слегка выступающими портиками (они имеют четыре, шесть и восемь колонн). Лево и Мансар нашли специфику в воспроизведении классического ордера, дополнив его венчающими портики декоративными статуями, а также вазами и военными трофеями на парапете аттика. В Версальском дворце нашли отражение поиски зодчими Франции оригинального отечественного ордера, которые велись по инициативе архитектурной академии.
Позже, уже в XVIII веке, в дворцовый комплекс были включены два новых сооружения — Версальская капелла и оперный театр. Угловой фасад придворной часовни, пристроенной к северному крылу, выходит на Передний двор. Он выделяется своеобразным архитектурным обликом с удлинённым объёмом, островерхой шиферной крышей, дугообразными контрфорсами и большими окнами, что отдалённо напоминает готические формы. Капелла была сооружена в первом десятилетии XVIII века (после смерти Жюля Ардуэн-Мансара интерьеры заканчивал Робер де Кот, сменивший тестя на посту первого королевского архитектора). В интерьере капеллы нижняя массивная аркада украшена барельефами с ангелами, второй ярус оформлен коринфскими колоннами, которые поддерживают архитрав, держащий высокие своды потолка (потолок украшен фресками работы Антуана Куапеля).
Объём королевской оперы, построенной по инициативе Людовика XV, замыкает северное крыло с торца и внешне почти не заметен. Роскошная декоративная отделка театрального зала и вестибюля выполнена архитектором Жак-Анжем Габриэлем и скульптором Огюстеном Пажу в характерном стиле. С целью ускорения строительства первый в мире театральный зал овальной формы был оформлен целиком из дерева, расписанного под мрамор. Открылась королевская опера в мае 1770 года произведением композитора Жан-Батиста Люлли в честь бракосочетания дофина с Марией-Антуанеттой. Самым поздним интерьером в Версальском дворце является галерея военных битв с картинами батальных сюжетов. Она была создана на месте старых помещений наследников в 1836 году и оформлена в стиле ампир.
В Версале своего совершенства достигает принцип анфиладной планировки помещений, отвечавший придворному церемониалу и культу личности Короля-Солнце. Парадная анфилада (или Большие покои короля) начиналась у Лестницы послов, созданной в 1679 году Франсуа д’Орбэ по проекту своего учителя Луи Лево. В 1752 году лестница с расходящимися маршами была разобрана по желанию Людовика XV, решившего перепланировать часть внутренних апартаментов. Далее анфилада охватывала всю П-образную центральную часть дворца с парковой стороны. На втором этаже последовательно располагаются семь салонов — Геркулеса, Изобилия, Венеры, Дианы, Марса, Меркурия и Аполлона, в оформлении которых в разные годы принимали участие Робер де Кот, Анж-Жак Габриель, Шарль Лебрен, Франсуа Лемуан, Рене-Антуан Уасс, Жан Жувене, Шарль де Лафосс, братья Гаспар и Бальтазар Марси, Жан Варен. Двери этих богато украшенных залов, смещённые к окнам, пронизывает общая ось.

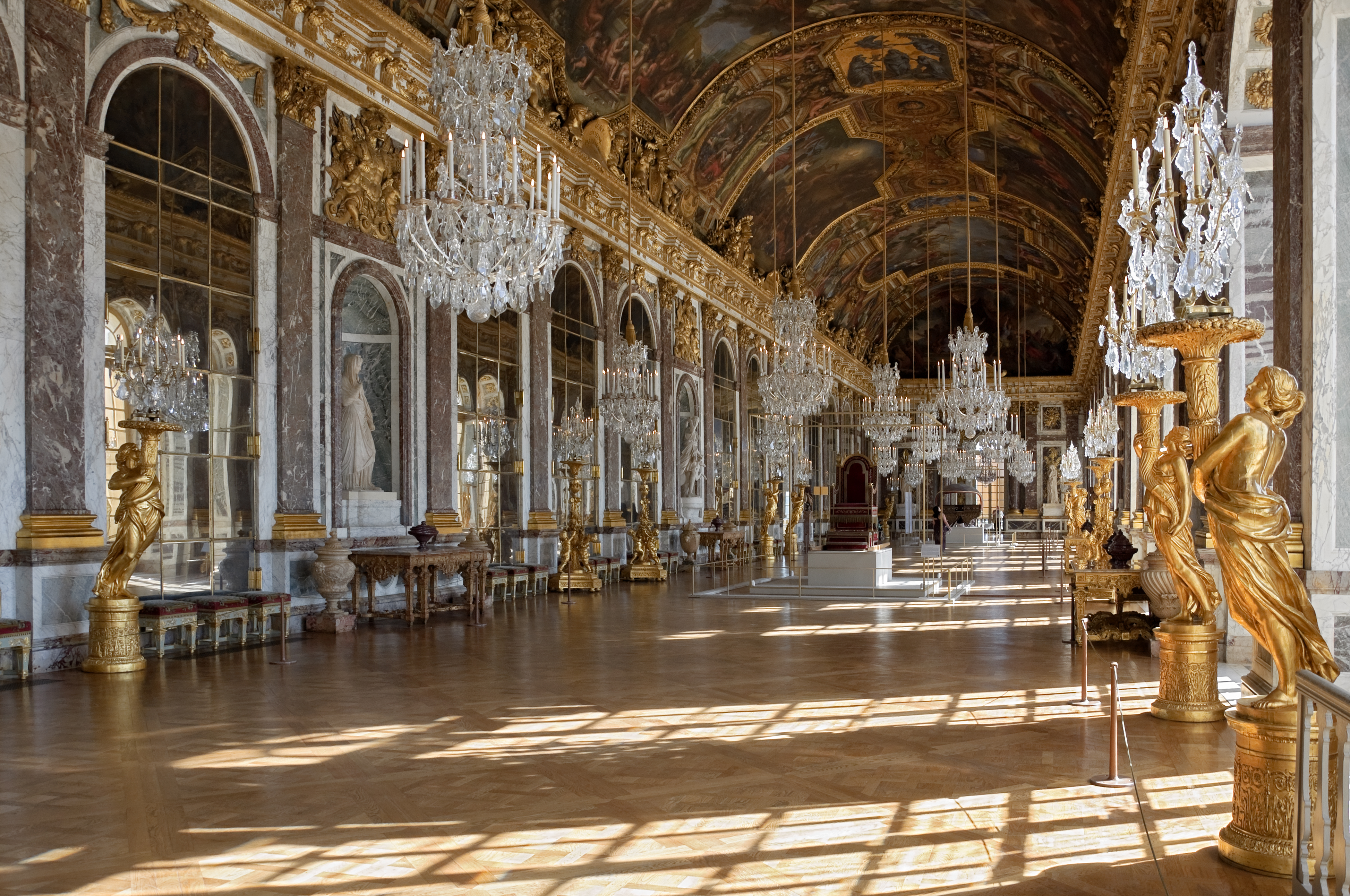
Зеркальная галерея

На углу ризалита, выступающего на западном фасаде, находится кульминационный зал Войны — поворотный акцент всей парадной анфилады. Его сооружение в 1678 году начал Жюль Ардуэн-Мансар, а закончил в 1686 году Шарль Лебрен; доминирующий в интерьере огромный горельеф, изображающий Людовика XIV античным героем, выполнен Антуаном Куазево. Далее следует феерическая Зеркальная галерея длиной 75 метров и шириной 10 метров, прославляющая победы Людовика XIV. Коробовый свод галереи украшен живописными медальонами работы Шарля Лебрена. Мраморная отделка голубоватого цвета подчёркивает строгость и величие парадного зала. Комбинация высоких арочных окон на внутренней продольной стене и таких же по форме и размеру зеркал на противоположной стене создаёт ощущение безграничной ширины зала.
Зеркальная галерея, построенная в 1678—1684 годах (согласно другим данным, в 1689—1699 годах), нередко служила для приёма послов и проведения различных торжеств и балов, здесь в 1919 году был подписан Версальский договор. Она завершается залом Мира, где парадная анфилада вновь под прямым углом меняет направление и переходит на половину королевы. Интерьер зала Мира был создан, в основном, при Людовике XIV (особенно выделяется плафон работы Лебрена), лишь круглую картину над мраморным камином выполнил в 1729 году Франсуа Лемуан. Кроме зала Мира в состав Больших покоев королевы входят четыре других салона — Караульный зал (зал Гвардии), салон Большого столового прибора, Дворянский салон и спальня королевы, в отделке которых также принимал участие Шарль Лебрен. Завершаются покои парадной лестницей королевы, которая ведёт в Королевский двор Версаля.

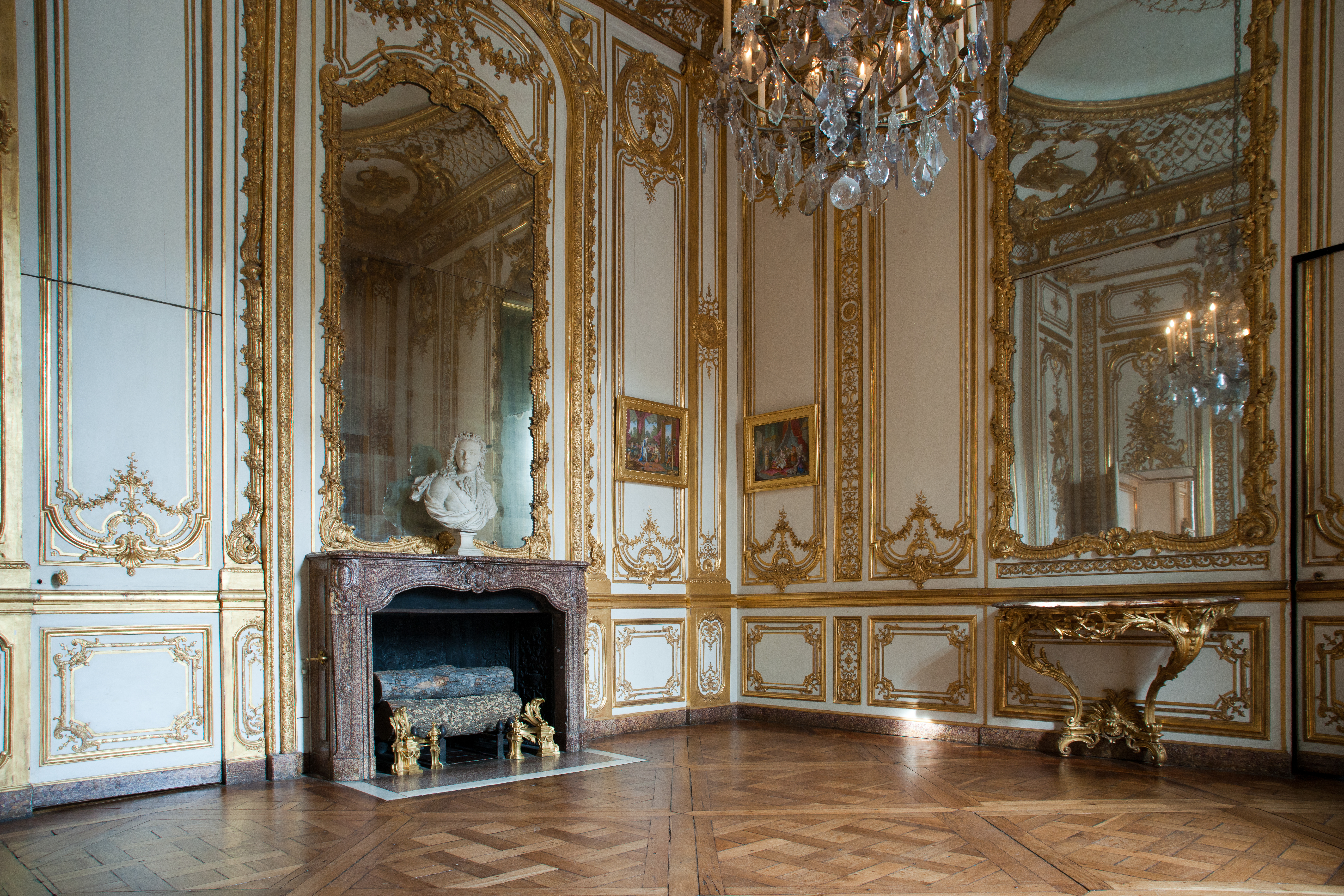
Малые апартаменты Короля

Малая анфилада, известная также как малые королевские апартаменты, окнами выходит на Мраморный двор. Точно на оси симметрии двора находится спальня короля, примыкающая к середине Зеркальной галереи. В отделке залов малой анфилады принимали участие Анж-Жак Габриель и его отец Жак Габриель, а также Пьер Миньяр, расписавший плафоны нескольких салонов.
Версаль, превращённый в резиденцию правительства Людовика XIV, стал олицетворением централизованной монархии, которая покончила с феодальной раздробленностью и завершила объединение страны. Во второй половине XVII века Версальский дворец отразил различные архитектурные стили того времени, главным образом барокко и классицизм. Часть интерьеров дворца, в частности, создававшиеся в XVIII веке для Людовика XV, Людовика XVI, их жён и фавориток, были выполнены в стиле рококо.
Параллельно с королевским дворцом с конца XVII века развивался и город Версаль. Они составили единую пространственную композицию на центральной оси симметрии. Формирование города у восточного фасада дворца началось после того, как Жюль Ардуэн-Мансар разработал для урбанистической планировки трёхлучевую композицию. Все три лучевые магистрали, приведённые в геометрически правильную систему, фокусировались у ворот королевской резиденции, на обширной площади Армии (северный проспект вёл в Сен-Клу, южный — в Со, центральный, проложенный по оси Версальского дворца — в Париж).

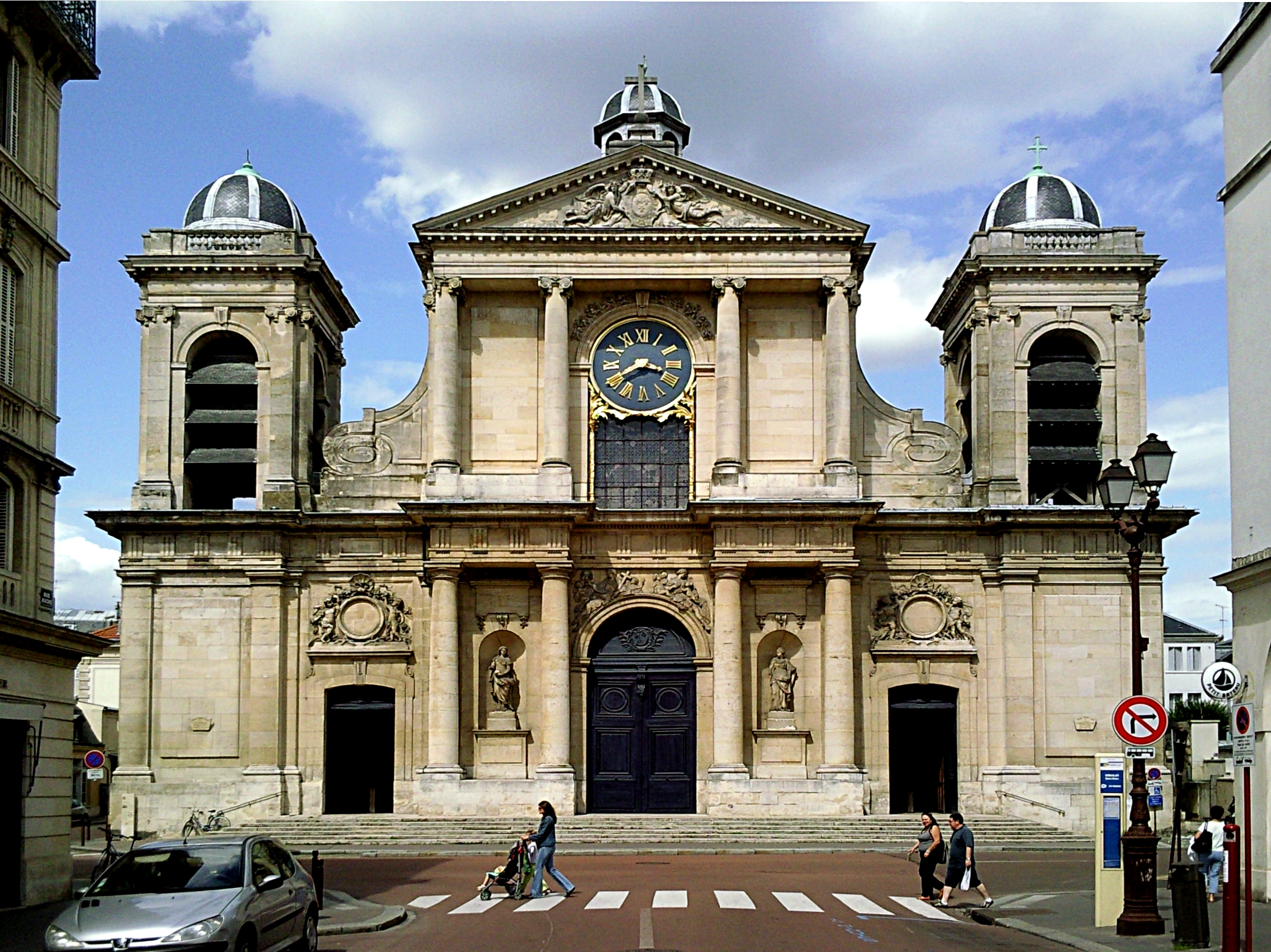
Церковь Нотр-Дам в Версале. Архитектор Жюль Ардуэн-Мансар

Положение лучевых магистралей Версаля Мансар зафиксировал размещением Больших и Малых конюшен, которые были построены между дорогой на Париж и крайними лучами. Симметричные дворы конюшен раскрыты на площадь Армии в сторону дворца. Сегодня в комплексе конюшен располагаются Академия конных искусств и Высшая национальная школа архитектуры Версаля.
Севернее конюшен в 1684—1686 годах по проекту Мансара в стиле классицизма была возведена церковь Богородицы. На первых порах она обслуживала не только местных горожан, но и обитателей возводимого дворца. Общая композиционная ось парка, дворца и города объединяет воедино все три части, которые составляют архитектурно-градостроительное понятие «Версаль».
Версальский дворец является неотъемлемым и органическим компонентом грандиозного садово-паркового ансамбля, который раскинулся на площади почти ста гектаров (в период расцвета площадь парковых и лесных угодий превышала 8 тыс. гектаров, в них можно было попасть через 22 ворот в ограде). Садовод Андре Ленотр, черпавший своё вдохновение в парковом искусстве Италии эпохи барокко, создавал регулярный парк Версаля в тесном сотрудничестве с Жюлем Ардуэн-Мансаром. Именно поэтому все архитектурные творения Мансара, начиная от западного фасада дворца и кончая полукруглой садовой колоннадой, так гармонично дополняют парковый ландшафт, который террасами спускается к Большому каналу в форме креста. Для Версальского парка характерно симметричное расположение всех его элементов: боскетов, газонов, аллей, бассейнов, фонтанов и скульптур.
Наилучшая панорама Версальских садов открывается из окон Зеркальной галереи, особенно из среднего окна, расположенного на главной оси дворца и парка. Вдоль всего западного фасада дворца протянулся просторный партер с широкими газонами и фигурными бассейнами, обрамлёнными низкими гранитными бортами, декоративными статуями и вазами. Особо выделяются лежащие фигуры, которые аллегорически изображают реки Франции: Рону, Луару и Гаронну. Над скульптурами, украшающими бассейны, работали Жан-Батист Тюби, Антуан Куазево, братья Гаспар и Бальтазар Марси, Тома Реньоден, Франсуа Жирардон, Пьер Ле Гро и другие мастера).
Северная часть партера замыкается бассейном и фонтаном Нептуна, южная — оранжереей, для устройства которой Мансар удачно использовал особенности рельефа местности. За партером раскинулся парковый массив вековых деревьев. На центральной оси парка, на нижней террасе, куда с партера ведёт широкая лестница, расположен большой фонтан Латоны. За ним, по той же оси, вглубь парка уходит широкая аллея с ритмичными рядами беломраморных статуй по обеим её сторонам. Аллея замыкается бассейном Аполлона, а ось продолжается Большим каналом. В парке функционируют фонтаны Пирамида, Флоры, Цереры, Сатурна, Бахуса, Дракона, Энкелада и другие.

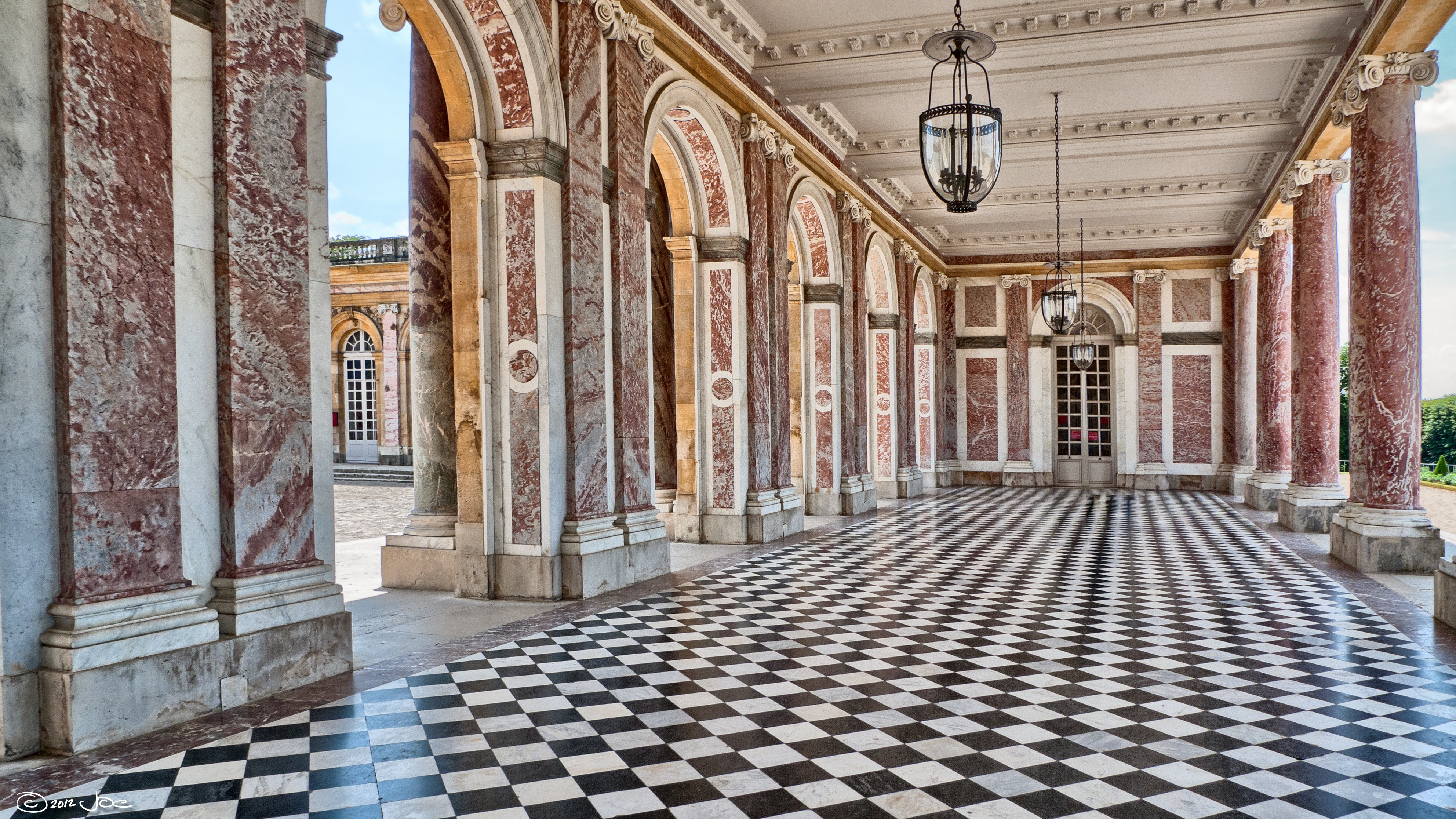
Большой Трианон

Самостоятельный характер в Версале имеют ансамбли Большой Трианон и Малый Трианон, расположенные в северной части парка. В 1687 году Жюль Ардуэн-Мансар начал строительство дворца Большого Трианона, для чего был снесён находившийся тут Фарфоровый Трианон авторства Луи Лево и Франсуа д’Орбэ. Сдержанные фасады дворца облицованы цветным мрамором из Лангедока и Гаскони, два корпуса объединены открытой арочной галереей архитектора Робера де Кота. С видовой площадки Большого Трианона открывается панорамный вид на парк в районе северного луча Большого крестообразного канала.
Часть апартаментов Большого Трианона, предназначенного для интимного отдыха королей и избранных придворных, позже была переделана Анж-Жаком Габриелем для Людовика XV, другая часть — для императора Наполеона I в стиле ампир. С севера к Большому Тианону примыкает ещё одно крыло авторства Мансара — лесной флигель, в котором проживали Елизавета Шарлотта Пфальцская, её сын Филипп II Орлеанский и его жена Франсуаза-Мария де Бурбон. При Шарле де Голле во флигеле была обустроена одна из резиденций президента Франции.

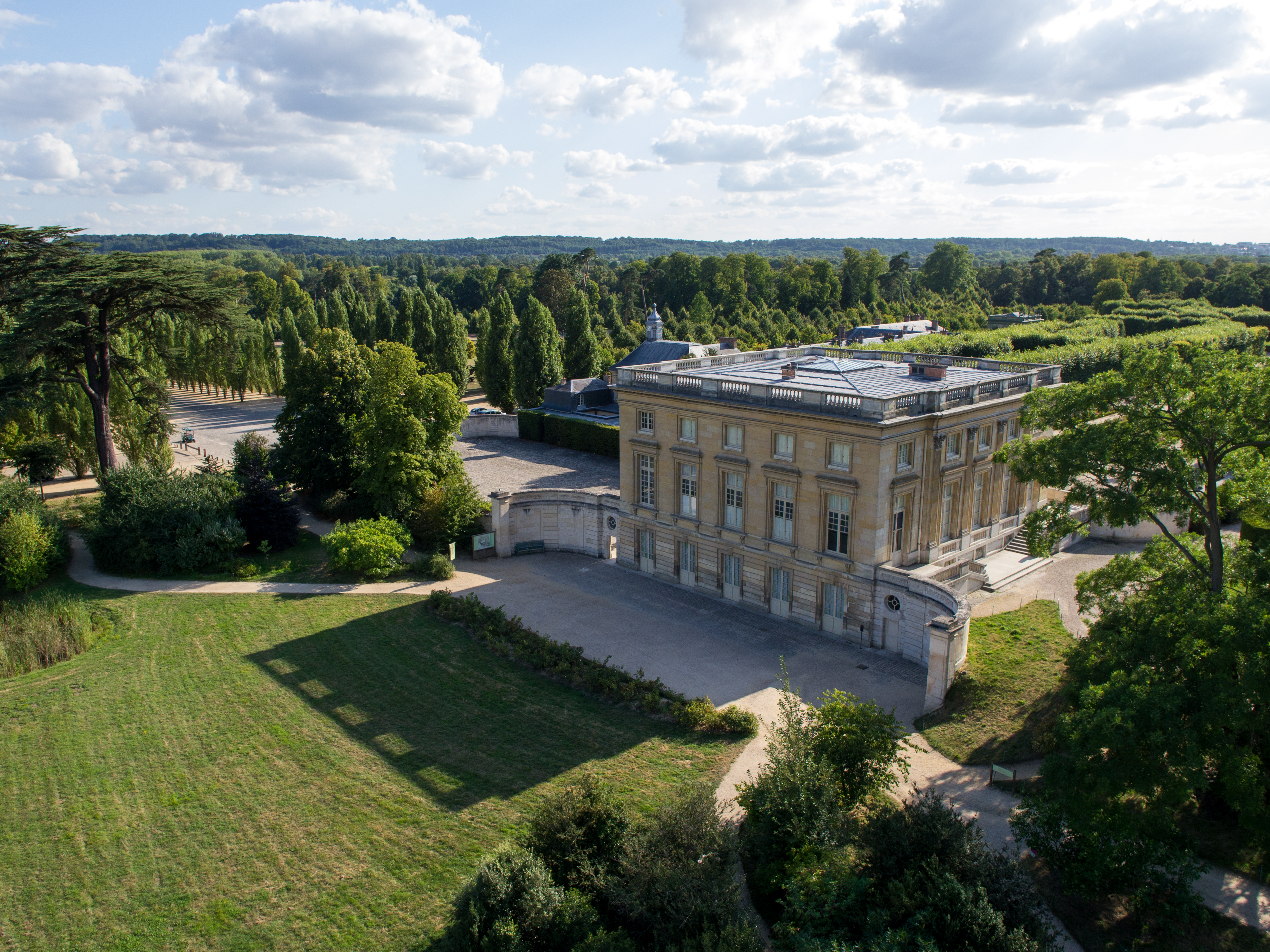
Малый Трианон

Другой жемчужиной Версаля является ансамбль Малого Трианона, выстроенный в 1763—1768 годах по проекту Анж-Жака Габриеля. В экстерьере небольшого двухэтажного дворца ярко выражены особенности французского классицизма, особенно стремление к простоте и лаконичности. Все четыре фасада почти квадратного в плане здания созданы по одинаковой композиционной схеме с акцентом на четырёхопорном портике коринфского ордера, который фланкируют слегка выступающие ризалиты с окнами.
Со стороны сада в Малом Трианоне была устроена терраса, на которую дворец королевской фаворитки Дюбарри раскрывался ордерной лоджией. В Малом Трианоне, который отличался композиционной простотой и классической ясностью пропорций, всё было подчинено требованию интимного уюта Людовика XV. В отделке помещений преобладал стиль рококо, среди мебели будуара встречались произведения Жан-Анри Ризенера. Сады Малого Трианона создал ботаник Клод Ришар, который за основу взял английский парк со свободной пейзажной планировкой. В садовый ландшафт вкраплены мостики через протоки и павильоны, среди которых выделяется Французский павильон (или Октогон), построенный в 1750 году Габриелем в стиле рококо для маркизы де Помпадур.
Расположенный между дворцами Большого и Малого Трианона, позже Французский павильон использовался Габриелем для композиционной связи между этими ансамблями. В 1753 году рядом с Французским павильоном Габриель построил маленький «Свежий павильон», который Людовик XV и маркиза де Помпадур использовали как летнюю столовую.
В 1781 году последний первый королевский архитектор Ришар Мик создал посреди небольшого пруда на возвышенном островке Музыкальный павильон (или Бельведер). Эта элегантная восьмиугольная «бонбоньерка», купол которой расписал Жан-Жак Лагрене, использовалась Марией-Антуанеттой для проведения музыкальных салонов. Также авторству Ришара Мика принадлежат скромный внешне, но пышный внутри театр королевы (1779) и храм Амура, построенный в 1778 году в стиле неоклассицизма. Он расположен на главной оси Малого Трианона, за дворцом, на излучине протоки, и представляет собой открытую круглую колоннаду — реплику античной ротонды.
После того, как Людовик XVI подарил Малый Трианон Марии-Антуанетте, королева, уставшая от суеты Версаля и скучавшая по сельской жизни, велела построить в глубине парка пасторальную «Мельничную деревушку» или «деревню королевы». Созданные в крестьянском духе каркасные молочная ферма, мельница, пекарня, голубятня, сараи, дом охраны, основной дом и будуар Марии-Антуанетты, а также маяк на искусственном пруду для разведения рыбы (башня Мальборо) — самые поздние строения ансамбля Малого Трианона. Архитектором комплекса стал Ришар Мик, использовавший для вдохновения работы художника Юбера Робера. В появлении «Мельничной деревушки», построенной в 1783—1786 годах, отразилось влияние философии Жан-Жака Руссо, который идеализировал патриархальный быт.

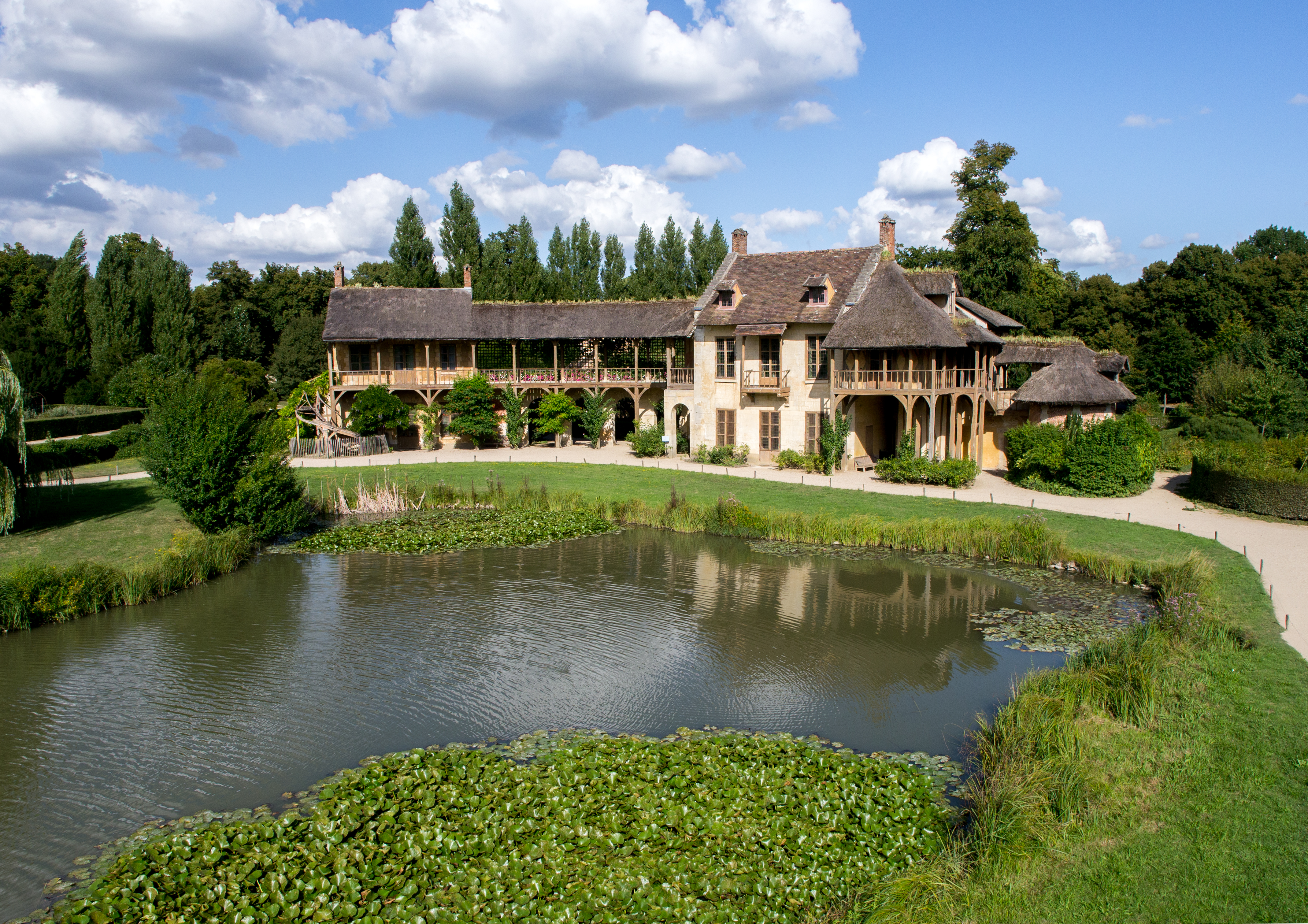
Дом королевы в «Мельничной деревушке»

Великая французская революция не причинила дворцам Версаля существенного ущерба. Поход на Версаль завершился переездом королевской семьи в Париж, а 6 октября 1789 года по требованию народа Версаль потерял статус королевской резиденции. При Наполеоне I и Луи-Филиппе I дворец был реставрирован, с 1837 года Версальский ансамбль стал национальным музеем.
Во время Франко-прусской войны в Версале размещался немецкий генеральный штаб. Именно здесь для пущего унижения французов в январе 1871 года была провозглашена Германская империя во главе с кайзером Вильгельмом I. В 1871—1879 годах Версаль вновь был фактической столицей Франции. Летом 1919 года, теперь уже для унижения немцев, во дворце был подписан Версальский договор, завершивший Первую мировую войну. В годы фашистской оккупации Франции дворец Версаля был превращён в стойбище.
После войны дворцы и парки Версаля были реконструированы на средства, собранные меценатами и простыми французами (Большой Трианон был восстановлен несколько позже, в начале 1960-х годов). Долгое время Версаль служил местом встреч президента Франции с главами других государств, посещавших страну. В 1979 году Версаль в числе первых пяти объектов Франции был включён в список Всемирного наследия ЮНЕСКО.

## Площади, проспекты, мосты и фонтаны

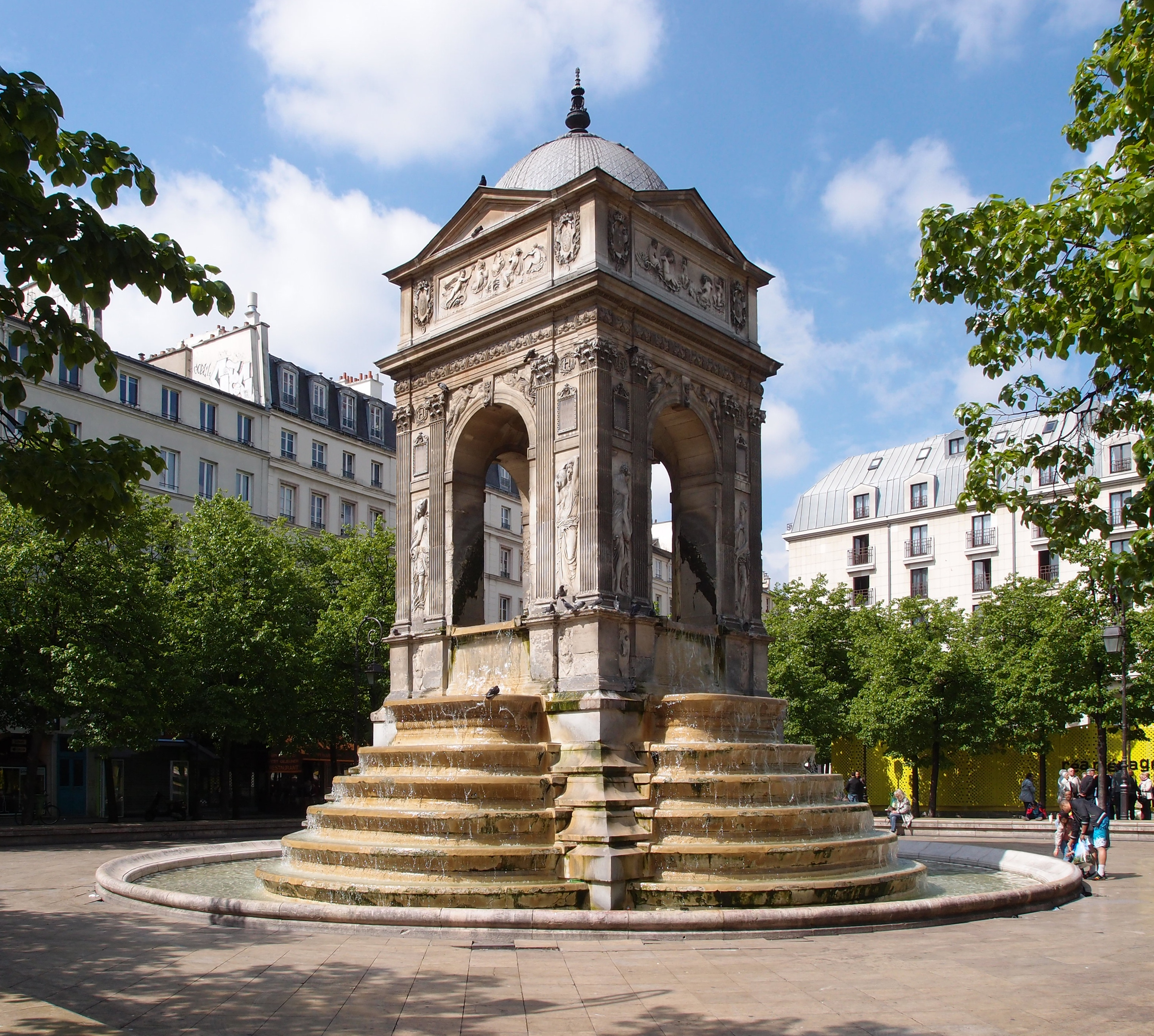
Фонтан невинных

В 1550 году (согласно другим данным — в 1549 году) был построен «Фонтан нимф», сегодня известный как Фонтан невинных. Он принадлежит творческому содружеству архитектора Пьера Леско и скульптора Жана Гужона, которые увековечили в камне маршрут процессии Генриха II, торжественно вступившего в Париж. Изначально павильон фонтана с четырьмя пилонами и куполом примыкал к стене часовни кладбища Невинных. Три открытых фасада были украшены рельефными изображениями нимф, нанесёнными между сдвоенными пилястрами классических пропорций (форма фонтана была заимствована у древнеримских нимфеумов).
В 1785 году фонтан Невинных был перемещён в центр рыночной площади и дополнен постаментом со львами и бассейнами. По аналогии с существовавшими был завершён четвёртый фасад, над которым работал скульптор Огюстен Пажу. В 1824 году оригинальные рельефы Гужона были перенесены в Лувр, в 1858 году был переделан постамент. Сегодня этот старейший из действующих парижских фонтанов, расположенный на небольшой площади у пересечения улиц Сен-Дени и Бержер, является уникальным памятником эпохи Возрождения.
Одним из типичных примеров замкнутых парижских ансамблей («ансамблей в себе») начала XVII века является площадь Вогезов, расположенная в старинном квартале Маре, недалеко от площади Бастилии. В средневековье здесь, у крепостной стены и в садах готического королевского дворца Турнель, проводились рыцарские турниры, позже возле площади разместилась большая шёлковая мануфактура. В 1605 году король Генрих IV разрешил строить по периметру площади перед производственными корпусами симметричные особняки. Они стали одним из самых ранних примеров внедрения в строительство так называемых «образцовых фасадов». Вскоре убыточная мануфактура была снесена, после чего четвёртую сторону площади также застроили однотипными особняками.

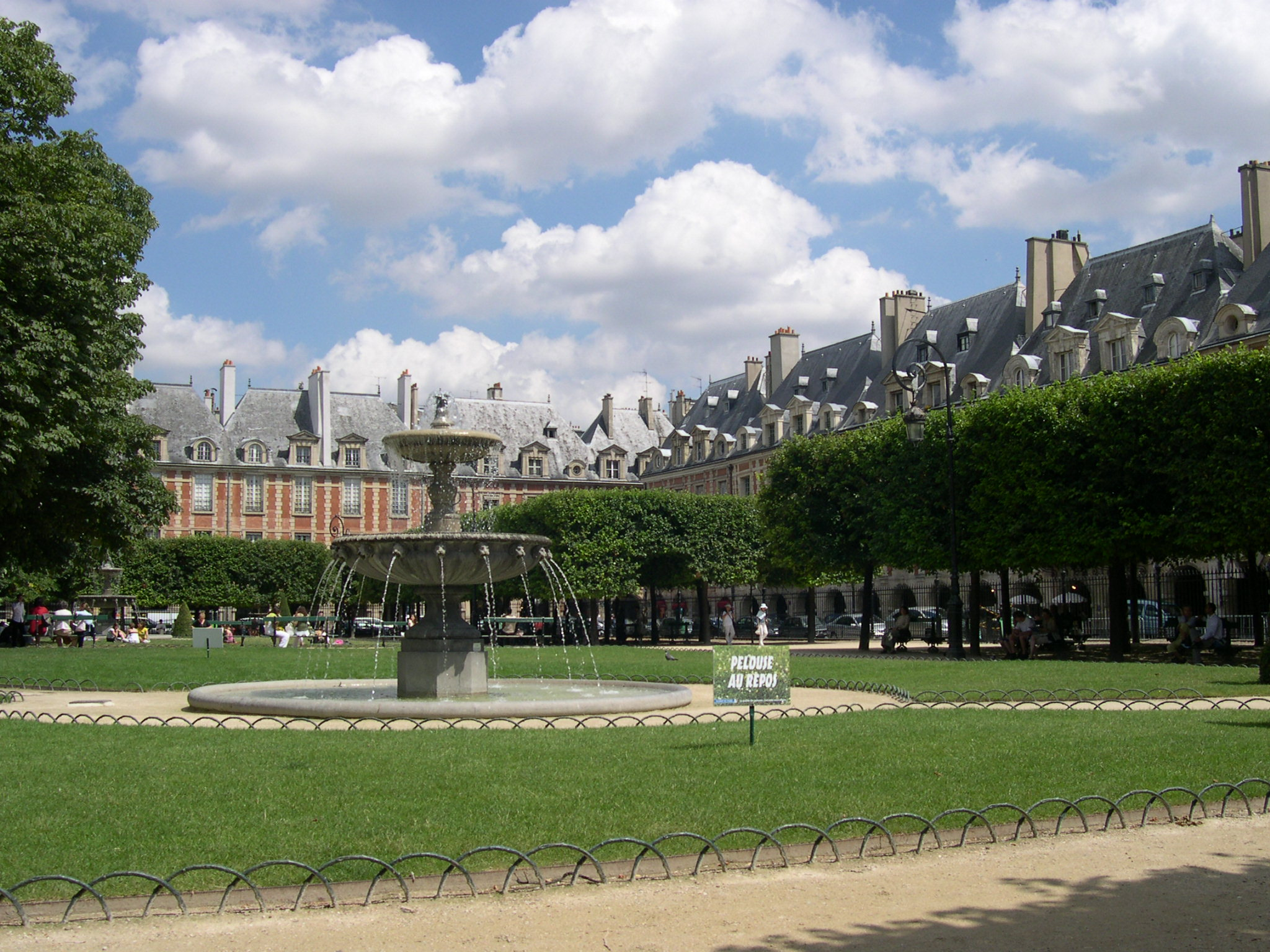
Площадь Вогезов

Квадратную площадь размером 140 на 140 метров охватили жилые трёхэтажные дома (отели) с четырьмя окнами на этаже и мансардными крышами. По периметру площади была создана галерея, которую прерывала лишь улица, проходившая вдоль фасадов северной стороны (ещё в XVI веке здесь находился дворец Турнель). Планировку ансамбля осуществил Клод Шатильон, а архитектура однотипных фасадов принадлежит Тибо Метезо. Простая композиция каждого дома, вплотную примыкающего к соседнему, основана на цветовом сочетании красного кирпича кладки и светло-жёлтого камня, облицовывающего аркаду и подчёркивающего обрамления окон. Крутые крыши зданий пронизаны люкарнами и высокими каминными трубами.
В 1612 году площадь была торжественно открыта и получила название Королевской. В 1625 году в её центре установили позолоченную конную статую Людовика XIII, низвергнутую во время Французской революции (ныне существующий памятник скульптора Франсуа-Жозефа Бозио был установлен в первой трети XIX века). Площадь сразу превратилась в престижный парижский адрес, в своё время здесь жили герцог Сюлли и кардинал Ришельё. В результате благоустройства, проведённого в 1783 году, площадь охватили два ряда деревьев. В 1799 году площадь переименовали в Вогезскую — в честь наиболее патриотического департамента страны, жители которого финансировали революционную армию.

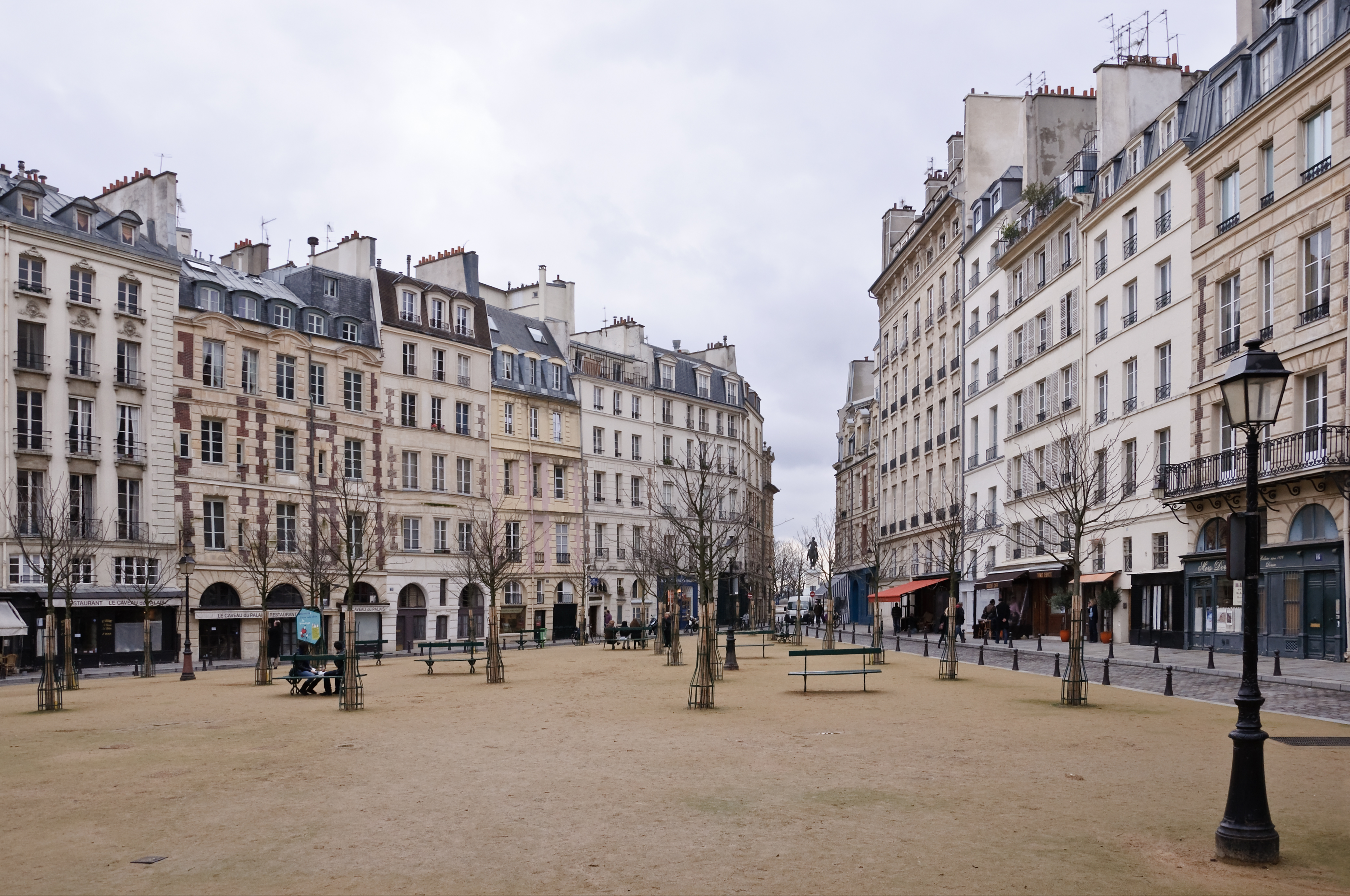
Площадь Дофина

Параллельно с созданием площади Вогезов на острове Ситэ, перед западным фасадом Дворца правосудия, формировался другой уникальный ансамбль — площадь Дофина, названная так в честь наследника французского престола. Треугольная замкнутая площадь, повторяющая очертания оконечности острова, появилась на месте сада в связи с окончанием строительства нового каменного моста через Сену. Работами, которые завершились в 1607 году, руководил первый президент парижского парламента Ашиль де Арле.
Каждый из домов на площади Дофина обращён одним своим фасадом к набережной. Многие здания по своему характеру и применённым материалам напоминают дома на площади Вогезов, однако здесь отсутствуют галереи, которые были заменены на магазины с арочными витринами. В 1874 году, когда Жозеф-Луи Дюк и Оноре Доме перестроили фасад Дворца правосудия и пристроили к нему широкую лестницу, линия домов, составлявшая основание треугольника площади, была нарушена.

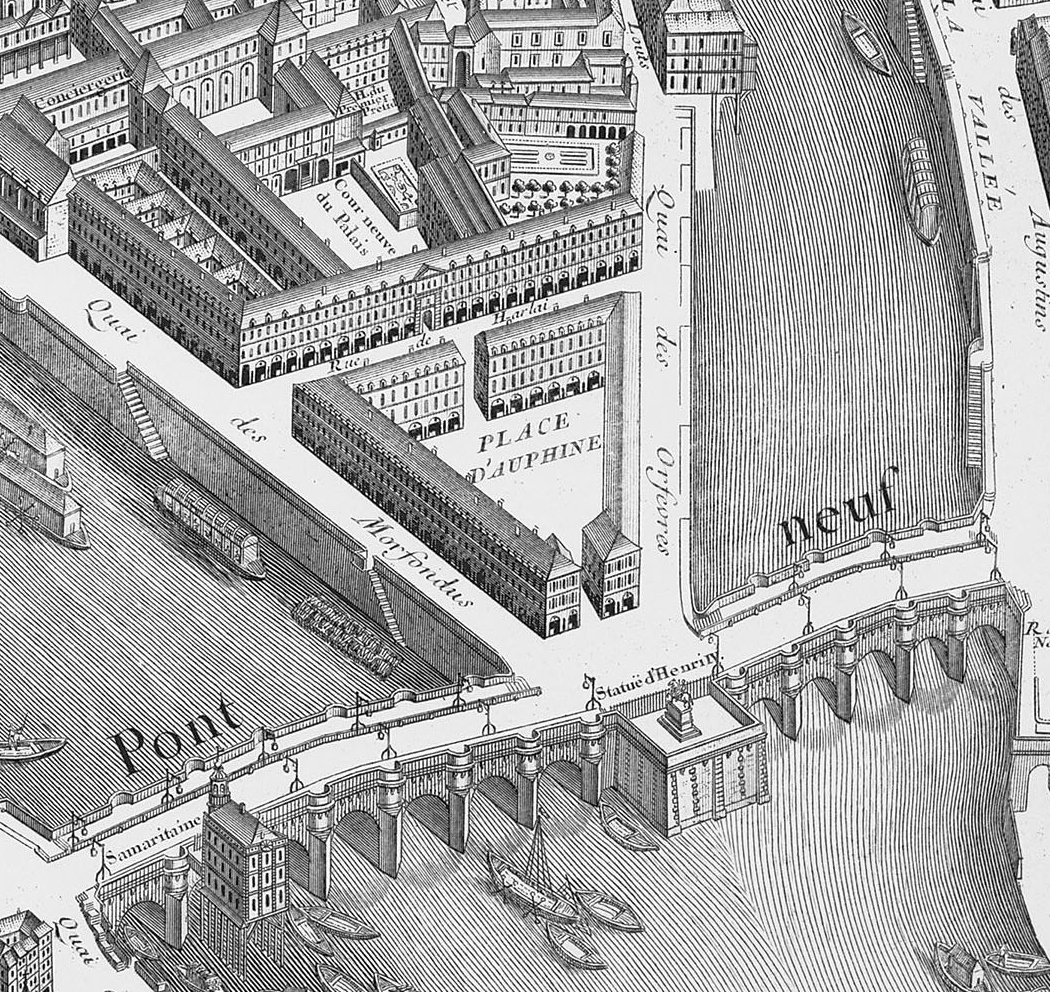
Площадь Дофина и Новый мост на плане Тюрго

Площадь Дофина примыкает к монументальному арочному Новому мосту, также построенному в 1607 году (несмотря на своё название, он является старейшим среди всех парижских мостов, переброшенных через Сену). Построенный по проекту Батиста Андруэ-Дюсерсо, мост перекрывает сразу две водные преграды — основное русло реки и её более узкий рукав. Другой особенностью Пон-Нёф являлось то, что он был первым мостом в Париже без застройки по сторонам от проезжей части, обычной для средневековья. Мост привлекал толпы горожан, которые любовались с него панорамой реки и её берегов.
Также Новый мост отличался своей шириной, которая превышала ширину большинства тогдашних улиц. В единый ансамбль с Новым мостом входит конный памятник королю Генриху IV, расположенный на выступе у западной стрелки Ситэ. Первоначально он был установлен в 1618 году по распоряжению королевы-матери Марии Медичи и примыкал к средней части моста. Заказ по проекту флорентийца Джамболоньи выполнили его ученики Пьетро Такка (автор скульптуры), Пьетро Франкавилла (автор пьедестала) и Франческо Бордони (автор некоторых фигур для постамента). В 1792 году революционеры разбили и сбросили в реку бронзовую статую. Нынешний памятник работы Франсуа-Фредерика Лемо был установлен при Людовике XVIII.
Ярко выраженный замкнутый характер ансамблей эпохи Возрождения (площади Вогезов и Дофина) продолжили два более поздних ансамбля правобережного Парижа — площадь Побед и Вандомская площадь, тесно связанные с именем крупнейшего французского архитектора своего времени Жюля Ардуэн-Мансара. Обе площади были задуманы им для прославления побед и утверждения в масштабе всей столицы непомерно развившегося культа Короля-Солнца.

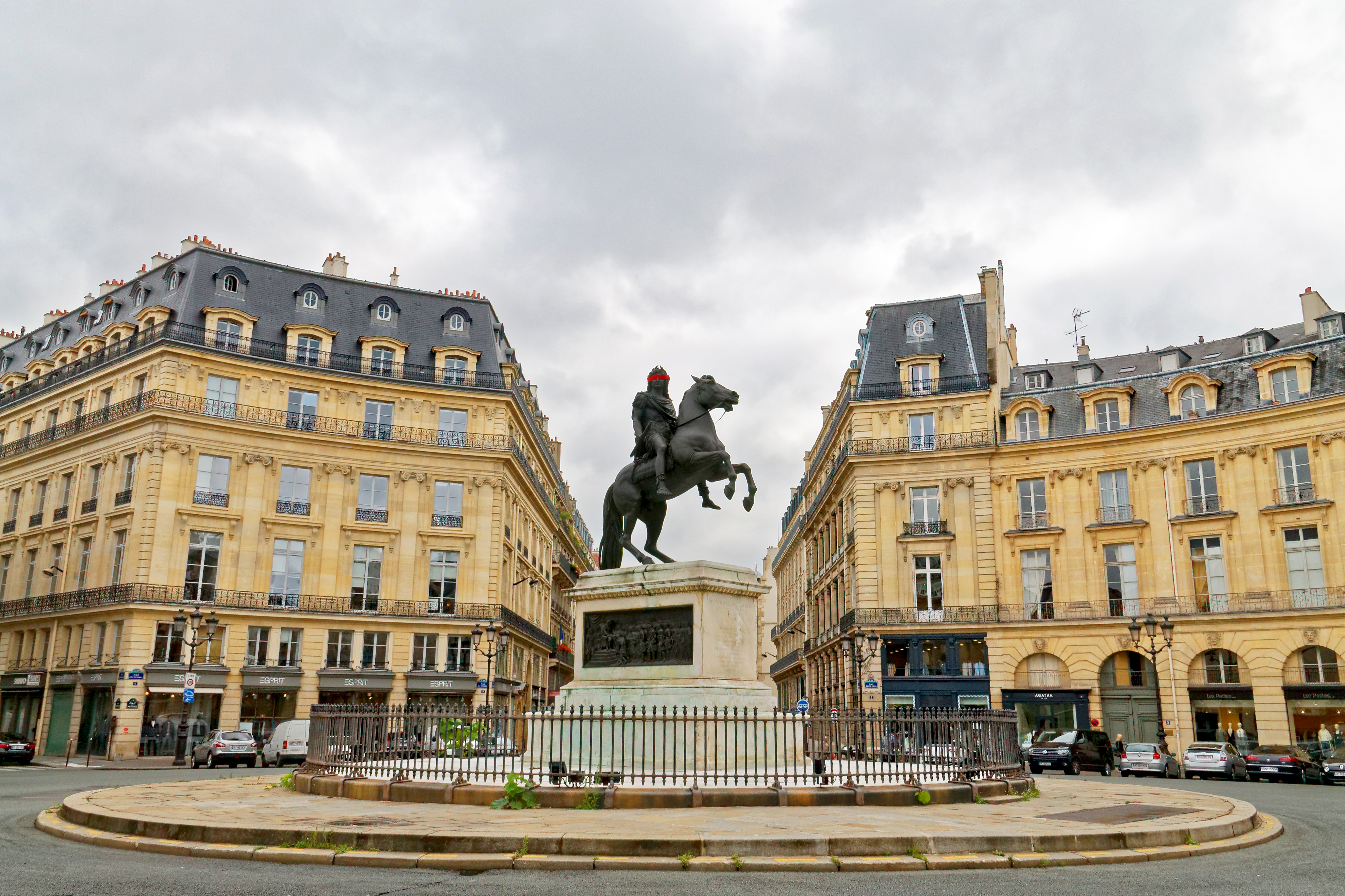
Площадь Побед

В 1686 году недалеко от Пале-Рояль состоялось торжественное открытие круглой площади Побед с конным памятником Людовику XIV в центре (король был изображён в образе победителя в Голландской войне, от чего и пошло название площади). На момент открытия на площади ещё не было домов, а периметр отмечала декорация на холсте с нарисованными фасадами, задуманными зодчим. Мансар придерживался традиции застройки замкнутых площадей единообразными фасадами. Памятник королю был дважды заменён, нынешняя статуя выполнена скульптором Франсуа-Жозефом Бозио в первой трети XIX века.
Последующая застройка площади, превращённой в важный транспортный узел (на неё выходят шесть оживлённых улиц), исказила замысел Мансара с его масштабностью и целостностью фасадов. Первоначальный характер площади Побед включал аркаду понизу, ионические пилястры большого ордера, высокие мансардные крыши с люкарнами и переломами. Сегодня этот характер сохранился лишь на части периметра. Большинство первых этажей особняков XVII века заняты модными магазинами известных марок.
Нечто подобное произошло и с Вандомской площадью, также задуманной Мансаром как «большой зал под открытым небом». После того, как в XIX веке была проложена сквозная магистраль (улицы Кастильоне и Мира, связавшие площадь Оперы с улицей Риволи), замкнутая Вандомская площадь превратилась в транзитную.
В середине XVII века на месте будущей площади находились владения герцога Сезара де Вандома, по имени которого и был позже назван ансамбль. Согласно первоначальному проекту Мансара (1677) площадь должна была быть прямоугольной и примыкать к улице Сент-Оноре. Чтобы обеспечить единообразие, Мансар начал возводить на площади только лицевые фасады, а для строительства самих домов было основано паевое общество с участием королевского двора. Вскоре Мансар слегка изменил изначальный проект, в результате чего площадь приобрела вид немного вытянутого прямоугольника (141 на 126 метров) со срезанными углами.
На осях двух удлинённых непрерывных сторон и на срезанных углах Мансар разместил шести- и четырёхэтажные портики с полуколоннами коринфского ордера и барельефами во фронтонах работы скульптора Пулетье. Большой ордер портиков на аркатуре рустованного цоколя был подхвачен коринфскими пилястрами, которые мерно располагались на всех фасадах ансамбля.
В 1699 году в центре Вандомской площади был установлен монумент Людовику XIV, снесённый во время Французской революции. На его месте в 1810 году в честь победы в Войне третьей коалиции была установлена триумфальная Вандомская колонна высотой 46 метров, которую венчало скульптурное изображение императора Наполеона I.

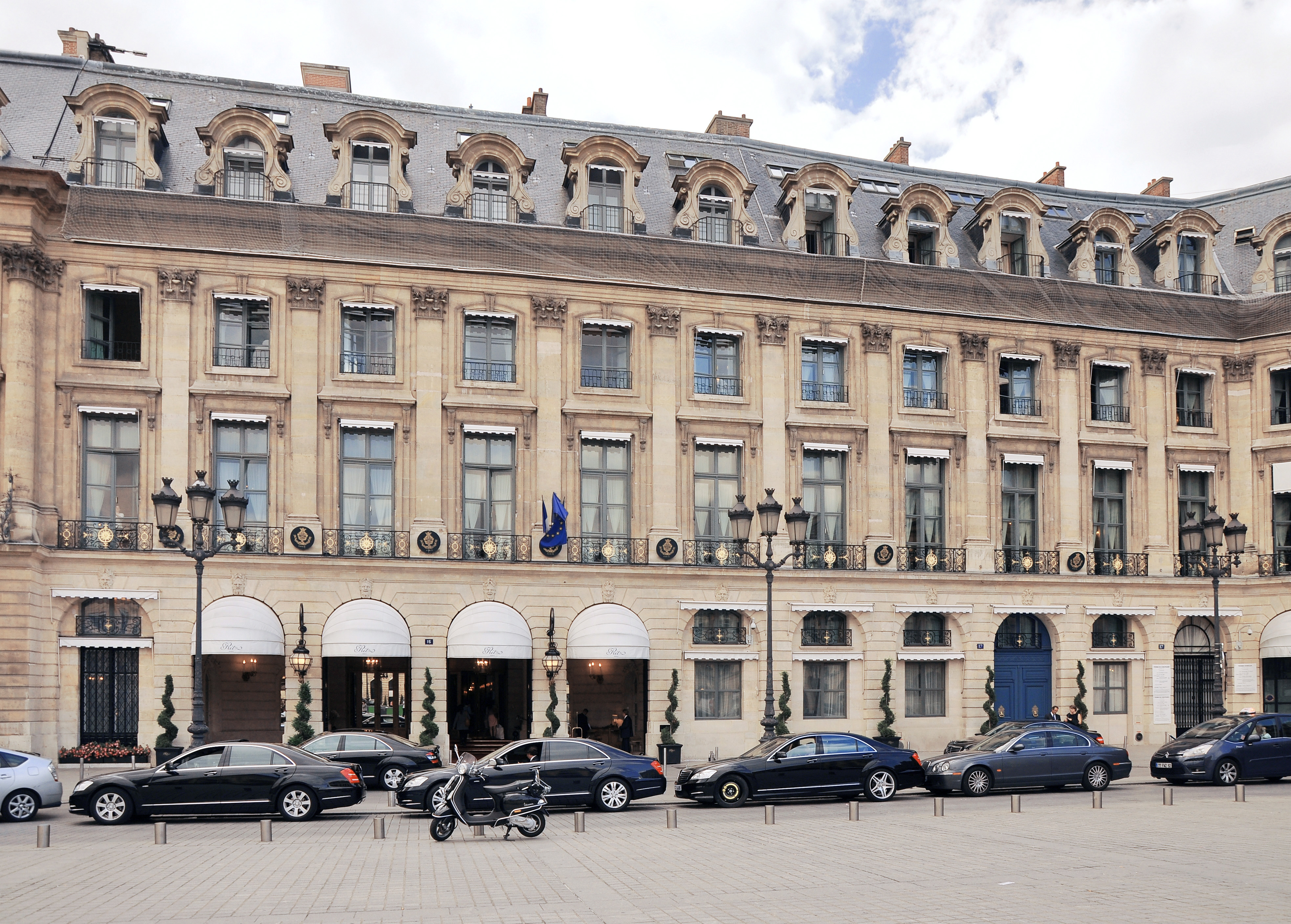
Отель Ritz

Благодаря своей соразмерности, композиционному построению и гармоничным фасадам Вандомская площадь имеет для Парижа важное значение как уникальный образец градостроительного искусства конца XVII века. Здания, выполненные в стиле классицизма разными архитекторами, в большинстве своём были закончены в первой четверти XVIII века. Сегодня площадь знаменита средоточием дорогих ювелирных и часовых магазинов, модных бутиков одежды и аксессуаров. В особняках на западной стороне площади размещаются Министерство юстиции Франции и фешенебельный отель Ritz, открытый в конце XIX века швейцарцем Сезаром Рицем, в особняке на восточной стороне — штаб-квартира ювелирного дома Chaumet.
После того, как проект восточного фасада Лувра авторства Клода Перро получил всеобщее признание, классицизм начал своё победное развитие в Париже. В моду вошёл классический большой ордер, вознесённый на высокий цокольный этаж и объединявший два верхних этажа. Именно эту архитектурную систему с чётким ритмом колонн или пилястров, не обременявшую здания лишними украшениями, и воплотил первый королевский архитектор Жюль Ардуэн-Мансар в оформлении площади Победы и Вандомской площади.

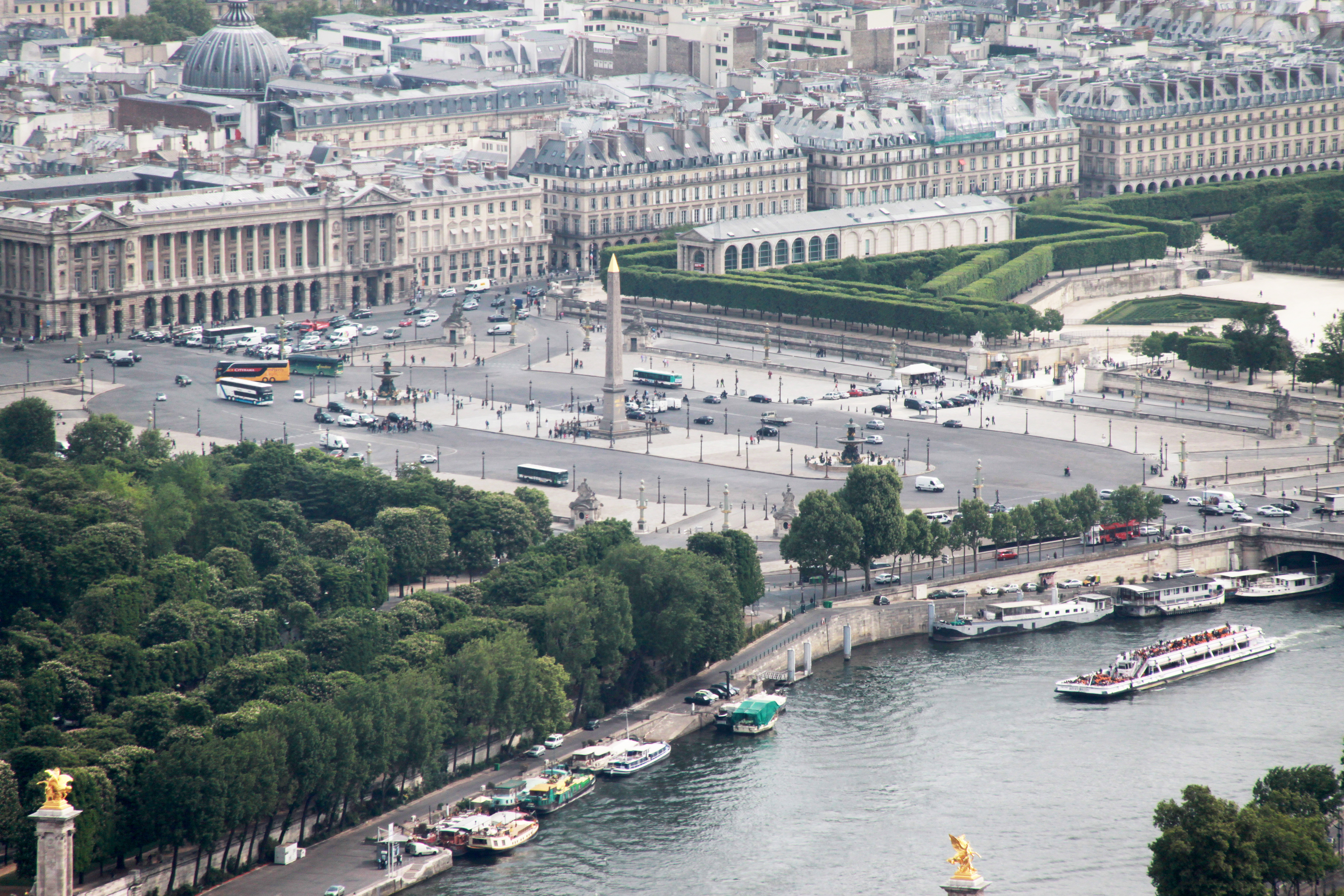
Площадь Согласия. В центре — Луксорский обелиск

Новые градостроительные взгляды, присущие архитекторам XVIII века, были воплощены при создании площади Согласия, которая стала ядром грандиозного парижского ансамбля. Изначальный замысел площади мало чем отличался от подобных ей «королевских площадей» столицы: предполагалось установить монумент Людовику XV для прославления его военных походов и побед.
Сегодня широко раскрытая к Сене площадь расположена на пересечении двух важнейших градоформирующих осей Парижа. Первая ось протяжённостью восемь километров соединяет Лувр через сад Тюильри, Елисейские Поля и Триумфальную арку с Большой аркой Дефанс, а вторая поперечная ось пролегает от церкви Мадлен через мост Согласия до Бурбонского дворца. Таким образом, пространственно площадь Согласия гармонично взаимодействует с окружающим её ландшафтом, а композиционное построение ансамбля складывается из урбанистических элементов, расположенных на значительном удалении друг от друга.
Нынешнее местоположение площади Согласия определилось в результате продолжительных поисков. В 1748 году был объявлен первый конкурс, в котором приняли участие многие видные французские архитекторы. Они предложили много интересных проектов по выбору места, однако каждый из них предполагал снос уже существующих зданий. Особо не вникая в суть этих проектов, Людовик XV указал на свободный участок королевских владений, расположенный у реки между Елисейскими Полями и садом Тюильри. В начале 1753 года был объявлен второй конкурс, уже на проект самой площади именно на этом месте. Были представлены 19 проектов, в том числе членов Королевской академии архитектуры. Ни одно из решений не удовлетворило Людовика XV, и тогда он поручил работу Анж-Жаку Габриелю.

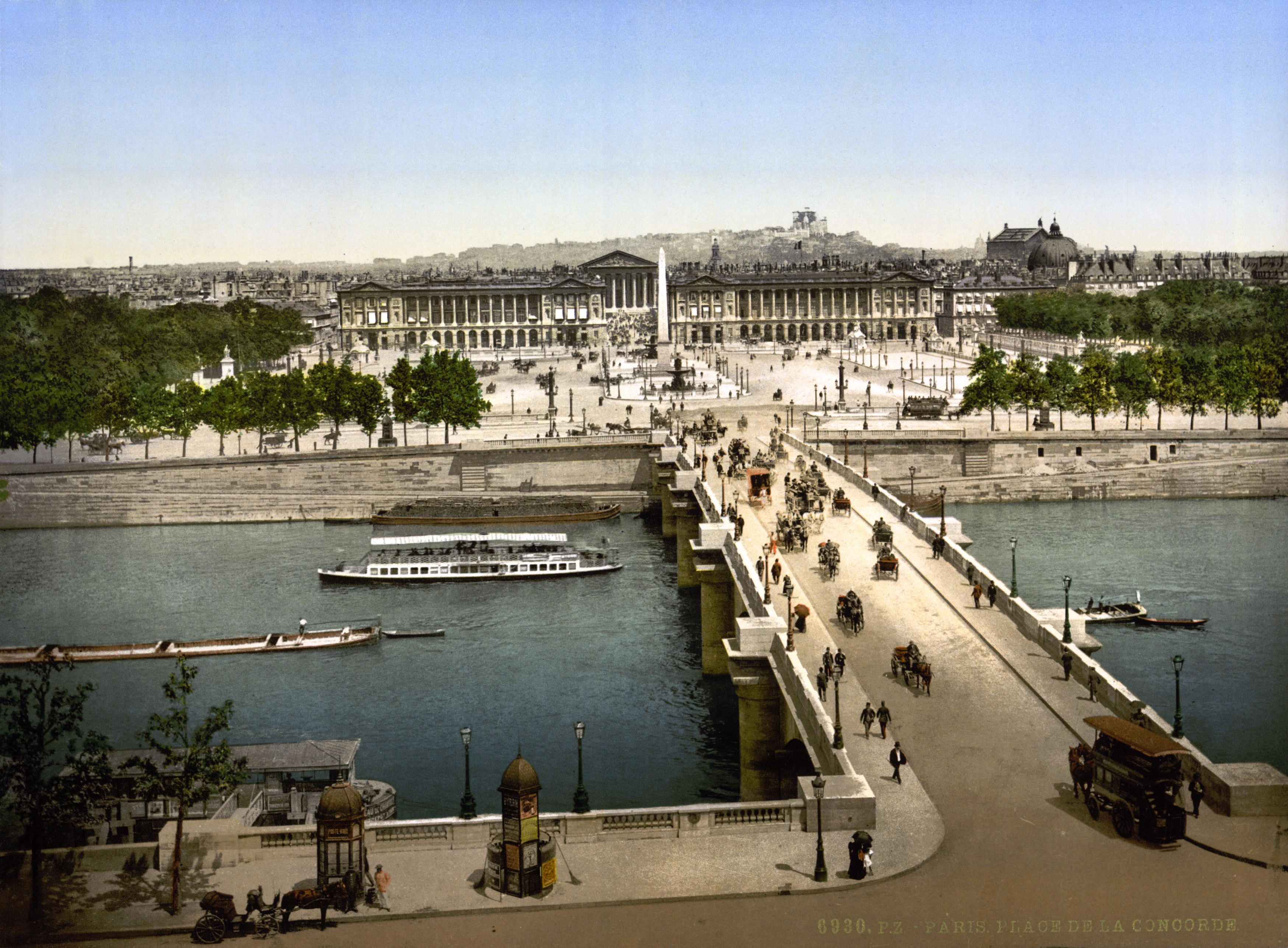
Мост Согласия. Начало XX века

Площадь по проекту Габриеля имела форму вытянутого восьмиугольника, однако эта форма определялась не фасадами зданий, а линией рвов, ограждённых высокими балюстрадами, и постовыми будками, которые закрепляли вершины многоугольника. Таким образом, композиционно площадь была решена при помощи малых архитектурных форм, служивших обрамлением монументу короля.
С запада и востока границами площади Согласия служили зелёные насаждения Елисейских полей и сада Тюильри соответственно, с севера — симметричные особняки авторства Габриеля. У входа в сад Тюильри расположены две конные статуи Меркурия и Славы работы Антуана Куазево, а у начала Елисейских полей — изображающие укрощение коней скульптурные группы работы Гийома Кусту.
В 1787—1791 годах по проекту инженера Жан-Родольфа Перроне, основавшего Национальную школу мостов и дорог, был построен арочный мост, соединивший площадь Согласия с левым берегом Сены. В 1792 году монумент Людовику XV был демонтирован, после чего площадь и новый мост были названы именем Революции (вскоре на площади был возведён эшафот для казни Людовика XVI и Марии-Антуанетты). В конце XVIII века в знак окончания эпохи террора и примирения сословий площадь и мост были переименованы в Согласие.
Постройка моста и дальнейшая прокладка сквозной улицы Риволи изменили функциональное значение площади Согласия, которая превратилась в оживлённый транспортный узел. В 1836 году облик площади претерпел значительные изменения: в её центре был установлен Луксорский обелиск, доставленный из Египта (перевозкой и установкой монумента руководил инженер Аполлинер Леба). На каменные караульные будки архитектор Жак Гитторф установил фигуры, которые олицетворяют крупнейшие города Франции. Тогда же на главной оси площади Согласия Гитторф создал фонтаны и установил ростральные колонны с фонарями. После того, как в 1852 году были засыпаны рвы, площадь приобрела современный вид. Сегодня она гармонично связана с почти двухкилометровыми Елисейскими полями, лежащими на оси Лувр — Дефанс.

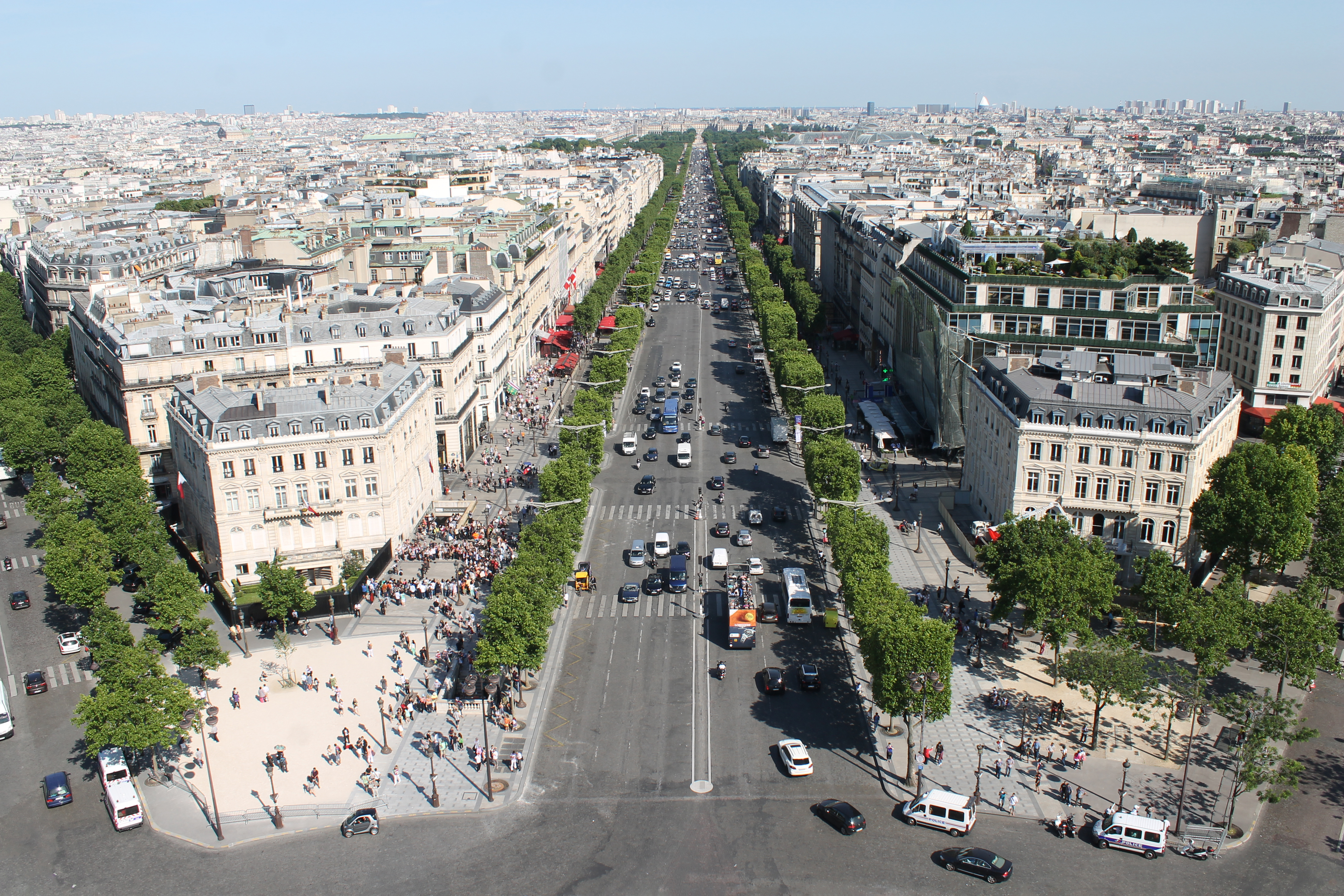
Вид на Елисейские поля с Триумфальной арки

Начало создания самого широкого бульвара Парижа пришлось на первые десятилетия XVII века, когда по велению Марии Медичи была построена дорога, ставшая продолжением главной оси сада Тюильри в северо-западном направлении. Одновременно была благоустроена аллея вдоль северного берега Сены. Таким образом, направление самой знаменитой парижской магистрали уже было определено, но популярной аллеей для променада она стала только в 1670-е годы, когда по проекту придворного садовода Андре Ленотра по сторонам расширенной дороги высадили вязы (Людовик XIV хотел придать Елисейским полям парадный вид, так как они являлись участком королевского пути, связывавшего важнейшие резиденции — Тюильри и Версаль).
Постепенно Елисейские поля, оборудованные уличным освещением, превратились в любимое место досуга парижан — здесь устраивались петушиные бои, фейерверки и ярмарки. В связи с застройкой фобура Сен-Оноре, расположенного к северу от Елисейских полей, вдоль проспекта появились первые особняки парижской знати, однако к началу XIX века их насчитывалось не более шести. Одним из самых заметных особняков, примыкавших к Елисейским полям, являлся дворец графа Луи-Анри де Латур д’Овернь, построенный архитектором Арман-Клодом Молле (позже Елисейский дворец служил резиденцией фаворитки короля маркизы де Помпадур).
В первой трети XVIII века герцог д’Антен завершил обустройство Елисейских полей от нынешних площади Рон-Пуан до Триумфальной арки. Во второй половине XVIII века стараниями Анж-Жака Габриеля между Елисейским дворцом и северной оконечностью площади Согласия появился квартал дипломатических особняков, сегодня известный как «Посольское каре» (здесь расположены посольства США и Великобритании, а также особняк семьи Ротшильдов). Современный облик Елисейские поля приобрели во второй половине XIX века в ходе османизации Парижа. Бульвар завершился на холме Шайо площадью Звезды, первоначальная планировка которой относится к концу XVIII века.

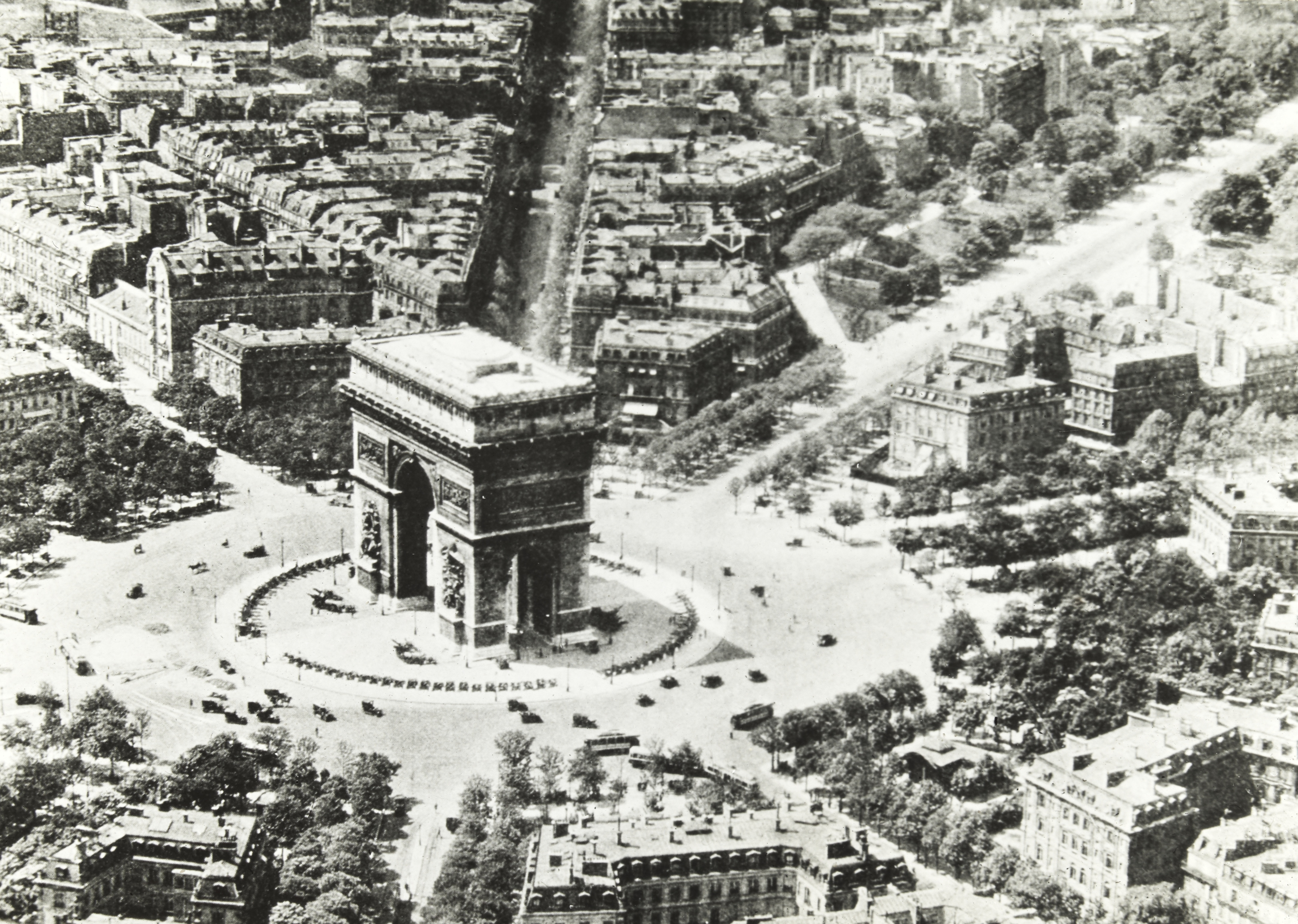
Площадь Звезды. Начало XX века

Изначально Андре Ленотр проложил сквозь лес прогулочную дорогу к вершине холма Шайо, тем самым продлив Елисейские поля и раскрыв далёкую перспективу от сада Тюильри (дорога вела в удалённый от Парижа посёлок Нёйи-сюр-Сен). В то время от дворца Тюильри по северному берегу Сены шла улица Кур-ля-Рен, являвшаяся началом тракта на Версаль. Чтобы симметрично ответить лучу Кур-ля-Рен, Ленотр планировал проложить улицу, которая бы вела в предместье Сен-Оноре. Таким образом, ось, по которой пролегали Елисейские поля, становилась бы почти идеальной биссектрисой обеих авеню, расходящихся от Тюильри.
Уже в XVIII веке была реализована идея создания перекрёстка на вершине холма Шайо. По плану Анж-Жака Габриеля этот перекрёсток, ставший прообразом будущей площади Звезды, должен был быть образован восемью дорогами, расходящимися от центра лучами. Кроме того, проект Габриеля предусматривал установку на площади обелиска, который был бы виден с площади Согласия.
После строительства «стены генеральных откупщиков» на площади Звезды была создана таможенная застава Нёйи авторства Клод-Николы Леду, два павильона которой разобрали лишь в 1868 году. К началу строительства архитекторами Шальгреном и Раймоном Триумфальной арки, кроме заставы, на площади не было никаких других строений. В 1860-х годах архитекторы Гитторф и Флёри провели реконструкцию площади, в ходе которой выстроенные 12 особняков закрепили подходящие к центру лучи улиц.

## Храмы и монастыри

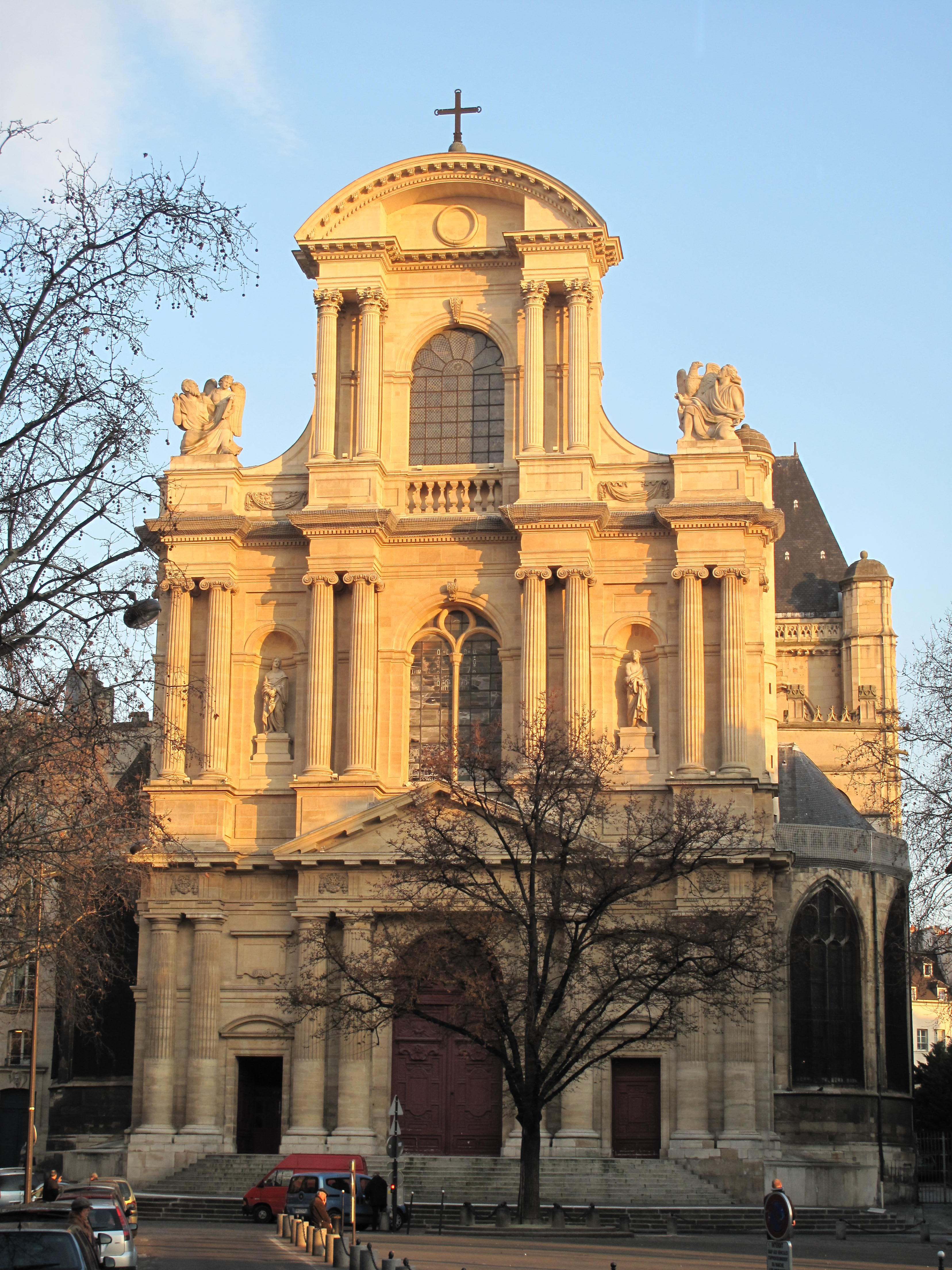
Фасад церкви Сен-Жерве. Архитектор Саломон де Бросс

К эпохе Возрождения относятся боковой портал и витражная роза готического храма Сен-Жермен-л’Осеруа, расположенного напротив восточного фасада Лувра. В 1544 году Жан Гужон украсил церковь несколькими рельефами, которые сегодня хранятся в собрании Лувра. Являясь приходской церковью королевского двора при династии Валуа, Сен-Жермен-л’Осеруа стала своеобразным пантеоном художников, скульпторов и архитекторов. В частности, здесь захоронены крупнейшие зодчие эпохи абсолютизма — Луи Лево (1670), Жюль Ардуэн-Мансар (1708), Робер де Кот (1735), Жак-Жермен Суффло (1780) и Анж-Жак Габриель (1782), художник и декоратор Франсуа Буше (1770), скульпторы Антуан Куазево (1720), Никола Кусту (1733) и Гийом Кусту (1746).
В XVII веке было перестроено романское аббатство Сен-Жермен-де-Пре, однако башня колокольни и алтарная часть сохранили архитектурные черты раннего средневековья. В этот же период Саломон де Бросс создал фасад готической церкви Сен-Жерве в стиле классицизма. К 1640 году было завершено строительство готической церкви Сент-Эсташ, орнаменты которой выполнены уже в стиле ренессанса (с 1532 года работами по возведению храма последовательно руководили Боккадор, Николя Лемерсье и Шарль Давид).
Стиль барокко прослеживался в архитектуре Парижа на протяжении почти всего XVII века в таких градоформирующих сооружениях как церковь Сорбонны, церковь Валь-де-Грас и храм в ансамбле Дома инвалидов. Среди купольных зданий столицы выделяются храмы Сен-Жозеф-де-Карм (1620) и Сен-Поль-Сен-Луи (1641) — первые сооружения с ярко выраженными чертами римского барокко.
Церковь Сен-Жозеф-де-Карм была построена возле Люксембургского сада по заказу Марии Медичи для ордена босых кармелитов и освящена в 1625 году (принять нищенствующий орден в Париже Марию Медичи попросил лично папа Павел V). Главный алтарь храма был изготовлен по заказу главы счётной палаты Пьера Сегье, чья мать была кармелиткой, некоторые из скульптур изготовил Франсуа Ангье, а интерьер купола в 1640-х годах расписал Вальтер Дамери.
Церковь Сен-Поль-Сен-Луи, расположенная недалеко от площади Вогезов, построена по типу римского иезуитского храма Иль-Джезу, который был принят за образец для всех иезуитских храмов Европы. Заказчиком строительства выступил Людовик XIII и изначально церковь была посвящена Святому Луи (позже она объединилась с соседним приходом Святого Павла, разрушенным во время революции). Первый камень в основание храма в 1627 году заложил кардинал Ришельё, он же после завершения строительства отслужил в церкви первую мессу. Для Сен-Поль-Сен-Луи характерен план в форме латинского креста с трансептом и двухъярусным высоким фасадом, который играет роль скорее декоративной стены, чем оформления западного окончания храма. Согласно иезуитской традиции в архитектуре церкви широко используется синтез скульптуры и живописи.
В архитектуре церкви Сорбонны (она же капелла Святой Урсулы Сорбоннской) также присутствует влияние Иль-Джезу, однако общая композиция и двухъярусный главный фасад не являются буквальной копией итальянского оригинала. Купол церкви Сорбонны следует сразу за порталом главного фасада, благодаря чему он влияет на построение компактного по своему очертанию силуэта. Церковь, построенная в 1642 году архитектором Жаком Лемерсье в Латинском квартале, после смерти Ришельё стала местом погребения кардинала. Среди храмов в стиле барокко также выделяется просторная церковь Сен-Рош, строительство которой велось с 1653 по 1722 год по первоначальному проекту Жака Лемерсье (часовню заканчивали архитекторы Жюль Ардуэн-Мансар и Пьер Бюлле, башню справа от хора — Робер де Кот).
И церковь Сен-Поль-Сен-Луи, и церковь Сорбонны оказали решающее влияние на остальные купольные здания, созданные в дальнейшем в стиле барокко. В первую очередь это влияние заметно на капелле коллежа Четырёх Наций, который сегодня занимает Институт Франции. Инициатором строительства учебного заведения являлся кардинал Мазарини, завещавший коллежу крупную сумму денег и свою обширную библиотеку. Проект здания, построенного в 1663—1688 годах, по поручению Жан-Батиста Кольбера разработал архитектор Луи Лево. В период средневековья на этом прибрежном участке крепостные стены завершались Нельской башней. На оси нового комплекса со стороны реки Лево спроектировал однокупольную капеллу (здесь по примеру Ришельё, захороненного в капелле Сорбонны, и был погребён Мазарини).
Капелла с крыльями коллежа вдоль набережной Конти являлась самой интересной частью ансамбля, в котором сдержанно проявились черты стиля барокко, нашедшие выражение в дугообразной композиции фасадов. Купол, расчленённый наружными рёбрами, вознесён на высоком тамбуре. Вместе со строгим портиком он подчёркивает ось симметричной композиции, которая формирует застройку набережной. В 1689 году в восточном крыле коллежа открылась библиотека Мазарини, в которой собраны уникальные экземпляры, в том числе «парижская Библия Гутенберга». После реставрации в 1960-х годах бывшая капелла служит актовым залом Французской академии.

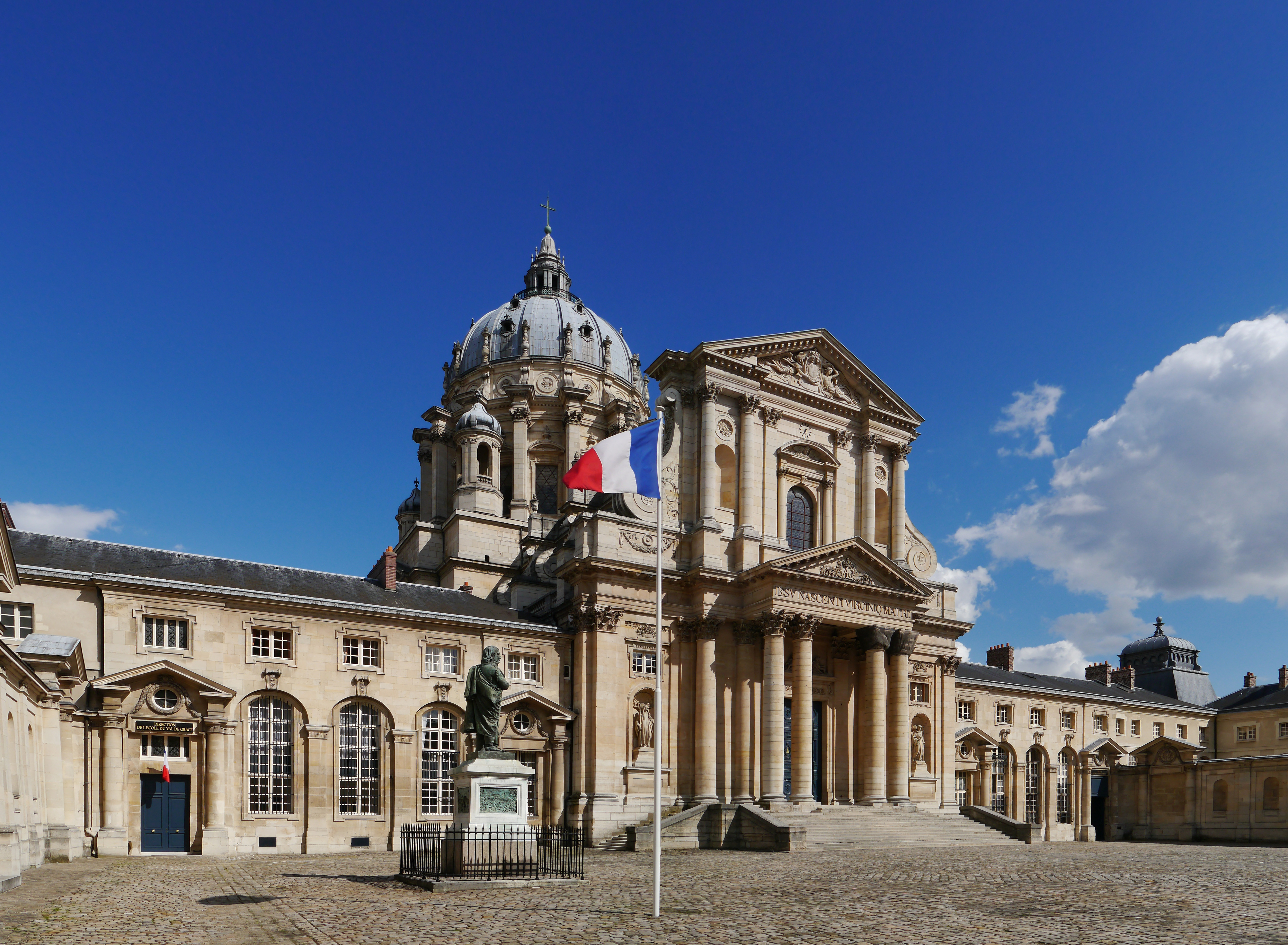
Церковь Валь-де-Грас

Следующим по времени в ряду купольных храмов XVII века является госпитальная церковь Валь-де-Грас, возникшая благодаря обету Анны Австрийской. У супруги Людовика XIII долго не было детей, и она дала обет выстроить храм, если у неё появится наследник (в 1638 году Анна родила сына — будущего Людовика XIV). В 1645 году в бенедиктинском аббатстве, расположенном на южной окраине Парижа, была заложена церковь, проект которой заказали архитектору Франсуа Мансару.
Из-за медлительности Мансара королевская чета заменила его архитектором Жаком Лемерсье, который продолжил проект, не меняя первоначального замысла своего предшественника. После смерти Лемерсье в 1654 году возведение храма продолжил и в 1667 году закончил Габриэль Ледюк (ле Дюк), купол в 1665 году создал архитектор Дюваль, а гигантскую фреску купола, посвящённую Анне Австрийской, написал Пьер Миньяр. Несмотря на неоднократную смену зодчих, Валь-де-Грас считается проявлением таланта именно Мансара, идеи которого позволили «иезуитскому стилю» достичь в этом здании своего расцвета.
В ансамбле бывшего монастыря сохранились главные элементы комплекса, в том числе примыкающий к церкви с юга клуатр, охваченный арочной галереей с плоскими сводами. Интерьер церкви славится декоративной скульптурой. Эффектный главный (западный) фасад Валь-де-Грас выделяется раскрепованными портиками коринфского стиля в двух ярусах и нарисованными волютами. Высокий тамбур сильно расчленён, а его мощные контрфорсы как бы принимают на себя нагрузку упругих рёбер купола. Сам купол фланкируют четыре круглые колокольни. Ниши и контрфорсы обильно украшены скульптурами, что характерно для стилистики барокко.
После смерти кардинала Мазарини Анна Австрийская удалилась в монастырь Валь-де-Грас, где и скончалась в 1666 году. В конце XVIII века аббатство было превращено в военный госпиталь, в 1850 году здесь открылось медицинское училище, а с 1916 года в Валь-де-Грас действуют армейская клиника, санитарно-медицинский музей и медицинская библиотека.

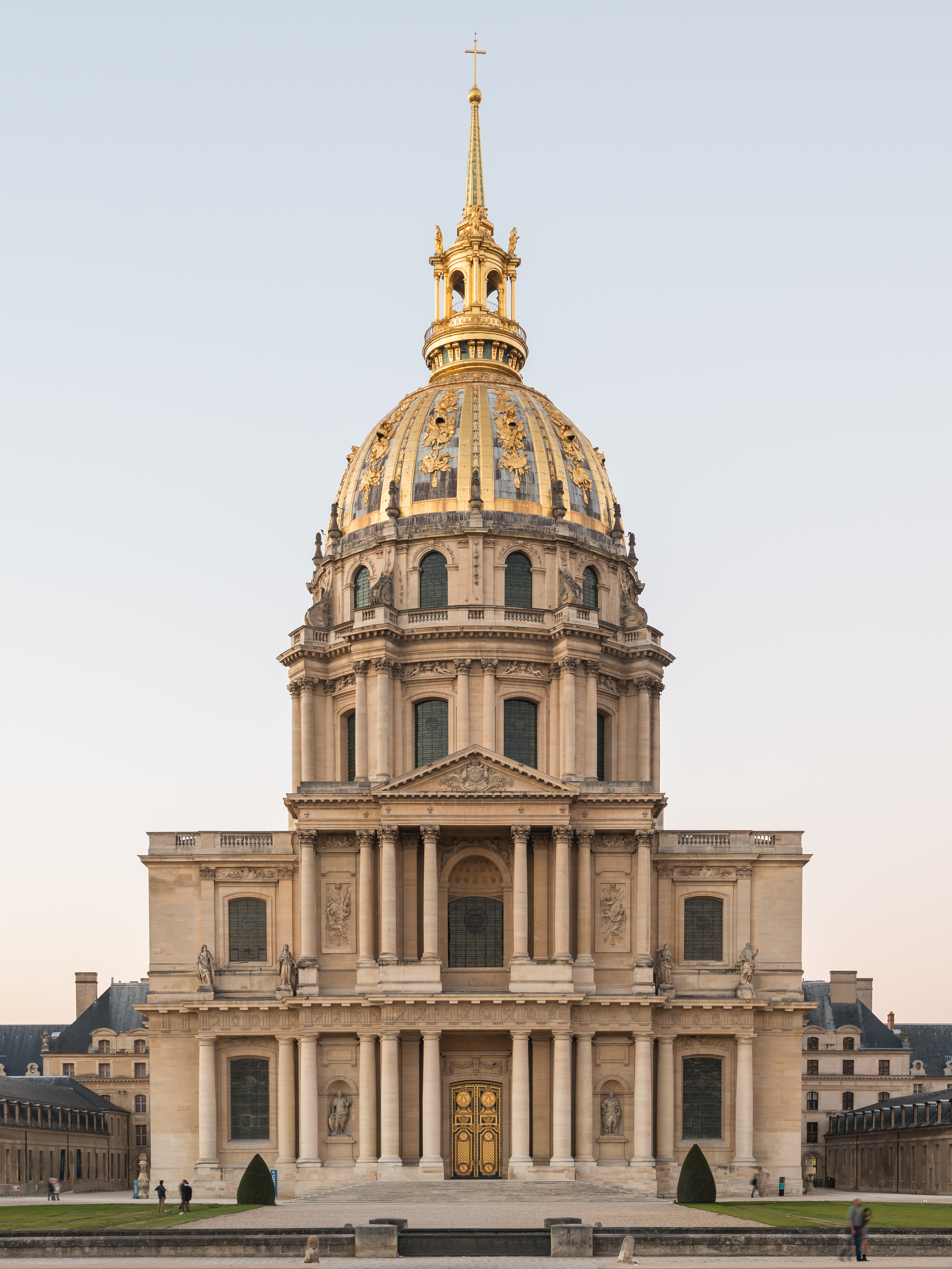
Фасад собора Дома инвалидов. Архитектор Жюль Ардуэн-Мансар

Купольные сооружения XVII века завершает творение Жюля Ардуэн-Мансара (внучатого племянника Франсуа Мансара) — собор Инвалидов, который является высотной доминантой для обширного района левобережья. Храм был включён в уже имевшуюся группу казарменных корпусов, которые предназначались для военных инвалидов (в специальной больнице-общежитии доживали свой век искалеченные в многочисленных войнах солдаты). Первый камень в основание Дома инвалидов был заложен в 1670 году, однако реальное строительство развернулось лишь год спустя, когда в конкурсе победил проект архитектора Либераля Брюана.
В комплекс Дома инвалидов, строительство которого завершилось в 1676 году, вошли больница, казармы на семь тысяч мест, монастырь и солдатская церковь. Главный четырёхэтажный фасад протяжённостью 210 метров обращён на север — в сторону широкой эспланады и Сены. Он имеет горизонтальные поэтажные тяги и три акцента — на оси и по концам. Осевой акцент выполнен в виде ризалита с полукруглым фронтоном, в котором в 1739 году был помещён барельеф с конной фигурой Людовика XIV работы Николы Кусту. Вдоль первого этажа фасада тянется непрерывная ложная аркада, украшенная многочисленными маскаронами.
Сразу после окончания строительства общая монотонность Дома инвалидов подверглась острой критике со стороны директора архитектурной академии Франсуа Блонделя. Это обстоятельство, а также теснота солдатской церкви привели к необходимости сооружения величественного и более вместительного собора. В 1676 году Брюана сменил Жюль Ардуэн-Мансар, который и возвёл новый собор. Синтезируя предыдущий опыт создания купольных композиций в системе барокко, он довёл их идею до совершенства. Мансар отбросил перегружающие здание декоративные атрибуты и удачно сочетал барочную помпезность с классической строгостью. Компактный план собора сохранил слаженность композиции в пространственном решении.
После смерти Мансара в 1708 году отделку храма завершил архитектор Робер де Кот. Главный фасад собора Инвалидов акцентирован строгим двухъярусным портиком и несколькими скульптурными панно. Очертание купола расчленено декоративными рёбрами, которые чётко сопрягаются с членением двухъярусного тамбура, охваченного контрфорсами и полуколоннами коринфского ордера. Собор высотой 105 метров соединён с казарменными корпусами трёхпролётной галереей. По обе стороны большого парадного двора расположено по два меньших двора (все пять дворов составляют северную часть комплекса Дома инвалидов). Сегодня храм стоит в ряду наиболее значимых купольных сооружений мира (наряду с собором Святого Петра, собором Санта-Мария-дель-Фьоре, собором Святого Павла и Исаакиевским собором).
Собор Инвалидов завершил собой эпоху монументального стиля барокко, который в первой четверти XVIII века превратился в декоративный стиль рококо. В XIX веке под куполом собора Инвалидов была создана гробница Наполеона I, оформленная Луи Висконти. Надгробие императора изготовлено из красного карельского порфира, пьедестал — из зелёного гранита, а двенадцать пристенных горельефов выполнил Жан-Жак Прадье. Сегодня в комплексе Дома инвалидов размещаются Музей планов и рельефов, Музей армии, Музей ордена Освобождения и Музей современной истории. Кроме того, здесь до сих пор проживают ветераны и инвалиды французской армии.

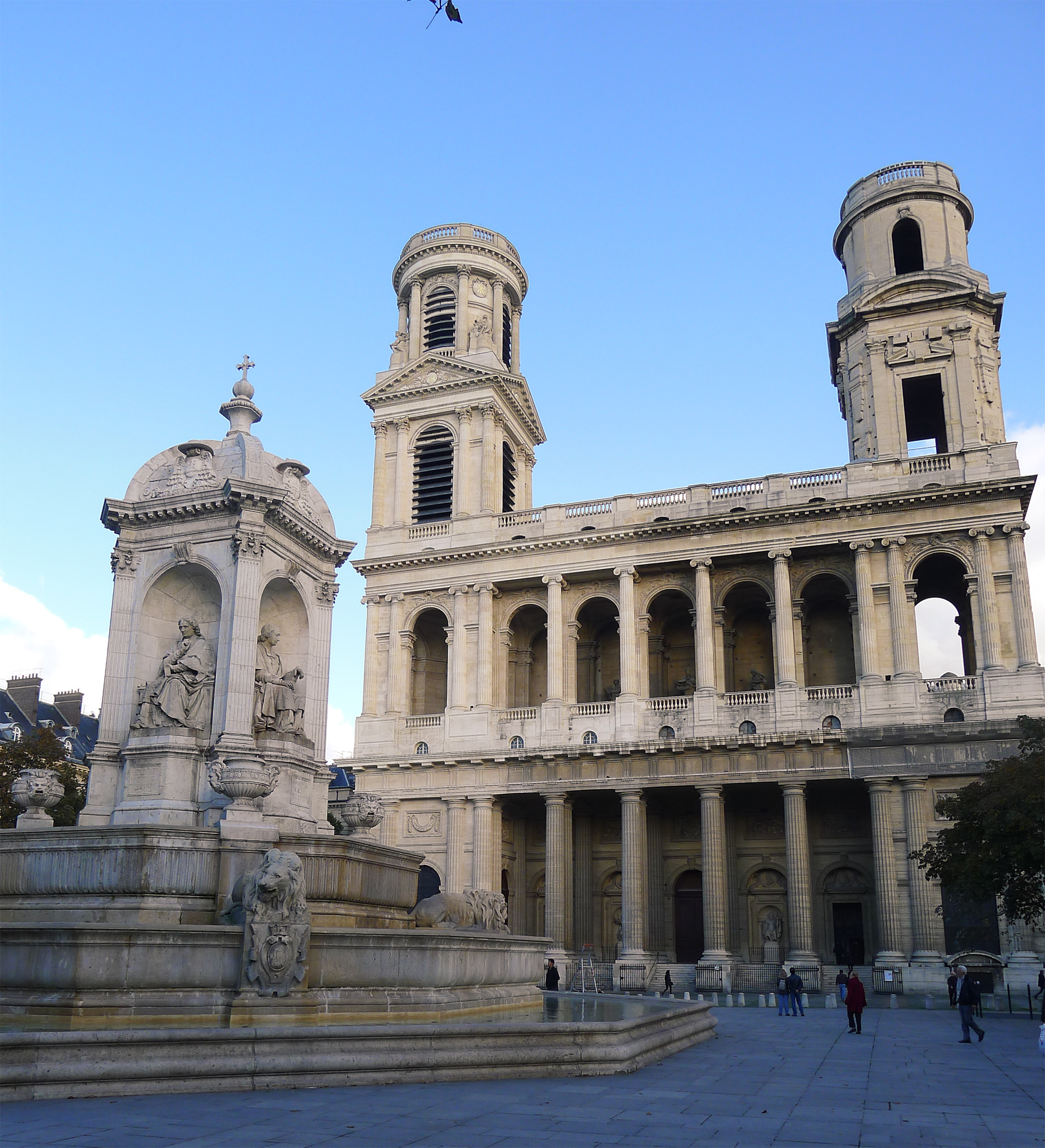
Фасад церкви Сен-Сюльпис. Архитектор Джованни Сервандони

Утверждение классицизма как господствующего стиля парижской архитектуры XVIII века состоялось во время конкурса на перестройку фасада церкви Сен-Сюльпис, расположенной в левобережной части города, южнее монастыря Сен-Жермен-де-Пре. В этом конкурсе проиграл слабый проект в стиле рококо архитектора Жюста-Ореля Месонье, а победу одержал проект фасада в духе классицизма Джованни Николо Сервандони (хотя он и был принят к реализации, но воплощён в жизнь не до конца).
Западный фасад Сен-Сюльпис, отличающийся равновесием и ясностью композиции, представляет собой двухъярусный портик во всю ширину. Лоджии портика подчёркнуты дорическим и ионическим рядом колонн. Башни фасада выполнены позднее — северная по проекту Жан-Франсуа Шальгрена и южная по проекту Удо де Маклорена (она так и не была завершена). В последней четверти XVIII века фасад и обе колокольни подверглись реставрации после повреждений, вызванных попаданием в здание молнии. Очередной значительный ущерб Сен-Сюльпис получила во время Франко-прусской войны, когда немцы обстреливали Париж.
Другим символом парижского классицизма XVIII века стала церковь, посвящённая покровительнице города — Святой Женевьеве. Автор проекта Жак-Жермен Суффло писал, что он хотел «соединить в этом сооружении лёгкость готических конструкций с чистотой и великолепием греческой архитектуры». Проект храма был разработан в 1757 году по заказу Людовика XV, после чего на месте старой готической церкви в аббатстве Святой Женевьевы началось строительство (во время Великой Французской революции средневековый монастырь был упразднён, а позже и вовсе разрушен).

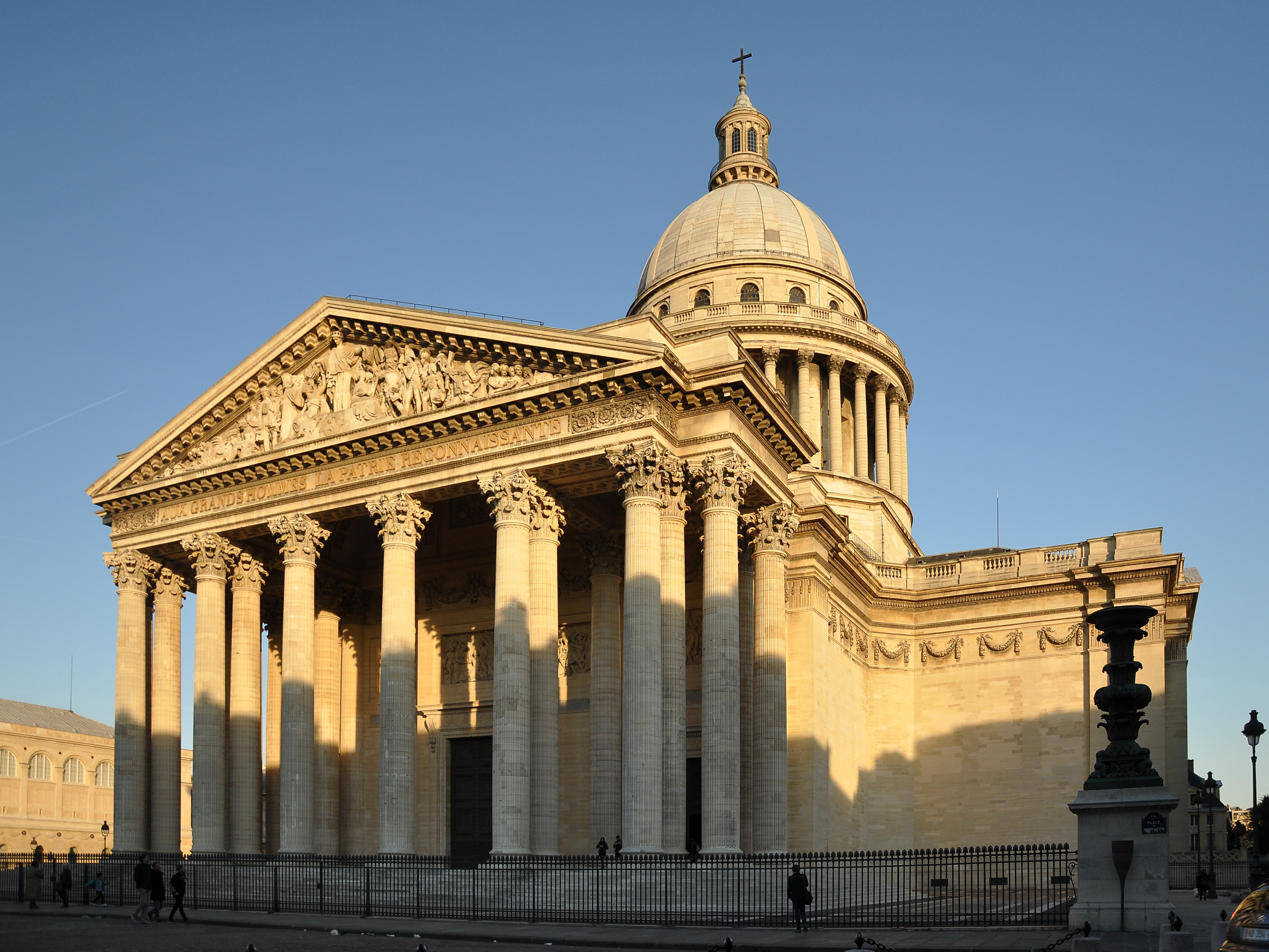
Фасад и купол Пантеона. Архитектор Жак-Жермен Суффло

Затруднения финансового плана, критика проекта со стороны противников Суффло и тесный земельный участок, не слишком подходивший для столь грандиозного замысла, затянули строительные работы, и церковь была закончена лишь в 1790 году. Суффло удачно скомбинировал и творчески переработал образы античного портика римского Пантеона с ренессансным Темпьетто (ряд существенных недочётов в конструкции купола и сводов до 1812 года исправлял архитектор Жан-Батист Ронделе).
Церковь Святой Женевьевы венчает высокий холм и потому сразу после окончания строительства она заняла господствующее положение над левобережной частью города, являя собой важнейший градоформирующий акцент Парижа. Храм выделяется планом в форме латинского креста, коринфским шестиколонным портиком и куполом на высоком тамбуре, который охвачен колоннадой. Во время революции новые власти превратили церковь в усыпальницу великих людей Франции, после чего внешний вид здания был несколько искажён (в частности, были заложены окна, что вызвало отчуждённость высоких глухих стен).
Новое предназначение здания олицетворял аллегорический барельеф на фронтоне Пантеона работы Давида д’Анже (1837), изображающий благодарную Родину, награждающую великих людей науки от имени Свободы. В XIX веке в Пантеоне был перезахоронен и прах Жака-Жермена Суффло. За исключением затянувшихся работ по возведению церкви Святой Женевьевы, характерной особенностью предреволюционного строительства в Париже являлось почти полное игнорирование архитекторами культовых сооружений. Внимание зодчих сосредоточилось на гражданских зданиях общественного назначения, таких как школы, театры и налоговые заставы.

## Другие строительные проекты
В 1614 году по инициативе короля Людовика XIII парижский застройщик Кристоф Мари начал освоение двух небольших заболоченных островков на Сене, расположенных восточнее Ситэ (в 1726 году, после объединения, они были названы островом Сен-Луи). С периода средневековья эти островки оставались почти неосвоенными: здесь ютились несколько рыбацких семей, работали пара ветряных мельниц и питейных заведений. После трёх десятилетий масштабных мелиоративных и строительных работ на Сен-Луи появился престижный архитектурный ансамбль, благодаря которому остров получил славу «зачарованного». Под руководством Мари был засыпан рукав Сены, разделявший островки, укреплены набережные и построены каменные мосты. Вдоль прямых улиц появились фешенебельные особняки парижских богачей, в том числе отель Ламбер архитектора Луи Лево с внутренним декором кисти Шарля Лебрена. В 1656 году под руководством Франсуа Лево, младшего брата Луи Лево, на месте старого храма начались работы по возведению церкви Сен-Луи-ан-л’Иль (освящена в 1679 году, но строительство завершилось намного позже).
Другим крупным строительным проектом начала XVII века являлась перестройка крепостных стен на правом берегу Сены. Из-за постоянного роста города средневековое полукольцо укреплений было расширено, продолжено по дуге большего охвата и подведено к реке ниже по её течению (ранее старую систему укреплений по концам фланкировали Бастилия в верхнем течении и Лувр в нижнем течении). В первой половине XVII века архитектор Жак Лемерсье полностью перестроил средневековые здания Сорбонны, но до наших дней дошла лишь университетская церковь в стиле классицизма. В 1667—1672 годах на одном из пологих холмов в южной части Парижа был реализован аскетичный проект здания Парижской обсерватории, разработанный Клодом Перро, который даже не применил ордера.
В конце XVII века бо́льшая часть парижских крепостных стен, которые современники называли «оковами», была разрушена. Городская застройка слилась с фобурами, а на месте бывших стен были созданы променады (будущие Большие бульвары). На северной линии укреплений (на месте старых крепостных ворот) Людовик XIV повелел построить две триумфальные арки, посвящённые его победам во Фландрии и Голландии. Новые ворота были возведены у начала улиц, которые вели в северо-западные предместья, и сохранили названия этих фобуров — Сен-Дени и Сен-Мартен (сегодня это кварталы в современном X округе Парижа). Обе арки и поныне возвышаются неподалёку друг от друга на одноимённых бульварах (соответственно на пересечении бульвара Сен-Дени с улицей Сен-Дени и бульвара Сен-Мартен с улицей Сен-Мартен).
Арка Сен-Дени, построенная в 1672 году, является произведением поборника классицизма Франсуа Блонделя. Арка Сен-Мартен была возведена в 1674 году по проекту Пьера Бюлле также в стиле классицизма. Обе монументальные арки, лежащие на так называемом «королевском тракте» из Лувра в аббатство Сен-Дени, украшены барельефами работы видных французских скульпторов и характеризуются ясностью пропорций и античной простотой. На арке Сен-Дени аллегорические рельефы, прославляющие победы Короля-Солнце, сочетаются с декоративными орнаментами, составленными из арматуры. Ворота, развивающие зародившуюся в древнем Риме тему, были задуманы как художественное оформление важных въездов в Париж. Это явилось урбанистическим новшеством в архитектуре классицизма второй половины XVII века.

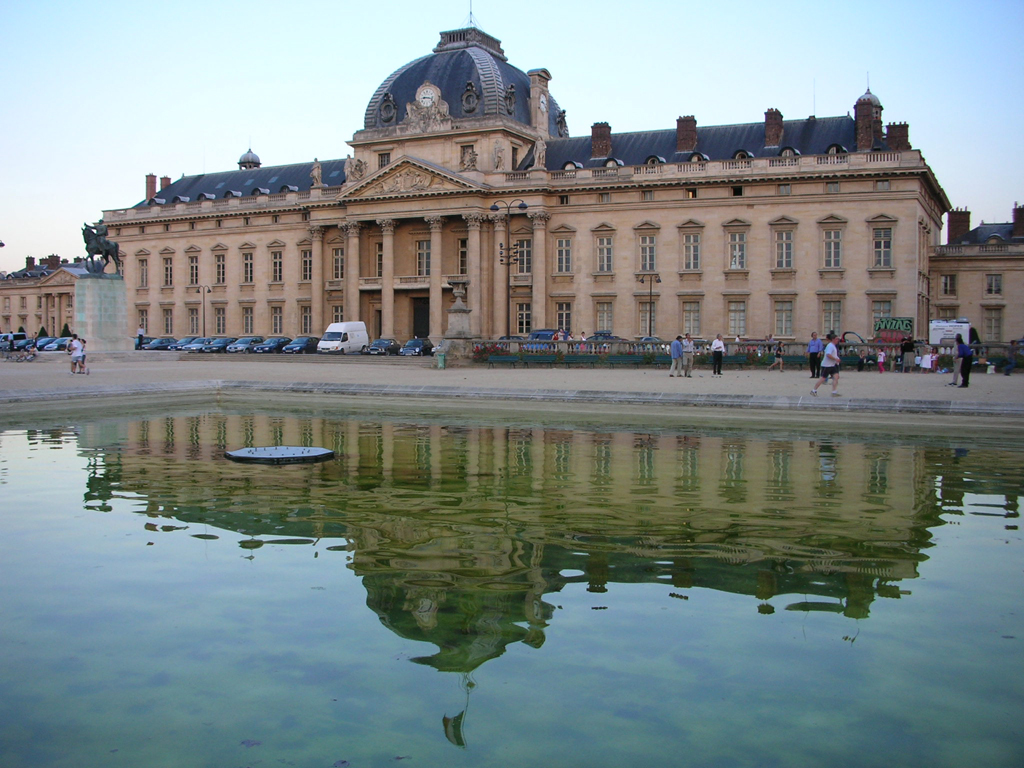
Фасад Военной школы. Архитектор Анж-Жак Габриель

В середине XVIII века, после окончания Войны за австрийское наследство, король Людовик XV решил основать Военную школу для мальчиков из обедневших аристократических семей (предложение маршала Морица Саксонского поддержали фаворитка короля маркиза де Помпадур и ряд придворных банкиров). Проект здания разработал первый королевский архитектор Анж-Жак Габриель, который активно использовал художественные возможности античного зодчества. Габриель подчеркнул центр спокойного фасада, обращённого к Марсову полю, коринфским портиком и куполом со срезанной вершиной. Школа открылась в 1760 году, в 1777 году она была реорганизована графом Сен-Жерменом, а в 1784 году приняла молодого Бонапарта.
Само Марсово поле, названное в честь древнеримского бога войны, изначально использовалось как плац Военной школы и место проведения парадов. Позже изобретатели Жак Шарль и Николя-Луи Робер испытывали здесь свои воздушные шары (1783), а Жан-Пьер Бланшар совершил свой первый успешный управляемый полёт (1784). Во время Французской революции на Марсовом поле торжественно отмечался праздник Федерации (1790), для которого архитектор Ле Селлерье соорудил трёхпролётную триумфальную арку. В центре поля был возведён алтарь, а рядом — стадион в античном стиле. Летом 1791 года гвардейцами на поле была расстреляна мирная антимонархическая демонстрация. После революции эспланада использовалась для проведения праздников, скачек и всемирных выставок.
В 1774 году Жак Гондуэн, вдохновлённый образцами итальянской архитектуры, закончил строительство Хирургической школы, которая включала в свой состав небольшую больницу, лаборатории, залы для лекций, библиотеку и полусферический анатомический театр. Школа изменила типологию парижских общественных зданий. Со стороны улицы и вдоль крыльев, окружающих внутренний двор, сооружение украшают ионические колонны. Над главным порталом расположен большой барельеф в античном стиле работы Пьера-Франсуа Бёрье. Сегодня здание школы, которая считается одним из главных образцов французского неоклассицизма, занимает ректорат университета Париж Декарт.

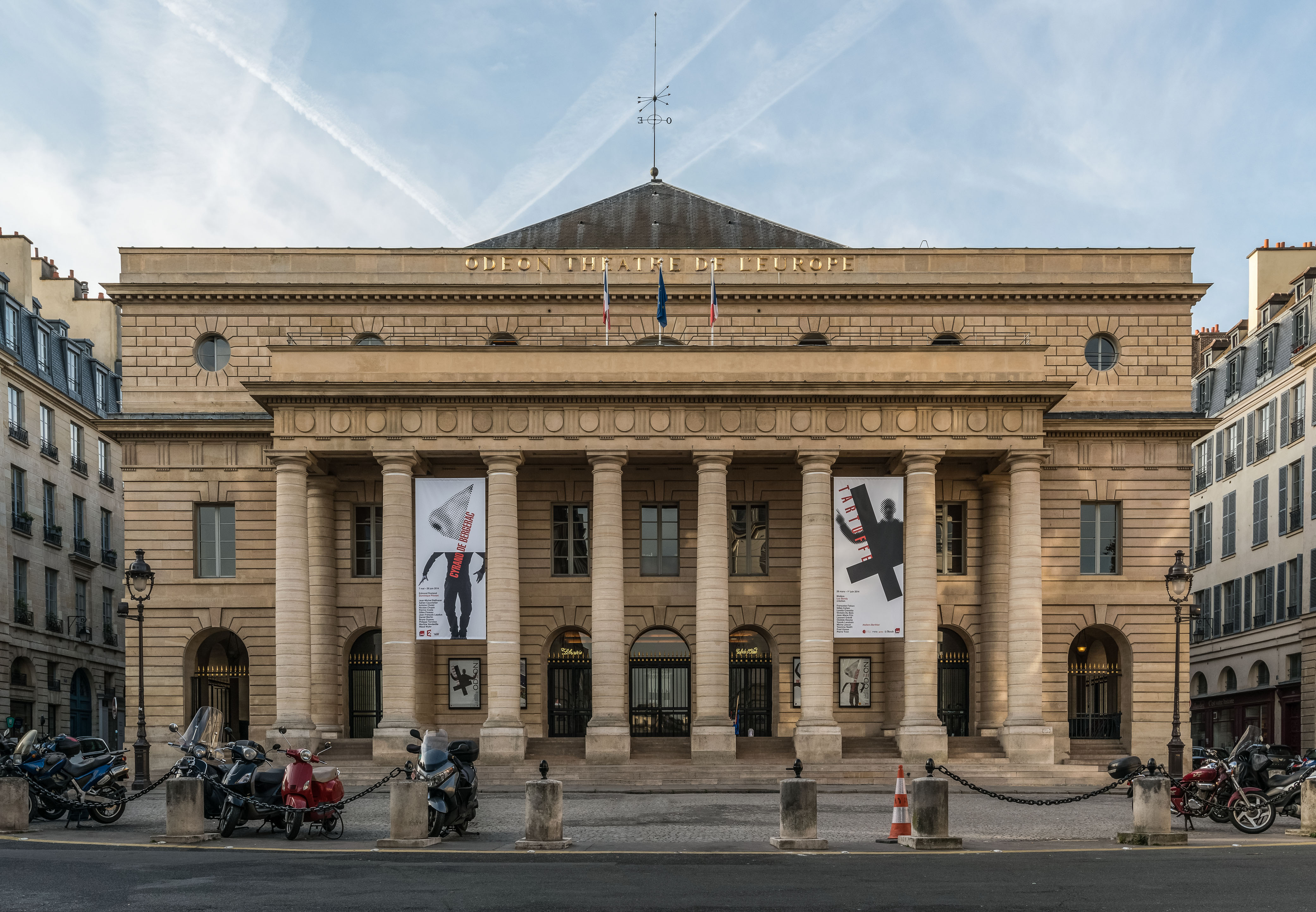
Фасад театра Одеон

В 1782 году архитекторы Шарль де Вайи и Мари-Жозеф Пейр закончили здание театра Одеон, построенное возле Люксембургского дворца. Театр имел характерный главный фасад с классическим строгим портиком, выходящим на площадь Одеон. На открытии театра присутствовала королева Мария-Антуанетта, в 1784 году здесь состоялась премьера пьесы Бомарше «Безумный день, или Женитьба Фигаро». Ныне существующий театр является зданием, восстановленным после пожара 1799 года архитектором Жан-Франсуа Шальгреном, который воссоздал первоначальный образ с минимальными изменениями.
Во второй половине 1780-х годов архитектор Клод-Никола Леду создал вокруг Парижа знаменитый пояс налоговых застав, призванных поправить пошатнувшийся государственный бюджет (часть так называемой «стены генеральных откупщиков», задуманной Антуаном Лораном Лавуазье). В сорока точках на всех въездах в город были построены заставы («барьеры») с кордегардиями, на которых сборщики взимали подати со всех купцов, ремесленников или крестьян, пожелавших попасть на парижские рынки. Благодаря Леду чисто экономическое мероприятие вылилось в архитектурный манифест. В многочисленных павильонах, воротах и колоннадах сочетались античные элементы и образы позднего итальянского ренессанса. Получили выражение и фантазии Джованни Баттиста Пиранези, который прославлял в своих офортах зодчество Древней Греции и Рима.
В своё время новаторские идеи Леду захватили мысли целого поколения зодчих не только Франции, но и других стран Европы, а его грандиозный пояс застав отразил новый взгляд на стремление охватить город единой архитектурной системой. Со временем налоговые заставы перестали играть свою роль. Их разрушение началось уже в годы Французской революции, когда был упразднён Генеральный откуп и казнены почти все откупщики, и продолжилось в течение всего XIX века. После строительства Тьерской городской стены необходимость в старой «стене генеральных откупщиков» отпала и в 1860 году большая её часть была разобрана. Вследствие быстрого роста Парижа заставы вскоре оказались в самой гуще городской застройки. Сегодня с некоторыми изменениями сохранились лишь четыре заставы авторства Леду.
Ротонда Шартра, бывшая частью одноимённой заставы и расположенная у входа в парк Монсо, представляет собой круглое купольное строение с дорическими колоннами. Ротонда ла Виллет, входившая в состав заставы Сен-Мартен и исполненная в виде цилиндра с арками и колоннадой на массивном основании с дорическими портиками, находится на пешеходной площади Сталинградской битвы. Застава Денфер, расположенная в южной части города, недалеко от Парижской обсерватории, выполнена в виде двух симметричных квадратных павильонов, которые фланкируют авеню Денфер-Рошеро. Один из павильонов служит входом в катакомбы Парижа, превращённые во второй половине XVIII века в хранилище останков из заброшенных и упразднённых кладбищ. Застава дю Трон, также известная как застава Венсен, расположена у круглой площади Нации в восточной части Парижа. Она представляет собой композицию из двух симметричных квадратных павильонов и двух монументальных 28-метровых колонн, цоколи которых раньше выполняли функцию караульных помещений. В 1845 году колонны были увенчаны статуями Филиппа II Августа работы Огюста Дюмона (южная колонна в XII округе) и Людовика IX работы Антуана Этекса (северная колонна в XI округе), а основания колонн украсили фигуры Слав.

## Комментарии
1. ↑  Формально эпоха абсолютизма наступила в правление Генриха IV, но её признаки начали проявляться на протяжении всего XVI века, ещё в период сословной монархии. Апофеозом эпохи абсолютизма является правление Людовика XIV[1].
2. ↑  Согласно другим исследованиям, авторство фонтана Медичи принадлежит итальянцу Томмазо Франчини, который ранее работал над фонтанами и гротами виллы Пратолино, Сен-Жерменского дворца и дворца Фонтенбло, а де Бросс лишь курировал проект[105].
3. ↑  При завершающей отделке моста использовались камни разрушенной Бастилии[193].
4. ↑  Современные кварталы Фобур-дю-Руль и Мадлен вдоль улицы Фобур Сент-Оноре.
5. ↑  Традиция проведения в Париже больших выставок была заложена в 1798 году, когда на Марсовом поле в «Храме промышленности» более ста участников экспонировали свои промышленные изделия[257].

### На русском языке
- Авсеенко В.Г. Итальянский поход Карла VIII и последствия его для Франции. Очерк внутреннего состояния Италии времен Возрождения и влияние итальянской культуры на Францию. — IQ Publishing Solutions, 1863. — ISBN 978-54-478-3654-2.
- Под редакцией Адо А.В. Новая история стран Европы и Америки. — Москва: Высшая школа, 1986.
- Блохина И.В. Архитектура. — Москва: АСТ, 2014. — ISBN 978-5-17-085217-8.
- Бунин А.В. История градостроительного искусства (Том 1). — Москва: Рипол Классик, 2013. — ISBN 9785458608916.
- Василенко Н.В. Живопись эпохи Возрождения. — Москва: ОЛМА Медиа Групп, 2014. — ISBN 978-5-373-05230-6.
- Виппер Б.Р. История европейского искусствознания. От античности до конца XVIII века. — Москва: Издательство Академии наук СССР, 1963.
- Джованна Маги. Весь Париж. — Firenze: Casa Editrice Bonechi, 1995. — ISBN 978-88-8029-144-2.
- Жан-Жорж д`Ост. Весь Версаль. — Firenze: Casa Editrice Bonechi, 2010. — ISBN 978-88-476-2296-8.
- Пилявский В.И., Лейбошиц Н.Я. Париж. Архитектура и строительство городов мира. — Ленинград: Стройиздат. Ленинградское отделение, 1968.
- Поляков Н.Х. Справочник архитектора. — Москва: Рипол Классик, 2013. — ISBN 9785458463683.
- Шуйский В.К. Золотой век барокко и классицизма в Санкт-Петербурге. — Москва: Центрполиграф, 2008.
- Всеобщая история архитектуры. Архитектура Западной Европы XV—XVI веков. Эпоха Возрождения (Том 5). — Москва: Издательство Академии архитектуры СССР, 1967.

### На других языках
- Marie-Rose Albrecht, Marguerite Cécile Albrecht. David d'Angers: regards autour d'un sculpteur (Том 1). — Hérault, 1987.
- Andrew Ayers. The Architecture of Paris: An Architectural Guide. — Stuttgart/London: Edition Axel Menges, 2004. — ISBN 3-930698-96-X.
- Joanna Banham. Encyclopedia of Interior Design. — New York: Routledge, 2015. — ISBN 978-1-884964-19-0.
- Calixte Baniafouna. Les Noirs de l'Elysée: Un palais pas comme les autres. — Paris: Editions L'Harmattan, 2009. — ISBN 978-2-296-11269-8.
- Michel Baridon. A History of the Gardens of Versailles. — Philadelphia: University of Pennsylvania Press, 2008. — ISBN 978-0-8122-4078-8.
- Jules Léonard Belin, A. Pujol. Histoire civile, morale et monumentale de Paris depuis les temps les plus reculés jusqu'à nos jours. — Paris: Belin-Leprieur, 1845.
- Anthony Blunt. Art and architecture in France, 1500 to 1700. — Penguin Books, 1980. — ISBN 9780140561043.
- Cyril Bordier. Louis Le Vau: Les immeubles et hôtels particuliers parisiens. — L. Laget, 1998.
- G. Byrne Bracken. Walking Tour Paris: Sketches of the city’s architectural treasures. Journey Through Paris' Urban Landscapes. — London: Marshall Cavendish, 2011. — ISBN 978-981-4435-37-6.
- Allan Braham. The Architecture of the French Enlightenment. — University of California Press, 1989. — ISBN 9780520067394.
- Pierre Casselle, Françoise Masson. L'Hôtel de ville de Paris. — Paris: Imprimerie Nationale, 1998.
- Gilles Desmons. Walking Paris. — London: New Holland Publishers, 2008. — ISBN 978-1-84773-061-9.
- Henry Sutherland Edwards. Old and New Paris: Its History, its People and its Places (Volume II). — Lulu Press, 2014. — ISBN 978-1-312-00503-7.
- André Gabriel. Guide to the architecture of monuments in Paris. — Éditions Alternatives, 1998. — ISBN 9782862271484.
- Anthony Gerbino. François Blondel: Architecture, Erudition, and the Scientific Revolution. — London: Routledge, 2012. — ISBN 978-0-415-49199-0.
- David A. Hanser. Architecture of France. — London: Greenwood Publishing Group, 2006. — ISBN 0-313-31902-2.
- Colum Hourihane. The Grove Encyclopedia of Medieval Art and Architecture (Том 2). — New York: Oxford University Press, 2012. — ISBN 978-0-19-539536-5.
- Robert Colonna d`Istria. Paris and Versailles. — Paris: Editions Marcus, 2002. — ISBN 2-7131-0202-2.
- Edouard Leduc. Dictionnaire du Panthéon (de Paris). — Paris: Editions Publibook, 2013. — ISBN 9782342015508.
- Gilles Marchand. Dictionnaire des monuments de Paris. — Paris: Editions Jean-Paul Gisserot, 2003. — ISBN 9782877477222.
- James L. McClain, John M. Merriman, Kaoru Ugawa. Edo and Paris: Urban Life and the State in the Early Modern Era. — Ithaca, New York: Cornell University Press, 1997. — ISBN 978-0-80-148183-3.
- Michele Melaragno. An Introduction to Shell Structures: The Art and Science of Vaulting. — New York: Springer Science & Business Media, 2012. — ISBN 9781475702231.
- Eugène Ménorval. Les Jésuites de la rue Saint Antoine, l'église Saint-Paul-Saint Louis et le lycée Charlemagne: notice historique. — Paris: Auguste Aubry, 1872.
- Marian Moffett, Michael W. Fazio, Lawrence Wodehouse. A World History of Architecture. — London: Laurence King Publishing, 2003. — ISBN 1-85669-371-6.
- Marie-Christine Moine. Les fêtes à la cour du Roi Soleil: 1653-1715. — Paris: Editions Fernand Lanore, 1984.
- Christian Norberg-Schulz. Baroque Architecture. — Random House, 1986. — ISBN 9780847806935.
- Allison Lee Palmer. The A to Z of Architecture. — Lanham: Scarecrow Press, 2009. — ISBN 978-0-8108-7058-1.
- Christophe Renault, Christophe Lazé. Les styles de l'architecture et du mobilier. — Paris: Editions Jean-Paul Gisserot, 2000. — ISBN 9782877474658.
- Baptiste de Roquefort. Dictionnaire historique des monuments de la ville de Paris. — Ferra Jenne, 1826.
- Louis Saurel. Histoire vivante de Paris. — Paris: Agence Parisienne de Distribution, 1969.
- Alexander Speltz. The Styles of Ornament. — New York: Dover Publications, 1959.
- Arthur Tilley. Modern France. A Companion to French Studies. — Cambridge: Cambridge University Press, 1967.
- Izabel Tognarelli. La France des jardins. — Paris: Petit Futé, 2008. — ISBN 9782746920927.
- Phillip John Usher. Epic Arts in Renaissance France. — Oxford: Oxford University Press, 2014. — ISBN 978-0-19-968784-8.
- David Watkin. A History of Western Architecture. — London: Laurence King Publishing, 2005. — ISBN 978-1-85669-459-9.
- Lilian H. Zirpolo. Historical Dictionary of Baroque Art and Architecture. — Lanham: Rowman & Littlefield, 2010. — ISBN 978-0-8108-6155-8.
- Art and History of Paris and Versailles. — Firenze: Casa Editrice Bonechi, 1996. — ISBN 978-88-8029-651-5.
- Eglises de Paris. — Paris: J. Martinet, 1843.
- Le château de Versailles. Les Dossiers. — Encyclopaedia Universalis, 2015. — ISBN 9782341002332.